# Barcelona
|  | Aquest article tracta sobre Barcelona, capital de Catalunya. Vegeu-ne altres significats a «Barcelona (desambiguació)». |

Barcelona (pronunciat en català central, pronunciació en català: [bərsəˈɫonə]) és una ciutat i metròpoli a la costa mediterrània de la península Ibèrica. És la capital de Catalunya, així com de la comarca del Barcelonès i de la província de Barcelona, i la segona ciutat en població i pes econòmic de la península Ibèrica, després de Madrid. El municipi creix sobre una plana encaixada entre la serralada Litoral, el mar Mediterrani, el riu Besòs i la muntanya de Montjuïc. La ciutat acull les seus de les institucions d'autogovern més importants de la Generalitat de Catalunya: el Parlament de Catalunya, el president i el Govern de la Generalitat. Pel fet d'haver estat capital del Comtat de Barcelona, rep sovint el sobrenom de Ciutat Comtal. També, com que ha estat la ciutat més important del Principat de Catalunya des d'època medieval, rep sovint el sobrenom o títol de cap i casal.
Amb una població d'1.636.732 habitants (2021), Barcelona és la ciutat més poblada de Catalunya i l'onzena de la Unió Europea, segona ciutat no capital d'estat després d'Hamburg. És el principal nucli urbà de la regió metropolitana de Barcelona, que aglutina 4 774 561 habitants, i de l'àrea Metropolitana de Barcelona, integrada per 36 municipis, que té una població de 3 225 058 habitants i una superfície de 633 km². Un estudi del departament d'Afers Socials i Econòmics de l'ONU de l'any 2005 situa Barcelona en la posició 51 del rànquing de les poblacions amb major nombre d'habitants del món.
Barcelona és una ciutat que atreu molts turistes, sobretot a partir del Jocs Olímpics que s'hi van celebrar el 1992. La xifra rècord en nombre de visitants anuals es va registrar el 2019, amb 11.977.277 turistes i prop de 33 milions de pernoctacions en hotels i pisos turístics, comptant-hi només allotjaments oficials.

## Geografia

### Localització

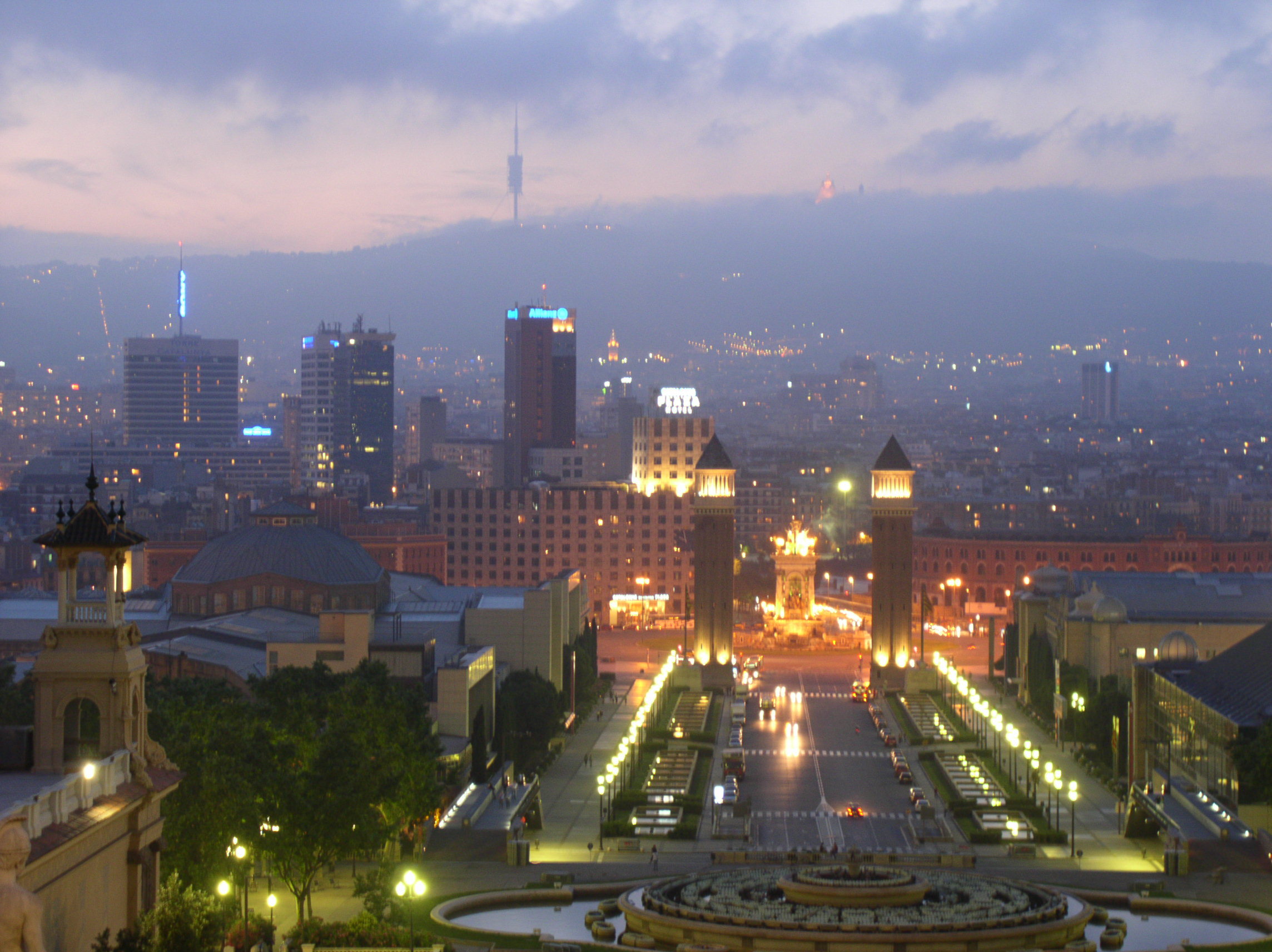
Foto de la Plaça d'Espanya des del Palau Nacional.

Situada a la costa de la mar Mediterrània, Barcelona s'assenta en una plana formada entre els deltes de les desembocadures dels rius Llobregat, al sud-oest, i Besòs, al nord-est, i limitada pel sud-est per la línia de costa, i pel nord-oest per la serralada de Collserola (amb el cim del Tibidabo, 516,2 m, com a punt més alt) que continua paral·lela la línia de costa encaixant la ciutat en un perímetre molt definit.
Aquesta serralada és una barrera que separa el pla de Barcelona de la Depressió Prelitoral Catalana. En el seu caient cap al mar, la serra ha deixat la presència de set turons, separats per diverses falles i dibuixats pel treball constant de les rieres i els torrents. Són uns contraforts avançats de Collserola, separats d'aquesta serra per una depressió que dona origen a dues cubetes: al nord-est hi ha la vall d'Horta i al sud-oest la vall de Sarrià. Enmig, unint aquestes diverses estructures geogràfiques, hi ha el coll dels Penitents (170,4 m), punt de trobada de vells camins i que encara avui reuneix moltes vies de comunicació importants, com la ronda de Dalt, la carretera de Sant Cugat del Vallès, l'avinguda de Vallcarca i els carrers que condueixin cap al Coll i al Carmel.
El més petit de tots aquests monticles és el Turó de Modolell (108 m), pràcticament engolit per la trama de carrers. Es pot percebre, al capdamunt de la plaça Adrià, el carrer Vallmajor, on hi ha el monestir de Santa Maria Magdalena, que queda una mica enlairat. En direcció al nord, un cop travessat el carrer de Muntaner i seguint pel carrer Gualves, es troba el Parc o Turó de Monterols (127,3 metres). En aquest cas, el caràcter muntanyós ja es fa més evident. El tercer turó és el del Putget o Putxet (182,63 metres), situat entre el carrer Balmes i l'avinguda República Argentina, per damunt de la ronda del Mig. Als seus peus s'estén la fondalada cavada per la riera de Vallcarca.

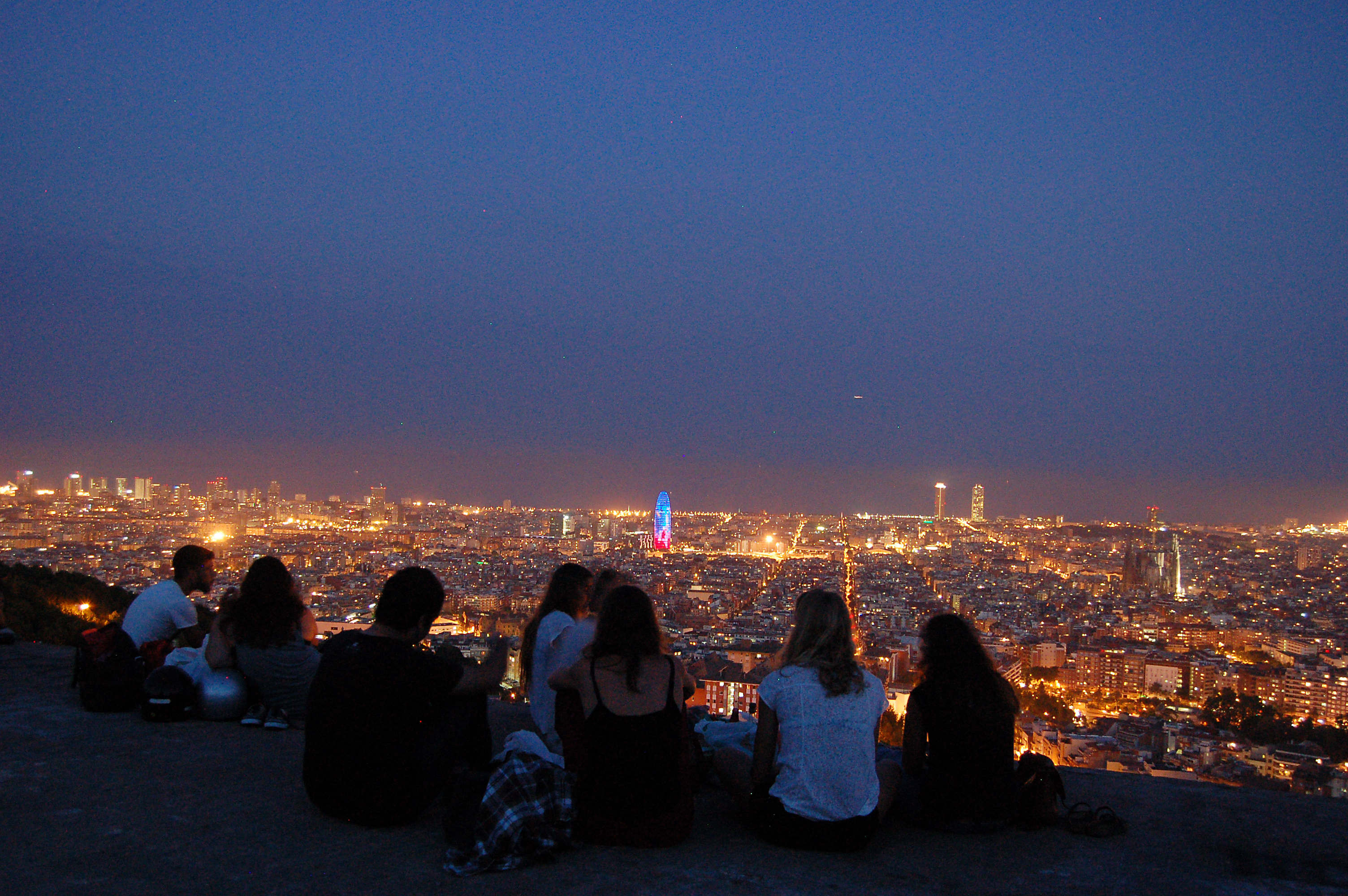
Vistes a Barcelona des del Turó de la Rovira

Els turons pròxims són els més alts, ja que passen dels dos-cents metres. Formen el que serà conegut com el parc dels Tres Turons. D'oest a est, són: el de la Creueta del Coll (245,5 m), el Carmel (265,6 metres) i la Rovira (261,8 metres). Una nova riera, la d'Horta, tanca aquesta serralada. A l'altra banda hi ha el setè turó, el de la Turó de la Peira (138 metres), d'una mida més reduïda respecte als anteriors.
A tocar del litoral, dominant el port, s'aixeca la muntanya de Montjuïc (177,72 metres), i el mont Tàber de només 16,9 m, és el promontori on s'assenta el nucli històric de la ciutat.
El terme municipal de la ciutat limita, de sud a nord-est i en el sentit de les agulles del rellotge, amb els municipis del Prat de Llobregat, l'Hospitalet de Llobregat, Esplugues de Llobregat, Sant Just Desvern, Sant Feliu de Llobregat, Molins de Rei, Sant Cugat del Vallès, Cerdanyola del Vallès, Montcada i Reixac, Santa Coloma de Gramenet i Sant Adrià de Besòs. Els dos primers i els dos últims són els municipis amb els quals manté un contacte més proper, amb una densa malla urbana contínua, mentre que Sant Cugat del Vallès i Cerdanyola del Vallès queden molt més separats, pel fet que la serralada litoral i el parc del Tibidabo actuen com a barreres naturals que dificulten la connexió entre aquests municipis i Barcelona.
Barcelona té una petita part del seu terme municipal al vessant del Llobregat de la serra de Collserola. Es tracta de part del Vallvidrera i de les Planes, a més de l'enclavament de Santa Creu d'Olorda, a cavall entre el Vallès Occidental i el Baix Llobregat.

### Línia de la costa

Evolució de la línia de la costa al districte de Ciutat Vella.

La línia de la costa de Barcelona ha canviat al pas del temps fins al punt que en l'època prehistòrica arribava on avui dia hi ha la plaça de Catalunya. Els terrenys sobre els quals s'assentà la Barceloneta no existien un segle i mig abans de la construcció d'aquest barri. Aquests terrenys són fruit de la formació de sediments de sorra arrossegada pels corrents marins provinents del nord i que foren contingudes per l'espigó del port construït el 1640. L'existència de l'illa de Maians (on actualment hi ha l'estació de França) contribuí a la fixació de la sorra i la formació de la llengua de terra base de la Barceloneta.

### Clima

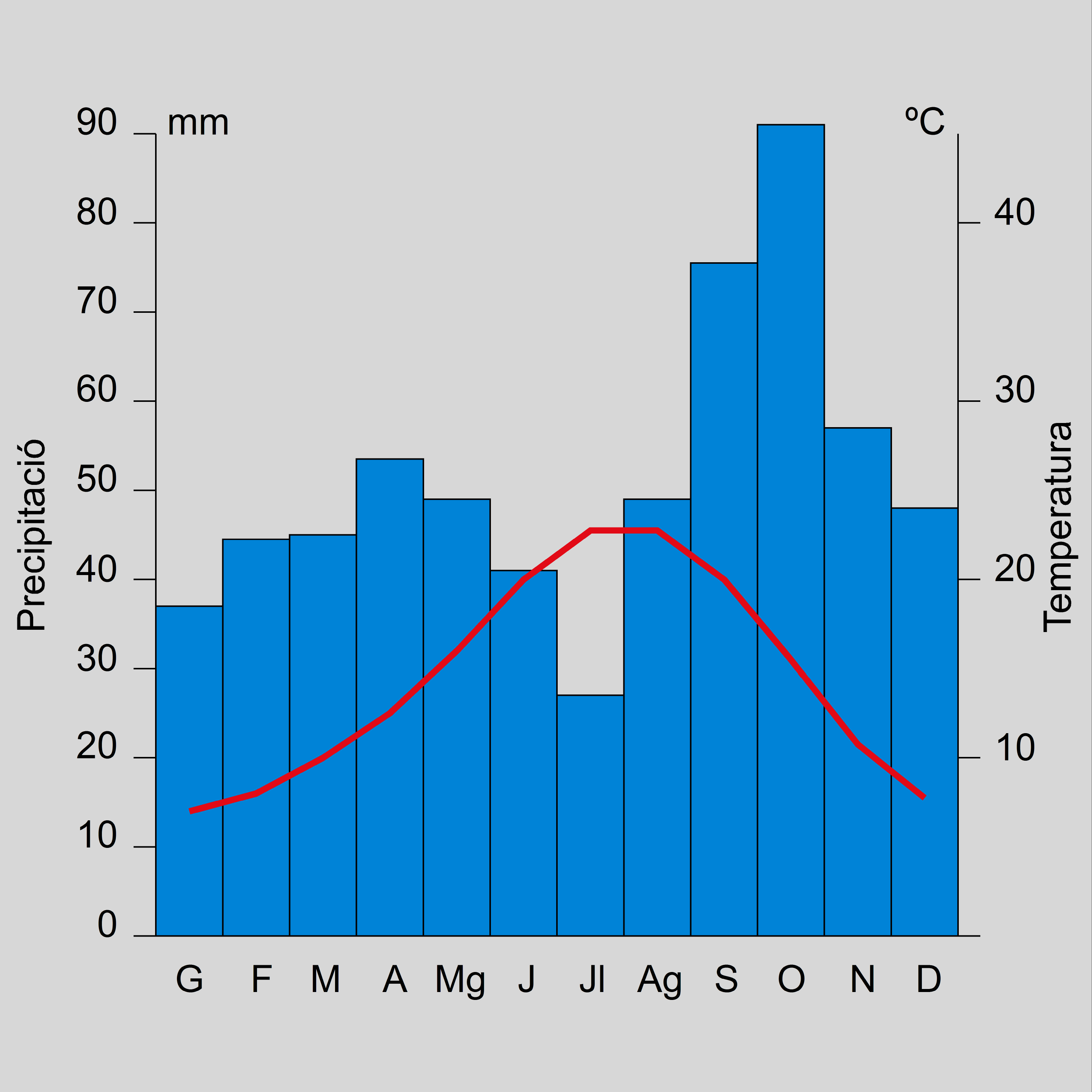
Climograma de Barcelona

El clima de Barcelona es pot classificar com a mediterrani amb diferents i interessants matisos. El primer de tot és motivat per la seva situació a sotavent del flux dominant de ponent a les latituds mitjanes, causant d'una pausa de precipitacions a l'hivern, notable alguns anys. D'altra banda, es ressent d'una illa urbana de calor fins a un màxim de 6,9 °C de diferència entre el centre de la ciutat i la perifèria. I finalment, la seva situació al nord de la Conca del Mediterrani li dona característiques peculiars, com la brevetat de la sequera estiuenca (un dels elements més característics dels climes mediterranis), i l'aparició amb certa regularitat de la neu en situacions d'entrada freda del nord, que al sud de la ciutat es resol amb dies freds i ventosos; així, no és gens infreqüent que mentre a Barcelona cauen ruixats de neu, a Tarragona el cel sigui clar i bufi impetuós el vent de mestral.
Els hiverns són curts, frescs i relativament secs, amb un mínim secundari de precipitació típic de la Mediterrània occidental. Els mesos de gener i febrer les temperatures mitjanes ronden els 10 °C i les màximes mitjanes freguen els 13 graus. De mitjana, glaça entre un i cinc dies, més sovint a la part alta, Collserola, i als barris propers Besòs. I no s'assoleixen els 10° durant les entrades fredes i en dies coberts, entre uns 10 i 15 dies en tot el període hivernal. Els estius són relativament secs però amb humitat mitjana de l'aire elevada, llargs i càlids (al juliol i a l'agost les temperatures màximes diàries no acostumen a superar els 30 °C perquè hi bufa el vent de mar cap a terra, el característic llebeig).
La temperatura màxima absoluta registrada a la ciutat va ser de 39,9 °C, al barri del Raval i 39,8 °C a l'Observatori Fabra, a uns 450 m d'altitud al Tibidabo (i, per tant, no gaire representatiu del clima del pla de Barcelona), mentre la mínima absoluta és de −10 °C, registrada al mateix observatori.

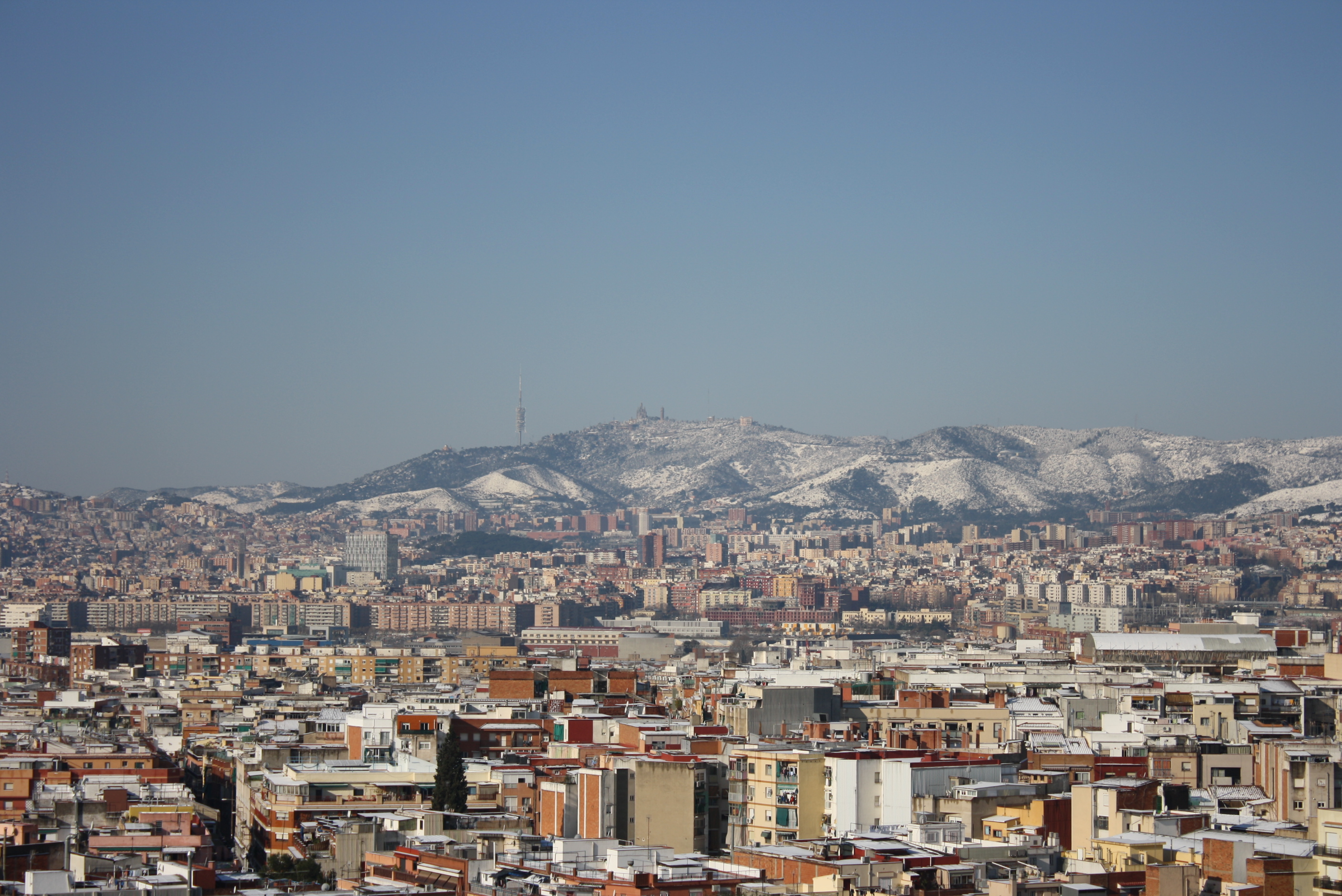
Barcelona vista des de Badalona el matí del 9 de març del 2010 després de la nevada més forta des del 1993

Les glaçades no es produeixen quasi mai al centre de la ciutat, però als municipis propers i al Tibidabo hi són més freqüents. La neu també és un fenomen estrany a la ciutat. Hi neva anualment de mitjana un dia a la part baixa i progressivament més amunt hi augmenten fins als quasi 5 del cim del Tibidabo. De nevades, però, que deixen rastre, 'agafen' a terra, hi cauen de mitjana una cada cinc anys. Cal remarcar-ne la que va caure el Nadal de 1962, que va ser la més abundant registrada. Esporàdicament, ha anat nevant al llarg dels anys a Barcelona. La dècada dels vuitanta va ser una de les que més nevades va donar. Cal remarcar també les nevades dels anys, 1993, 1999. El darrer episodi va ser el 8 de març de 2010 quan les acumulacions foren de 5-6 cm al centre i a les platges, 10-15 cm als barris alts de la ciutat i al voltant dels 30 cm al Tibidabo.
La pluviometria mitjana anual està prop dels 600 litres. S'aprecien dos màxims de precipitació: un a finals d'estiu i principis de tardor (el més acusat), i un altre a la primavera (màxim secundari). El mes més plujós és octubre, amb uns 96 litres, seguit de setembre amb 76, que cauen sovint en forma de tempestes o gota freda. Els mesos més secs són el juliol (27 mm) i el febrer (38 mm). Hi ha una mitjana de noranta dies de pluja (comptant només els dies amb precipitació més gran de 0,1 litres) essent el mínim 1,9 dies de pluja al mes de juliol i el màxim 5,7 al maig.
| Dades climàtiques a Barcelona — Centre Ciutat (1987-2010) | Dades climàtiques a Barcelona — Centre Ciutat (1987-2010) | Dades climàtiques a Barcelona — Centre Ciutat (1987-2010) | Dades climàtiques a Barcelona — Centre Ciutat (1987-2010) | Dades climàtiques a Barcelona — Centre Ciutat (1987-2010) | Dades climàtiques a Barcelona — Centre Ciutat (1987-2010) | Dades climàtiques a Barcelona — Centre Ciutat (1987-2010) | Dades climàtiques a Barcelona — Centre Ciutat (1987-2010) | Dades climàtiques a Barcelona — Centre Ciutat (1987-2010) | Dades climàtiques a Barcelona — Centre Ciutat (1987-2010) | Dades climàtiques a Barcelona — Centre Ciutat (1987-2010) | Dades climàtiques a Barcelona — Centre Ciutat (1987-2010) | Dades climàtiques a Barcelona — Centre Ciutat (1987-2010) | Dades climàtiques a Barcelona — Centre Ciutat (1987-2010) |
| Mes                                                       | gen                                                       | febr                                                      | març                                                      | abr                                                       | maig                                                      | juny                                                      | jul                                                       | ag                                                        | set                                                       | oct                                                       | nov                                                       | des                                                       | anual                                                     |
| --------------------------------------------------------- | --------------------------------------------------------- | --------------------------------------------------------- | --------------------------------------------------------- | --------------------------------------------------------- | --------------------------------------------------------- | --------------------------------------------------------- | --------------------------------------------------------- | --------------------------------------------------------- | --------------------------------------------------------- | --------------------------------------------------------- | --------------------------------------------------------- | --------------------------------------------------------- | --------------------------------------------------------- |
| Màxima rècord °C (°F)                                     | 22.4 (72.3)                                               | 24.8 (76.6)                                               | 28.8 (83.8)                                               | 27.7 (81.9)                                               | 31.6 (88.9)                                               | 35.8 (96.4)                                               | 36.8 (98.2)                                               | 38.2 (100.8)                                              | 33.4 (92.1)                                               | 32.6 (90.7)                                               | 26.1 (79)                                                 | 23.1 (73.6)                                               | 38.2 (100.8)                                              |
| Màxima mitjana °C (°F)                                    | 14.8 (58.6)                                               | 15.6 (60.1)                                               | 17.4 (63.3)                                               | 19.1 (66.4)                                               | 22.5 (72.5)                                               | 26.1 (79)                                                 | 28.6 (83.5)                                               | 29.0 (84.2)                                               | 26.0 (78.8)                                               | 22.5 (72.5)                                               | 17.9 (64.2)                                               | 15.1 (59.2)                                               | 21.2 (70.2)                                               |
| Mitjana diària °C (°F)                                    | 11.8 (53.2)                                               | 12.4 (54.3)                                               | 14.2 (57.6)                                               | 15.8 (60.4)                                               | 19.3 (66.7)                                               | 23.0 (73.4)                                               | 25.7 (78.3)                                               | 26.1 (79)                                                 | 23.0 (73.4)                                               | 19.5 (67.1)                                               | 14.9 (58.8)                                               | 12.3 (54.1)                                               | 18.2 (64.8)                                               |
| Mínima mitjana °C (°F)                                    | 8.8 (47.8)                                                | 9.3 (48.7)                                                | 10.9 (51.6)                                               | 12.5 (54.5)                                               | 16.1 (61)                                                 | 19.8 (67.6)                                               | 22.7 (72.9)                                               | 23.1 (73.6)                                               | 20.0 (68)                                                 | 16.5 (61.7)                                               | 11.9 (53.4)                                               | 9.5 (49.1)                                                | 15.1 (59.2)                                               |
| Mínima rècord °C (°F)                                     | −1.0 (30.2)                                               | 0.6 (33.1)                                                | 0.4 (32.7)                                                | 6.2 (43.2)                                                | 6.3 (43.3)                                                | 12.4 (54.3)                                               | 15.5 (59.9)                                               | 15.2 (59.4)                                               | 12.5 (54.5)                                               | 5.4 (41.7)                                                | 1.7 (35.1)                                                | 0.7 (33.3)                                                | −1.0 (30.2)                                               |
| Precipitació mitjana mm (polzades)                        | 43.7 (1.72)                                               | 31.4 (1.236)                                              | 33.0 (1.299)                                              | 47.7 (1.878)                                              | 47.4 (1.866)                                              | 25.5 (1.004)                                              | 25.1 (0.988)                                              | 40.8 (1.606)                                              | 81.9 (3.224)                                              | 96.5 (3.799)                                              | 45.1 (1.776)                                              | 46.8 (1.843)                                              | 565.0 (22.244)                                            |
| Mitjana de dies de precipitació                           | 6.0                                                       | 5.0                                                       | 6.2                                                       | 7.9                                                       | 7.5                                                       | 5.5                                                       | 3.1                                                       | 5.8                                                       | 8.0                                                       | 8.0                                                       | 6.6                                                       | 7.0                                                       | 76.6                                                      |
| Mitjana de dies de gelada                                 | 0.0                                                       | 0.0                                                       | 0.0                                                       | 0.0                                                       | 0.0                                                       | 0.0                                                       | 0.0                                                       | 0.0                                                       | 0.0                                                       | 0.0                                                       | 0.0                                                       | 0.0                                                       | 0.0                                                       |
| Font: Ajuntament de Barcelona                             |                                                           |                                                           |                                                           |                                                           |                                                           |                                                           |                                                           |                                                           |                                                           |                                                           |                                                           |                                                           |                                                           |

| Dades climàtiques a Barcelona — Aeroport del Prat (1981-2010) | Dades climàtiques a Barcelona — Aeroport del Prat (1981-2010) | Dades climàtiques a Barcelona — Aeroport del Prat (1981-2010) | Dades climàtiques a Barcelona — Aeroport del Prat (1981-2010) | Dades climàtiques a Barcelona — Aeroport del Prat (1981-2010) | Dades climàtiques a Barcelona — Aeroport del Prat (1981-2010) | Dades climàtiques a Barcelona — Aeroport del Prat (1981-2010) | Dades climàtiques a Barcelona — Aeroport del Prat (1981-2010) | Dades climàtiques a Barcelona — Aeroport del Prat (1981-2010) | Dades climàtiques a Barcelona — Aeroport del Prat (1981-2010) | Dades climàtiques a Barcelona — Aeroport del Prat (1981-2010) | Dades climàtiques a Barcelona — Aeroport del Prat (1981-2010) | Dades climàtiques a Barcelona — Aeroport del Prat (1981-2010) | Dades climàtiques a Barcelona — Aeroport del Prat (1981-2010) |
| Mes                                                           | gen                                                           | febr                                                          | març                                                          | abr                                                           | maig                                                          | juny                                                          | jul                                                           | ag                                                            | set                                                           | oct                                                           | nov                                                           | des                                                           | anual                                                         |
| ------------------------------------------------------------- | ------------------------------------------------------------- | ------------------------------------------------------------- | ------------------------------------------------------------- | ------------------------------------------------------------- | ------------------------------------------------------------- | ------------------------------------------------------------- | ------------------------------------------------------------- | ------------------------------------------------------------- | ------------------------------------------------------------- | ------------------------------------------------------------- | ------------------------------------------------------------- | ------------------------------------------------------------- | ------------------------------------------------------------- |
| Màxima rècord °C (°F)                                         | 22.4 (72.3)                                                   | 24.5 (76.1)                                                   | 27.5 (81.5)                                                   | 26.5 (79.7)                                                   | 32.0 (89.6)                                                   | 34.9 (94.8)                                                   | 36.0 (96.8)                                                   | 37.4 (99.3)                                                   | 34.0 (93.2)                                                   | 30.4 (86.7)                                                   | 27.0 (80.6)                                                   | 23.2 (73.8)                                                   | 37.4 (99.3)                                                   |
| Màxima mitjana °C (°F)                                        | 13.6 (56.5)                                                   | 14.3 (57.7)                                                   | 16.1 (61)                                                     | 18.0 (64.4)                                                   | 21.1 (70)                                                     | 24.9 (76.8)                                                   | 28.0 (82.4)                                                   | 28.5 (83.3)                                                   | 26.0 (78.8)                                                   | 22.1 (71.8)                                                   | 17.3 (63.1)                                                   | 14.3 (57.7)                                                   | 20.3 (68.5)                                                   |
| Mitjana diària °C (°F)                                        | 9.2 (48.6)                                                    | 9.9 (49.8)                                                    | 11.8 (53.2)                                                   | 13.7 (56.7)                                                   | 16.9 (62.4)                                                   | 20.9 (69.6)                                                   | 23.9 (75)                                                     | 24.4 (75.9)                                                   | 21.7 (71.1)                                                   | 17.8 (64)                                                     | 13.0 (55.4)                                                   | 10.0 (50)                                                     | 16.1 (61)                                                     |
| Mínima mitjana °C (°F)                                        | 4.7 (40.5)                                                    | 5.4 (41.7)                                                    | 7.4 (45.3)                                                    | 9.4 (48.9)                                                    | 12.8 (55)                                                     | 16.8 (62.2)                                                   | 19.8 (67.6)                                                   | 20.2 (68.4)                                                   | 17.4 (63.3)                                                   | 13.5 (56.3)                                                   | 8.6 (47.5)                                                    | 5.7 (42.3)                                                    | 11.8 (53.2)                                                   |
| Mínima rècord °C (°F)                                         | −7.2 (19)                                                     | −6.6 (20.1)                                                   | −1.4 (29.5)                                                   | 0.1 (32.2)                                                    | 3.0 (37.4)                                                    | 7.8 (46)                                                      | 11.4 (52.5)                                                   | 9.5 (49.1)                                                    | 7.6 (45.7)                                                    | 3.8 (38.8)                                                    | −1.4 (29.5)                                                   | −8.0 (17.6)                                                   | −8.0 (17.6)                                                   |
| Precipitació mitjana mm (polzades)                            | 37 (1.46)                                                     | 35 (1.38)                                                     | 36 (1.42)                                                     | 40 (1.57)                                                     | 47 (1.85)                                                     | 30 (1.18)                                                     | 21 (0.83)                                                     | 62 (2.44)                                                     | 81 (3.19)                                                     | 91 (3.58)                                                     | 59 (2.32)                                                     | 40 (1.57)                                                     | 588 (23.15)                                                   |
| Mitjana de dies de precipitació                               | 3.7                                                           | 4.0                                                           | 4.5                                                           | 5.1                                                           | 4.7                                                           | 3.6                                                           | 1.8                                                           | 4.5                                                           | 5.2                                                           | 6.3                                                           | 5.1                                                           | 4.4                                                           | 53.3                                                          |
| Mitjana de dies de neu                                        | 0.1                                                           | 0.2                                                           | 0.1                                                           | 0                                                             | 0                                                             | 0                                                             | 0                                                             | 0                                                             | 0                                                             | 0                                                             | 0.1                                                           | 0.0                                                           | 0.5                                                           |
| Mitjana de dies de gelada                                     | 1.4                                                           | 1.2                                                           | 0.4                                                           | 0.0                                                           | 0.0                                                           | 0.0                                                           | 0.0                                                           | 0.0                                                           | 0.0                                                           | 0.0                                                           | 0.3                                                           | 0.7                                                           | 4.1                                                           |
| Humitat relativa mitjana (%)                                  | 70                                                            | 70                                                            | 70                                                            | 69                                                            | 70                                                            | 68                                                            | 67                                                            | 68                                                            | 70                                                            | 73                                                            | 71                                                            | 69                                                            | 69                                                            |
| Mitjana mensual d'hores de sol                                | 151                                                           | 163                                                           | 206                                                           | 228                                                           | 250                                                           | 266                                                           | 305                                                           | 278                                                           | 259                                                           | 182                                                           | 145                                                           | 141                                                           | 2.591                                                         |
| Font #1: amet.es                                              |                                                               |                                                               |                                                               |                                                               |                                                               |                                                               |                                                               |                                                               |                                                               |                                                               |                                                               |                                                               |                                                               |
| Font #2: amet.es (valors extrems, 1920-2015)                  |                                                               |                                                               |                                                               |                                                               |                                                               |                                                               |                                                               |                                                               |                                                               |                                                               |                                                               |                                                               |                                                               |

## Història

### Des de la fundació fins alseglexviii
Els primers vestigis de població humana a Barcelona es remunten al primer Neolític en un jaciment al carrer de la Reina Amàlia, amb un habitatge complet, les tombes d'un adult i un infant, i altres restes de la darreria del Neolític (5000 a 4500 aC). D'aquest període podem destacar la necròpolis, situada a Sant Pau del Camp, així com les estructures en pedra de processament d'aliment i una tomba infantil al jaciment del carrer Riereta.
Dels segles VII a VI aC n'està documentada l'existència de poblats de les tribus laietanes (ibers). Sembla que en aquesta època també hi hagué una colònia grega (Kallipolis), tot i que hi ha discrepàncies entre els historiadors sobre l'emplaçament exacte. Els cartaginesos l'ocuparen durant la Segona Guerra Púnica i després s'hi van establir els romans a partir del 218 aC.
Els romans van refundar Barcelona a la fi del segle i aC, sobre el mateix assentament ibèric anterior, per convertir-la en una fortificació militar anomenada Iulia Augusta Paterna Faventia Bàrcino, que era situada sobre l'anomenat Mons Taber. En aquest moment, l'urbanisme i els nous edificis públics fan ja de Barcelona una ciutat romana amb termes públiques, temples, dos aqüeductes, diverses necròpolis. Al segle ii fou emmurallada per ordre de Claudi: L'obra de la construcció de la muralla romana de Barcelona va anar a càrrec de Caius Coelius, segons diu una llosa trobada a Montjuïc al segle xix. A principis del segle iii la població de la Bàrcino romana s'estimava entre 4000 i 8000 habitants. Al segle iv les muralles van ser potentment reformades augmentant en gruix i alçada, i incorporant entre 75 i 78 torres de defensa: protegien més de 10 hectàrees. Aquestes muralles foren operatives durant uns mil anys fins a l'ampliació de Jaume I.
Al segle v Barcelona fou ocupada pels visigots d'Ataülf (any 415), provinents del nord d'Europa i hi van instal·lar la cort per un breu període. El 531 Amalric hi fou assassinat. Posteriorment al segle viii, fou conquerida pel valí Al-Hurr ath-Thaqafí i s'inicià un període de gairebé un segle de domini musulmà amb el nom de Madinat Barshaluna, fins a la Conquesta de Barshiluna pels carolingis l'any 801 que la convertiren en la capital del Comtat de Barcelona i la incorporaren a la Marca Hispànica. La proximitat de la frontera amb els sarraïns va fer que la ciutat estigués exposada a les ràtzies, com la d'Almansor el 985 que va poder entrar i saquejar la ciutat. Amb la reconstrucció de Borrell II s'inicia el període de sobirania comtal. Diversos pergamins medievals del segle x parlen d'Ardena, una població a l'actual avinguda Diagonal, entre les Corts i Sarrià.
El dinamisme econòmic va fer que la ciutat medieval esgotés l'espai intramurs, per això van aparèixer diversos ravals o barris d'extramurs. Són els casos del barri del Pi, al voltant de l'església de Santa Maria, entre la porta del Castell Nou i la torrentera de la Rambla; el raval dels Arcs Antics, situat entre el Portal Major del Castell Vell i el torrent de Merdançar, on restaven testimonis dels arcs de l'aqüeducte romà i se celebrava el mercat; el raval de Santa Maria del Mar, entre la porta del Regomir i el port; i el raval de Sant Pere de les Puelles, creat al nord-est de la ciutat, al voltant del monestir.
A finals del segle xi, l'arribada dels almoràvits a la península va sumir la ciutat en crisi per la pèrdua de les pàries, i moltes de les famílies més importants van desaparèixer, i quan l'economia es recuperà cap al 1140, les principals famílies eren noves, procedents del camp català o de l'estranger. L'11 d'agost de 1137 el comte Ramon Berenguer IV es prometé a Barbastre amb la princesa Peronella d'Aragó, una nena d'un any, tot i que el casament no es va realitzar fins tretze anys després a Lleida, l'agost del 1150. Aquest prometatge li permeté de passar a governar immediatament aquest país amb el títol de príncep: quedava constituïda la Corona d'Aragó gràcies a la unió dels sobirans d'Aragó i Catalunya, i passant a l'ofensiva conquerint Tortosa, Lleida i Siurana entre els anys 1147 i 1154.
L'activitat urbanística es desenvolupà també al Pla de Barcelona, amb la creació de pobles suburbans com Sant Andreu de Palomar, Sant Genís dels Agudells, Sant Gervasi, Sarrià, etc. Entre els segles xii i xiii augmenta la potència naval pròpia de la ciutat, fet que permeté l'expansió mediterrània de la Corona catalanoaragonesa militarment i mercantil. Enmig d'epidèmies i crisis de subsistència continuades, a partir del segle xiv la ciutat inicià una etapa de decadència que es perllongaria durant els segles següents. Malgrat això, en aquesta època s'acaben les muralles que protegeixen el barri del Raval, llavors un veïnat eminentment agrícola.
Políticament, l'extinció del Casal de Barcelona i la posterior unió de les corones de Ferran d'Aragó i Isabel de Castella, va generar tensions entre castellans i catalans que explotaren en diverses guerres al llarg dels segles següents: la Guerra civil catalana, la Guerra dels Segadors entre 1640 i 1651, i posteriorment la Guerra de Successió Espanyola entre 1705 i 1715, que comportà un brutal setge de la ciutat, que fou seguit de l'abolició de les institucions pròpies de Catalunya. Aquesta darrera crisi política comportà la destrucció de bona part del barri de la Ribera (el 17 % de la ciutat) per part de les noves institucions borbòniques que erigiren la ciutadella militar per tal de reprimir la ciutat.
Les diverses vicissituds econòmiques i polítiques es traduïren en alts i baixos en la població barcelonina: Dels 7160 focs que comptava la ciutat el 1464, el 1516 va passar a només 6364, i es mantenia estable a 6396 focs l'any 1553. L'arribada general d'immigrants occitans durant la segona meitat del segle xvi va fer augmentar la població de la ciutat a 9000 focs el 1613; però tornaria a descendir 7300 focs el 1640 a causa de les crisis del comerç i la indústria. La catastròfica pesta de 1651, així com la guerra i la fam, enfonsaren la ciutat demogràficament, i vint anys després tot just es recuperava el nivell d'habitants del 1553. Els importants moviments de població i de tropes de la Guerra de Successió van tornar Barcelona al nivell d'habitants del 1613 just abans del setge, però aquest va provocar altre cop un revés a causa de la gran mortaldat.
Després de la guerra la ciutat s'havia quedat sense la seva influència mediterrània a causa de la pèrdua de Sardenya, Sicília i Nàpols, aleshores va reorientar el seu interès cap al territori interior. Al llarg del segle xviii Barcelona va anar recuperant la seva economia a poc a poc: les primeres fàbriques d'indianes van aparèixer al barri de Sant Pere, seguit pel del Raval. L'enllumenat públic amb llum d'oli es va posar en funcionament en 1752. i el 1753 es va començar a construir el nou barri de la Barceloneta per poder allotjar els abundants barraquistes de la platja i rellogats. El 1775 s'enderroca la muralla de la Rambla, que havia quedat sense utilitat en quedar encerclada per la mateixa ciutat, i s'urbanitza el passeig. De mica en mica s'aniran substituint les tradicionals cases artesanals pels nous blocs de pisos, fet que provocarà no només un augment de la població sinó també un augment de la densitat de població. Es calcula que el 1787, amb 92 300 habitants, la capital catalana allotjava el 10,3 % de la població del país.

### Delseglexixa inicis delxx
Amb motiu de l'estada de Carles IV d'Espanya i la seva esposa Maria Lluïsa de Parma (el 1802 durant els mesos d'octubre i novembre) es van executar algunes infraestructures públiques. Es va continuar obrint nous carrers al Raval. Després del parèntesi constructor entre 1808 i 1814 per la Guerra del Francès, el 1820 es reprèn l'activitat eixamplant el pla de Palau que, juntament amb el Portal de Mar, passà a ser el centre institucional de la ciutat. La desamortització endegada durant el Trienni Liberal va possibilitar l'obertura del Carrer Ferran, que a mitjan segle continuaria tallant la ciutat en línia recta fins a arribar a la Ciutadella.
Durant els anys 30 van començar a aparèixer les noves fàbriques amb màquines de vapor que van fer del Raval un barri industrial i obrer; i, malgrat totes les crisis, van continuar proliferant per tota la ciutat fins al 1883 quan es va viure la crisi de sobreproducció del sector tèxtil. Aquesta enorme pressió urbana va convertir Barcelona en una ciutat massificada que el 1860 tenia 239 200 habitants apilats en una ciutat constreta per les muralles. El moviment per enderrocar-les ja era viu el 1840, però el projecte per enderrocar-les no arribaria fins al 1854 després de l'epidèmia de còlera i el conflicte de les selfactines quan el governador civil de Barcelona Pascual Madoz Ibáñez va aconseguir del Govern el permís per a l'enderrocament de les muralles, que assegurava feina a una població molt castigada. Paral·lelament, al llarg del segle xix es van incorporar les altres poblacions del pla de Barcelona al municipi principal. Així es van agregar a la «Gran Barcelona» les poblacions de Gràcia, Sant Gervasi de Cassoles, les Corts, Sants, Sant Andreu de Palomar i Sant Martí de Provençals. Això va permetre a la ciutat de poder començar llurs projectes d'Eixample a la primera meitat dels anys seixanta, amb molta força a partir dels setanta. La demografia i el desenvolupament de la indústria va fer de la ciutat una de les urbs capdavanteres de l'Espanya del tombant de segle xx. Aquesta Barcelona fusionada tenia 544 100 habitants el 1900.
Amb l'establiment el 1881 de la Societat Espanyola d'Electricitat i d'acord amb la premsa tècnica de l'època, Barcelona va ser la vuitena ciutat del món i la sisena europea amb distribució pública d'electricitat, després de Berlín, Sant Petersburg, Londres, Brussel·les i Amsterdam a Europa, i Chicago i Nova York a Amèrica.
El 1888 Barcelona va organitzar la seva primera Exposició Universal, gràcies a la qual va urbanitzar una gran extensió de terreny que comprenia des del parc de la Ciutadella fins a la Barceloneta, i va millorar les infraestructures a tota la ciutat. Barcelona llavors aprengué que l'organització de grans esdeveniments internacionals no només li facilitava la urbanització de la ciutat, sinó que li reportava multitud de visitants i projecció internacional.
Socialment, al final del segle xix, els barcelonins van viure en primera persona la proliferació de noves formes de vida, oci i relacions socials que tenien en l'esport i la pràctica de l'activitat física la seva màxima expressió. En els darrers anys del segle la ciutat va veure néixer una gran quantitat de clubs de natació, tennis o futbol que tindrien una gran importància, en el segle xx, en la vida social dels barcelonins, i en la projecció exterior de la ciutat. Clubs com el FC Barcelona (fundat el 1899), el RCD Espanyol (fundat el 1900) i el Real Club de Tenis Barcelona o el Club Natació Barcelona aconseguiren una gran popularitat a la ciutat, i van convertir Barcelona en la gran capital de l'esport espanyol de principis del segle xx. El 1904, el barri d'Horta es va annexionar a Barcelona, i el 1921 Sarrià.
El 1929 es va tornar a organitzar una Exposició Universal, gràcies a la qual es va urbanitzar tota la zona de plaça d'Espanya, i es van construir pavellons on ara hi ha la Fira de Barcelona. L'exposició del 1929 també va ser el pretext per construir el metro, inaugurat inicialment el 1924, i ampliat el 1926 amb el servei del «Metro Transversal» entre la Bordeta i Catalunya (actual L1), que unia el centre de la ciutat amb el recinte de l'exposició, a Plaça Espanya i Montjuïc.
Mentrestant, l'economia de la ciutat d'aquell primer terç del segle xx estava substituint les fàbriques tèxtils cotoneres del segle anterior per les noves indústries químiques, les siderometal·lúrgiques, i vivia la irrupció dels nous sectors de l'electricitat, les arts gràfiques... així com la construcció. La Primera Guerra Mundial a Europa, així com la neutralitat espanyola, fou la gran oportunitat pels industrials i comerciants del país per obrir una etapa econòmica que duraria fins a la Guerra Civil. Aquest dinamisme industrial va continuar alimentant el creixement demogràfic, que va continuar els anys vint, en bona part per les onades immigratòries: el 1936 la ciutat tenia 1 189 600 habitants, el 40 % de la població catalana. No obstant això, la pobresa dels nou arribats i els costos expansius de la construcció van provocar l'aparició del fenomen del barraquisme contemporani a la ciutat, que va veure com la perifèria s'omplia desordenadament de construccions marginals. En canvi, la burgesia habitava el sector central de l'Eixample i la falda del Tibidabo.

### 1936-1939: Guerra Civil espanyola
L'estiu de 1936 Barcelona estava preparada per celebrar l'Olimpíada Popular, per la qual cosa s'havia construït l'Estadi Olímpic Lluís Companys i es van fer remodelacions a la muntanya de Montjuïc. Però l'esclat de la Guerra Civil espanyola el mes de juliol provocà que no es pogués celebrar.
A la ciutat es va viure un procés revolucionari pel qual la CNT i la UGT van fer col·lectivitzacions d'empreses i serveis. L'autoritat del Govern de la República i la Generalitat de Catalunya era teòrica, controlant de forma efectiva els carrers i els anarquistes. La situació dels civils a la ciutat es va tornar insostenible a causa del fet que les col·lectivitzacions van provocar una davallada crítica de la producció i abastiment d'aliments i béns materials. Per exemple, segons el coronel Rojo, tot i l'enorme despesa en la producció militar a Catalunya (en mans anarquistes), l'organització industrial va ser «incapaç de produir un simple fusell, metralladora o peça d'artilleria». La repressió política i social pels anarquistes va ser ofegadora tant entre els antics propietaris de negocis, religiosos i els considerats «burgesos», així com entre socialistes, republicans de centre i comunistes. Tots els edificis religiosos (esglésies, convents, monestirs, etc.) van ser clausurats i molts saquejats. Durant la guerra no es van permetre les celebracions religioses a excepció dels serveis pel govern a l'exili basc. Escamots anarquistes van aterrar la ciutat entre l'estiu del 1936 i 1937. A partir dels Successos de Maig, els anarquistes van ser expulsats del poder i la seva la influència baixà. El Partit Comunista va convertir-se, llavors, en la força hegemònica en el govern de la ciutat i Catalunya, reprimint a la vegada a anarquistes.
George Orwell, comentà sobre la Barcelona d'aquells dies a Homenatge a Catalunya:
| «                                      | Per primer cop a la meva vida, em trobava en una ciutat on la classe treballadora portava el timó. Quasi tots els edificis, qualsevol que fos la seva mida, estaven en mans dels treballadors i coberts amb banderes vermelles o amb la bandera vermella i negra dels anarquistes; les parets ostentaven la falç i el martell i les inicials dels partits revolucionaris; quasi tots els temples havien estat destruïts i les seves imatges, cremades. Per totes les parts, quadrilles d'obrers es dedicaven sistemàticament a enderrocar esglésies. A tota botiga i a tot cafè s'hi veien cartells que proclamaven la seva nova condició de serveis socialitzats; fins els netejabotes havien estat col·lectivitzats i les seves caixes estaven pintades de vermell i negre. Cambrers i dependents miraven al client cara a cara i el tractaven com un igual. Les formes servils i fins i tot cerimonioses del llenguatge havien desaparegut. Ningú deixa "senyor", o "don" i tampoc vostè; tots es tracta de «camarada» i «tu», i deien "salut!" en lloc de "bon dia". | » |
| — George Orwell, Homenatge a Catalunya | |   |

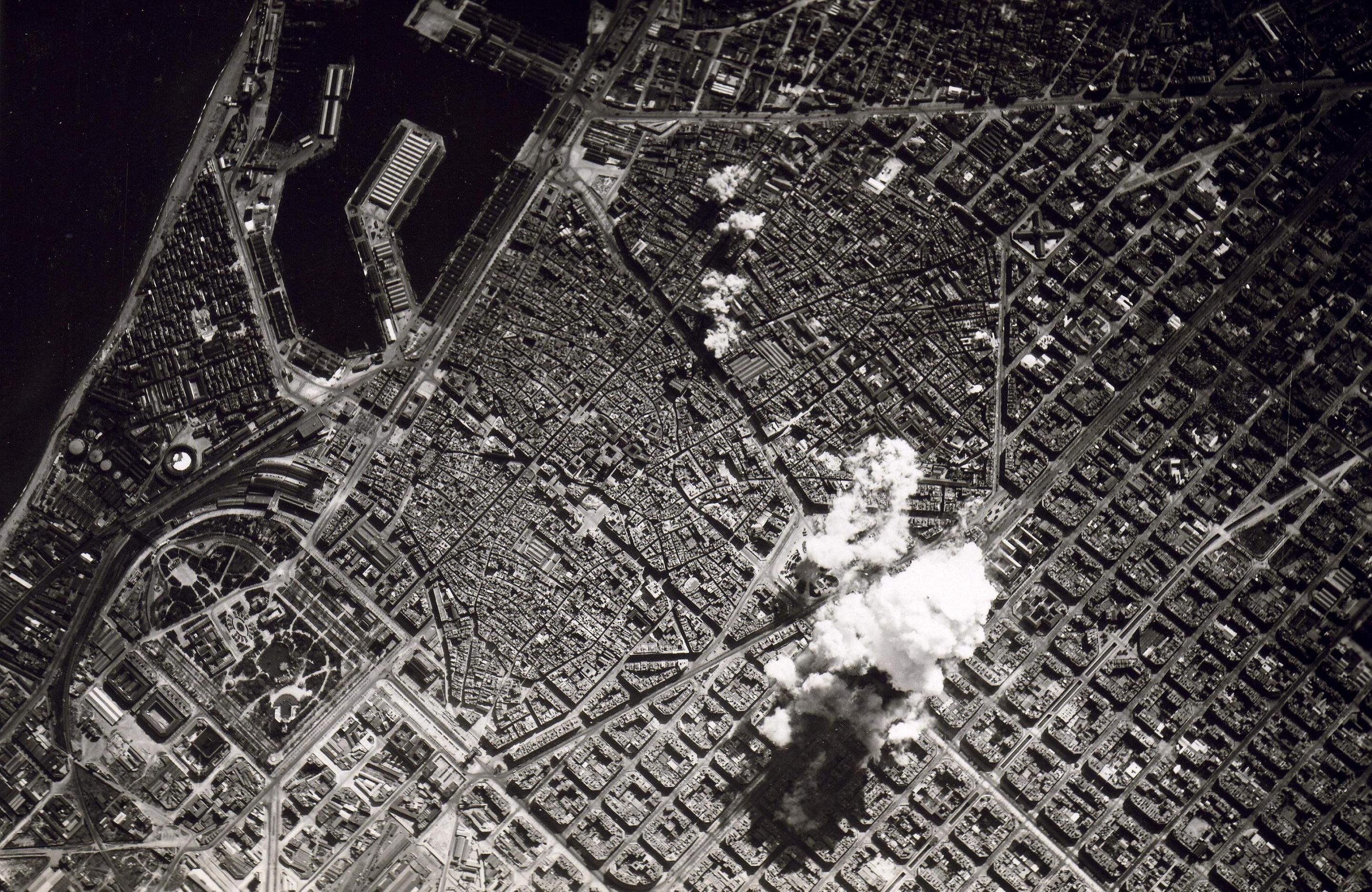
Bombardeig de Barcelona el 17 de març de 1938, fotografiat d'un bombarder italià.

Durant la guerra, Barcelona va ser bombardejada diverses vegades per l'aviació italiana que donava suport a les tropes franquistes. El suport de la ciutat a les forces republicanes li costà car, no només durant els tres anys de guerra, sinó durant els trenta-sis anys següents de règim franquista, que el 26 de gener de 1939 ocuparen la ciutat ja en la darrera fase de la guerra.

### Postguerra i franquisme
Després d'una dura postguerra i d'una autarquia irracional, Barcelona va continuar diversificant la seva indústria, però aquesta s'anava desplaçant cap a la corona metropolitana més perifèrica, en canvi, als barris centrals l'economia va evolucionar cap al sector terciari dels serveis. A Barcelona s'acabà consolidant un model amb un espai urbà rígidament segregat per classes i ocupacions laborals. La creixent immigració de la postguerra va provocar l'autoconstrucció de grans poblats de barraques per tot Barcelona, que acollien una població d'unes 100 000 persones.
Amb la Crisi del petroli del 1973 finalitzà el flux migratori massiu cap a l'àrea metropolitana de Barcelona i es frena el ritme de creixement urbà viscut de des de la dècada de 1950, estimulat amb l'arribada de l'alcalde Josep Maria de Porcioles que va patrocinar una era d'especulació urbanística sense frens amb un model quantitatiu on prima la velocitat d'execució, edificant la totalitat del pla de Barcelona, que fins llavors encara mantenia certa herència del seu passat agrícola i rural: tot es va urbanitzar en grans barris dormitoris, que van omplir els immigrants procedents d'Espanya. De fet, és l'època en què tota la regió metropolitana es massifica fins a arribar als 4.500.000 habitants, agrupant el 75 % de la població catalana i desenvolupant clares relacions de centre – perifèria: amb les comarques orbitant al voltant de la metròpolis.

### Democràcia
Recuperada la democràcia amb la mort de Franco, es va emprendre un nou desenvolupament cultural i urbanístic: La celebració dels Jocs Olímpics de 1992 va permetre la materialització de diversos projectes i infraestructures clau per a la ciutat que havien quedat paralitzats durant la crisi de 1970-1985: com ara l'obertura del front marítim de Barcelona a la ciutat. Més endavant, amb la celebració del Fòrum Universal de les Cultures l'any 2004 es va reformular urbanísticament el sector Besòs – mar del municipi.

### Esdeveniments

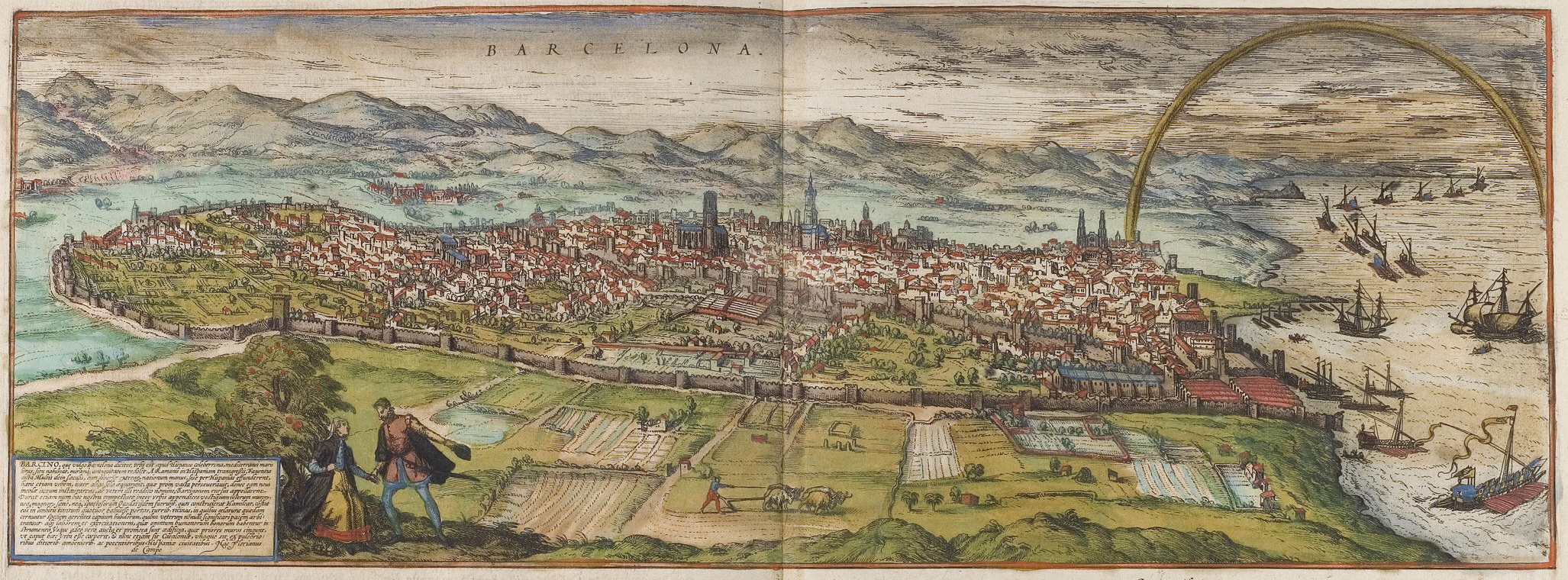
Barcelona al vista des de Montjuïc amb el barri del Raval i les drassanes a primer terme.

- 1258 – Tribunal de la Carta Consular de Barcelona.
- 1265 – Creació del Consell de Cent, per tal assistir els consellers i els oficials reials en casos referents a la defensa de la ciutat de Barcelona i les seves possessions.
- 1283 – Constitucions catalanes de les Corts de Barcelona amb el Privilegium Magnum: el rei no podrà imposar nous imposts sense aprovació de les Corts.
- 1391 – Assalt i crema del Call jueu, acusats d'haver portat la pesta negra. S'agreuja la decadència econòmica de la ciutat.
- 1412 – Compromís de Casp. Nova dinastia reial: els Trastàmares, d'origen castellà. S'allunyarà la Cort de la ciutat i es crearà la figura del Virrei o Lloctinent.
- 1462 – Comença la Guerra Civil entre els partidaris de la Busca, la Biga, del rei i dels Remences.
- 1493 – Intent d'assassinat de Ferran II el Catòlic a la plaça del Rei.
- 1493 – Arribada a Barcelona de Cristòfor Colom. Rebut pels Reis d'Aragó i Castella a Palau. La Corona d'Aragó queda exclosa de l'explotació econòmica directa de les Amèriques.
- 1519 – Reunió dels cavallers de l'Orde del Toisó d'Or a la Seu per ordre de l'Emperador Carles I.
- 1640–1652 – Guerra dels Segadors; acaba amb el setge i presa de Barcelona. Des de 1650, epidèmia de pesta: entre la guerra i la malaltia, mor entre el 15 % i el 20 % de la població.
- 1714, 11 de setembre – Caiguda de Barcelona enfront de les tropes francoespanyoles comandades pel duc de Berwick. Aquesta derrota significarà la pèrdua dels furs de Catalunya significant això l'annexió completa de Catalunya per Castella.
- 1716 – Construcció de la Ciutadella a costa de l'enderroc de gran part del barri de la Ribera.
- 1753 – S'inicia la construcció del barri de la Barceloneta.
- 1835 – Proclamació de la Llei de Desamortització de Mendizábal. Fets del «Torín». Crema de convents i enderroc dels més importants per donar lloc a places i mercats.
- 1842 – Aixecament de Barcelona contra Espartero i bombardeig de la ciutat.
- 1859 – S'imposa des de Madrid el Pla d'Eixample d'Ildefons Cerdà, en contra del que havia aprovat l'Ajuntament.
- 1868 – Amb motiu de la Revolució de 1868 (la Gloriosa), la Fortalesa de la Ciutadella de Barcelona fou enderrocada, conservant-ne només els edificis centrals com l'arsenal (actual Parlament de Catalunya), la capella i el palau del governador (actual Institut Verdaguer). Així s'acaba amb el símbol de la repressió espanyola construït després de la derrota de 1714.
- 1888 – Exposició Universal de 1888
- 1893 – Atemptat anarquista al Liceu.

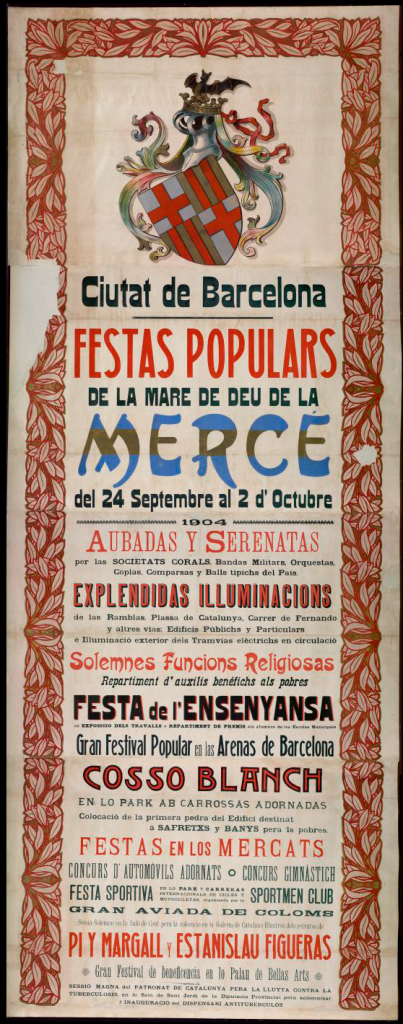
Festivitat barcelonina de La Mercè. Cartell de les festes populars de la mare de déu de la Mercè, l'any 1904

- Festivitat barcelonina de La Mercè. Cartell de les festes populars de la mare de déu de la Mercè, l'any 19041905 – Fets del ¡Cu-Cut! Militars espanyols assalten i saquegen el setmanari satíric ¡Cu-Cut! i el diari La Veu de Catalunya. Creació de la Solidaritat Catalana, el Govern Espanyol suspèn les garanties constitucionals a Barcelona i impulsa la Llei de Jurisdiccions.
- 1909 – La Setmana Tràgica – Reacció popular a la crida a files de reservistes catalans per a la guerra del Marroc. El Govern espanyol qualifica la revolta de separatista. Hi ha centenars de detencions. Afusellament a Montjuïc de Ferrer i Guàrdia i de quatre persones més.
- 1929 – Exposició Internacional de Barcelona de 1929
- 1931 – Francesc Macià proclama la República Catalana.
- 1931 – El govern provisional de la república restaura la Generalitat de Catalunya.
- 1934 – Lluís Companys proclama l'Estat Català.
- 1936 – Olimpíada Popular, anul·lada a causa de la Guerra Civil espanyola.
- 1938 Bombardejos de l'aviació feixista espanyola, els dies 16, 17, 18 de març es van produir els més intensos, fet que provocà la mort de centenars de persones (875 segons Hilari Salvadó) i milers de ferits. Al llarg de la guerra els morts en bombardejos en foren milers.
- 1940 – El President de la Generalitat Lluís Companys és capturat a França pel govern de Hitler i executat per Franco al Castell de Montjuïc.
- 1952 Congrés Eucarístic
- 1962: el 25 de setembre, un gran desbordament causa 441 morts i 374 desaparicions en les comarques del Vallès, el Barcelonès i el Baix Llobregat
- 1977 el 26 de juny es va convocar a les Rambles de Barcelona la primera manifestació de l'orgull gai de l'estat espanyol.
- 1987 el 19 de juny, ETA provoca l'atemptat de l'Hipercor de l'Avinguda Meridiana causa 21 morts i 45 ferits greus.
- 1992 – Jocs Olímpics del 92.
- 1995 – Comencen les conferències euromediterrànies.
- 2003 – Campionat Mundial de Natació Barcelona 2003.[36]
- 2004 – Fòrum Universal de les Cultures.
- 5 de novembre de 2008, Barcelona és nomenada seu de la Secretaria General de la Unió per a la Mediterrània.
- 2010 – Campionat Europeu d'Atletisme.
- 2010 – Dedicació del Temple de la Sagrada Família.
- 2013 – Campionat del Món de natació de 2013.
- 2017 – Atemptat a la Rambla de Barcelona.
- 2024 – Celebració dels 600 anys de Gegants a Catalunya i al Món, amb la Trobada Nacional de Gegants, la Trobada Internacional de Gegants per les festes de la Mercè 2024 i la Trobada de Gegants Centenaris i Històrics de Catalunya
- 2026 – Barcelona acull la Ciutat de l’Arquitectura
- 2026 – S'acaba les obres del Temple Expiratori de la Sagrada Família

### Festivitats
- 12 de febrer – Festes de Santa Eulàlia, antiga patrona de la ciutat de Barcelona. Avui copatrona
- 24 de setembre – Festes de la Mercè, patrona de la ciutat de Barcelona (des de l'any 1687).[37]

## Demografia
Barcelona té l'any 2022 un total d'1.636.193 habitants, dels quals 778.674 són homes i 857.519 dones.
| 1497 f | 1515 f | 1553 f | 1717   | 1787    | 1857    | 1877    | 1887    | 1900    | 1910    |
| ------ | ------ | ------ | ------ | ------- | ------- | ------- | ------- | ------- | ------- |
| 6166   | 6613   | -      | 35 928 | 100 160 | 235 060 | 353 853 | 405 913 | 544 137 | 595 732 |

| 1920    | 1930      | 1940      | 1950      | 1960      | 1970      | 1981      | 1990      | 1992      | 1994      |
| ------- | --------- | --------- | --------- | --------- | --------- | --------- | --------- | --------- | --------- |
| 721 869 | 1 005 565 | 1 081 175 | 1 280 179 | 1 557 863 | 1 745 142 | 1 754 900 | 1 707 286 | 1 630 635 | 1 630 635 |

| 1996      | 1998      | 2000      | 2002      | 2004      | 2006      | 2008      | 2010      | 2012      | 2014      |
| --------- | --------- | --------- | --------- | --------- | --------- | --------- | --------- | --------- | --------- |
| 1 508 805 | 1 505 581 | 1 496 266 | 1 527 190 | 1 578 546 | 1 605 602 | 1 615 908 | 1 619 337 | 1.620.943 | 1.602.386 |

| 2016      | 2018      | 2020      | 2022      | 2024      | 2026 | 2028 | 2030 | 2032 | 2034 |
| --------- | --------- | --------- | --------- | --------- | ---- | ---- | ---- | ---- | ---- |
| 1.608.746 | 1.620.343 | 1.664.182 | 1.636.193 | 1.702.547 | -    | -    | -    | -    | -    |

El cens més antic del què es tenen dades fou el de juliol de 1652, quan Barcelona tenia aleshores 14 425 habitants. El cens de 1787 incorpora Vallbona; el 1860, la Barceloneta; el 1897, les Corts, Gràcia, Sant Andreu de Palomar, Sant Gervasi de Cassoles, Sant Martí de Provençals i Sants; el 1904, Horta; i el 1921, Sarrià que prèviament ja havia incorporat Vallvidrera (1890) i Santa Creu d'Olorda (1915). Les dades anteriors són la suma dels antics municipis.

## Política i govern

### Composició de la Corporació Municipal
El Ple de l'Ajuntament està format per 41 regidors. En les eleccions municipals de 2019 la coalició formada per Esquerra Republicana de Catalunya-Ernest Maragall Alcalde + BCN-Nova-Acord Municipal (ERC+BCN-NOVA-AM) obtingué 10 regidors, Barcelona en Comú-En Comú Guanyem (Comuns) n'obtingué 10, el Partit dels Socialistes de Catalunya-Compromís per Barcelona-Units-Candidatura de Progrés (PSC-CP) 8, Barcelona pel Canvi-Ciutadans (BCN Canvi-Cs) 6, Junts 5 i el Partit Popular (PP) 2.

### Eleccions municipals
Des de les primeres eleccions després del franquisme, l'any 1979, i fins al 2011, l'Ajuntament de Barcelona va ser dirigit pel Partit dels Socialistes de Catalunya (PSC), en diferents coalicions amb altres partits quan no ha obtingut una majoria prou àmplia. Els seus alcaldes en aquest darrer període democràtic han estat Narcís Serra, Pasqual Maragall, Joan Clos i Jordi Hereu. Des de la victòria de CiU a les eleccions municipals de 2011, i per primer cop des de la transició, la ciutat va estar governada per un alcalde, Xavier Trias, de CDC. Tanmateix, el 2015 la líder de Barcelona en Comú, Ada Colau, va esdevenir la primera alcaldessa de Barcelona. El 2023 el Partit dels Socialistes va recuperar l'Alcaldia, amb el suport de Barcelona en Comú i el Partit Popular, i Jaume Collboni esdevingué alcalde.
| Eleccions municipals de 28 de maig de 2023 - Barcelona                                                                           |                                                                                           |                                     |                                     |            |          |          |
| Candidatura | Candidatura                                                                               | Candidatura                         | Cap de llista                       | Vots       | Vots     | Regidors |
| | Trias per Barcelona                                                                       |                                     | Xavier Trias                        | 149.235    | 22,43%   | 11 (+6)  |
| | Partit dels Socialistes de Catalunya-Compromís per Barcelona-Units-Candidatura de Progrés |                                     | Jaume Collboni i Cuadrado           | 131.735    | 19,80%   | 10 (+2)  |
| | Barcelona en Comú-Confluència                                                             |                                     | Ada Colau i Ballano                 | 131.594    | 19,77%   | 9 (-1)   |
| | Esquerra Republicana de Catalunya-Acord Municipal                                         |                                     | Ernest Maragall i Mira              | 74.720     | 11,23%   | 5 (-5)   |
| | Partit Popular                                                                            |                                     | Daniel Sirera Bellés                | 61.355     | 10,51%   | 4 (+2)   |
| | Vox                                                                                       |                                     | Gonzalo de Oro-Pulido               | 37.937     | 5,70%    | 2 (+2)   |
| | Altres candidatures                                                                       |                                     |                                     | 72.125     | 10,74%   | 0 ( -6)  |
| | Vots en blanc                                                                             |                                     |                                     | 6.777      | 1,02%    |          |
| Total vots vàlids i regidors | Total vots vàlids i regidors                                                              | Total vots vàlids i regidors        | Total vots vàlids i regidors        | 665.478    | 100 %    | 41       |
| | Vots nuls                                                                                 | Vots nuls                           | Vots nuls                           | 6.402      | 0,95%    |          |
| Participació (vots vàlids més nuls)                                                                                              | Participació (vots vàlids més nuls)                                                       | Participació (vots vàlids més nuls) | Participació (vots vàlids més nuls) | 671.881    | 60,57%** |          |
| Abstenció | Abstenció                                                                                 | Abstenció                           | Abstenció                           | 437.278*   | 39,42%** |          |
| Total cens electoral | Total cens electoral                                                                      | Total cens electoral                | Total cens electoral                | 1.109.158* | 100 %**  |          |
| Alcalde: |                                                                                           |                                     |                                     |            |          |          |
| Fonts: JEC, JEZ Barcelona, M. Interior, Periòdic Ara. (* No són vots sinó electors. ** Percentatge respecte del cens electoral.) |                                                                                           |                                     |                                     |            |          |          |

### Alcaldes de Barcelona
| Període                                  | Alcalde o alcaldessa          | Partit polític  | Data de possessió     | Observacions         |
| ---------------------------------------- | ----------------------------- | --------------- | --------------------- | -------------------- |
| 1979–1983                                | Narcís Serra Pasqual Maragall | Logotip del PSC | 19/04/1979 01/12/1982 | Dimissió/renúncia -- |
| 1983–1987                                | Pasqual Maragall              | Logotip del PSC | 28/05/1983            | --                   |
| 1987–1991                                | Pasqual Maragall              | Logotip del PSC | 30/06/1987            | --                   |
| 1991–1995                                | Pasqual Maragall              | Logotip del PSC | 15/06/1991            | --                   |
| 1995–1999                                | Pasqual Maragall Joan Clos    | Logotip del PSC | 17/06/1995 27/09/1997 | Dimissió/renúncia -- |
| 1999–2003                                | Joan Clos                     | Logotip del PSC | 03/07/1999            | --                   |
| 2003–2007                                | Joan Clos Jordi Hereu         | Logotip del PSC | 21/06/2003 08/09/2006 | Dimissió/renúncia -- |
| 2007–2011                                | Jordi Hereu                   | Logotip del PSC | 16/06/2007            | --                   |
| 2011–2015                                | Xavier Trias                  | Logotip de CiU  | 11/06/2011            | --                   |
| 2015–2019                                | Ada Colau                     | Logotip de BC   | 13/06/2015            | --                   |
| 2019-2023                                | Ada Colau                     | Logotip de BC   | 15/06/2019            | --                   |
| Des de 2023                              | Jaume Collboni                | Logotip del PSC | 17/06/2023            | --                   |
| Fonts: Municat. Ajuntament de Barcelona. |                               |                 |                       |                      |

### Administracions presents a la ciutat
El govern del municipi li correspon a l'Ajuntament de Barcelona. A més, a la Ciutat de Barcelona hi ha presents altres administracions territorials, algunes de les quals tenen la seva seu a Barcelona. Les principals administracions presents són:
- L'Ajuntament de Barcelona és l'òrgan de govern del municipi. A més, és l'organisme amb més competències i funcionaris públics de la ciutat, ja que regula la vida diària dels ciutadans, i importants assumptes com la planificació urbanística, els transports, la recaptació d'imposts municipals, la gestió de la seguretat viària mitjançant la Guàrdia Urbana, el manteniment de la via pública (asfaltat, neteja…) i dels jardins. També és el responsable de la construcció d'equipaments municipals com llars d'infants, poliesportius, biblioteques, residències per a la tercera edat, habitatges de protecció pública, entre d'altres. El govern de l'Ajuntament de Barcelona s'escull per sufragi universal en eleccions celebrades cada quatre anys. El poder de l'Ajuntament s'estructura en dos nivells, ja que l'Ajuntament va dividir la ciutat administrativament en deu districtes. Hi ha un nivell de competències municipals general, dirigit directament per l'alcalde de Barcelona i el seu equip de govern, que s'ocupa de les qüestions més generals i importants de la ciutat. Per altra banda, existeix un altre nivell de competències, delegades als Districtes. Així, cada Districte té el seu propi centre polític i administratiu, que funciona com un ens polític amb competències pròpies que ajuden a descentralitzar la política de la ciutat i que els ciutadans sentin l'administració més propera. Cada Districte, com un petit ajuntament territorial, té la seva pròpia sala de plens on es debaten les qüestions polítiques, i el seu propi equip de govern, amb un regidor al capdavant. El govern del Districte es forma en funció del nombre de vots que cada partit rep, en cada districte, en les eleccions municipals de Barcelona. Així, succeeix que, encara que el govern de la ciutat recaigui en un determinat partit, un o diversos districtes poden ser governats per una altra formació política.
- A la Generalitat de Catalunya li correspon el govern de la comunitat autònoma. Té àmplies competències sobre la gestió de la ciutat, en diferents àmbits, des d'educació, assumptes socials, trànsit, determinació de polítiques econòmiques i de comerç, etcètera. La Generalitat és també la responsable de la construcció d'equipaments públics com hospitals, escoles de primària i secundària, universitats, residències per a la tercera edat, etc. Barcelona és la capital de Catalunya, i seu de totes les seves institucions i organismes. Al parc de la Ciutadella hi ha el Parlament de Catalunya, i a la plaça de Sant Jaume hi ha el Palau de la Generalitat, seu oficial de la Presidència. El govern de la Generalitat s'escull per sufragi universal en eleccions celebrades cada quatre anys en tots els municipis de Catalunya.
- A la Diputació de Barcelona li correspon el govern de la província de Barcelona. És l'organisme públic amb menys competències a la ciutat. Actualment, forma part del Consorci del Parc Natural de Collserola,[45] i d'alguns altres parcs i edificis públics de la ciutat. També gestiona alguns museus i és titular d'una àmplia xarxa de biblioteques públiques gestionada conjuntament amb els ajuntaments.
- L'Administració General de l'Estat, sota la direcció del Govern espanyol, se n'ocupa de diferents qüestions com la recaptació d'imposts, la seguretat (Cos Nacional de Policia i Exèrcit), la Justícia, la gestió del port i aeroport, els trens de Renfe, i les costes, entre les competències més destacades. Al llarg de l'any 2005, el Cos Nacional de Policia va ser rellevat pels Mossos d'Esquadra, policia de la Generalitat de Catalunya, que va substituir totalment el Cos Nacional de Policia durant el 2006, excepte per a algunes competències reservades a aquest com l'expedició del DNI o la lluita contra el terrorisme. L'Administració de l'Estat a Barcelona està coordinada des de la seu de la Delegació del Govern d'Espanya, a la plaça del Portal de la Pau, al costat de l'estàtua de Colom. El delegat del Govern a Catalunya i el subdelegat del govern de Barcelona són designats directament pel Govern d'Espanya per decret.

## Economia
Barcelona va ser durant molt de temps una ciutat industrial. Actualment, les fàbriques s'han desplaçat a la perifèria, fet que ha permès reconvertir els antics barris industrials en zones residencials, de recerca per productes d'alt valor afegit i de serveis. Els sectors industrials més representatius de Barcelona són la indústria tèxtil, química, farmacèutica, automobilística, electrònica, Indústria mèdica i d'impremta. En serveis Barcelona destaca per les activitats logístiques, editorials i informàtiques.

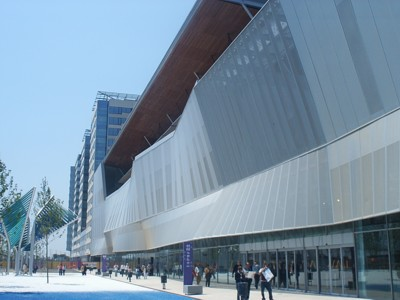
Centre de Convencions Internacional de Barcelona, al Parc del Fòrum.

La Fira de Barcelona organitza nombroses exposicions i salons, alguns dels quals es troben entre els primers d'Europa, fet que la converteix en una de les fires més importants del món i de les més punteres d'Europa, amb més de tres milions i mig de visitants anuals. D'altra banda, la ciutat disposa de diverses instal·lacions per a congressos, gràcies al qual se celebren nombrosos esdeveniments nacionals i internacionals de màxim nivell al llarg de tot l'any. L'estiu del 2006 s'hi va començar a celebrar anualment la fira de moda Bread & Butter, però el 2009 la seva organització va anunciar que tornava a Berlín.
Gràcies a l'ininterromput creixement econòmic barceloní, la ciutat ha pogut bandejar millor les diferents crisis. Això es deu a la força del moviment emprenedor català, la contínua renovació de les infraestructures i la confiança de la inversió estrangera a Catalunya en general, i a Barcelona en particular. Barcelona ha hagut de fer front a la política recentralitzadora dels diferents governs espanyols, que ha afavorit Madrid com a centre de decisions politicoeconòmiques, amb el trasllat de seus de Barcelona cap a la capital espanyola. El creixement econòmic de Barcelona també s'ha vist afectat per les transferències en concepte de solidaritat que les comunitats autònomes més riques de l'Estat fan a les més pobres. Segons un estudi de la consultora PricewaterhouseCoopers, Barcelona és la 35a ciutat amb un PIB més elevat (118 220 milions d'euros el 2008, amb un creixement del 2 % respecte a l'any anterior); mentre que Madrid és la 26a amb un PIB de 153 620 milions d'euros.
El Centre Nacional de Supercomputació espanyol està ubicat a Barcelona, amb el supercomputador MareNostrum.
Barcelona ha patit també greus problemes de deslocalització industrial pel trasllat d'indústria a països amb una mà d'obra més barata; el problema es veu incrementat per l'escàs i car sòl industrial de l'àrea metropolitana, un dels més cars d'Europa. Tot i això, Barcelona genera una cinquena part de les exportacions totals espanyoles. L'economia barcelonina va créixer un 3,5 % el 2006, el percentatge més alt dels darrers cinc anys, segons la Cambra de Comerç de Barcelona, tot i que per sota de la mitjana espanyola del 3,8 %.
Segons un estudi de la consultora Mercer, Barcelona va ser, l'any 2009, la 38a ciutat més cara del món. Això representà un descens respecte a la 31a posició del 2007 i el 2008.
L'economia de Barcelona ha passat en un segle d'una base industrial a una base terciària, amb especial i progressiva incidència del turisme des de la darrera dècada del segle xx. L'increment de visitants s'ha accelerat als darrers anys, en sintonia amb l'increment de visitants a la resta de Catalunya, passant de 5,65 milions de turistes el 2005 (25,24 milions a Catalunya) a 8,30 milions el 2015 (30,22 milions a Catalunya).

### Turisme
Barcelona va ser la vintena ciutat més visitada del món pels visitants internacionals i la cinquena ciutat més visitada d'Europa després de Londres, París, Istanbul i Roma, amb 5,5 milions de visitants internacionals el 2011. Amb el seu popular carrer de vianants arbrat, Les Rambles, Barcelona està classificada com la ciutat més popular per visitar a l'Estat Espanyol.
Barcelona és una destinació turística de renom internacional, amb nombroses zones d'esbarjo, una de les millors platges del món, clima temperat i càlid, monuments històrics, inclosos vuit llocs declarats patrimoni de la humanitat per la UNESCO, 519 hotels el març de 2016 inclosos 35 hotels de cinc estrelles, i una infraestructura turística desenvolupada.
A causa de la gran afluència de turistes cada any, Barcelona, com moltes altres capitals turístiques, ha de bregar amb els carteristes, sent les carteres i els passaports els objectes més robats. Tot i el seu moderat índex de carteristes, Barcelona és considerada una de les ciutats més segures en termes de seguretat i protecció personal, principalment a causa d'una sofisticada estratègia policial que ha reduït la delinqüència en un 32% en poc més de tres anys i l'ha portat a ser considerada la 15a ciutat més segura del món per Business Insider el 2016.

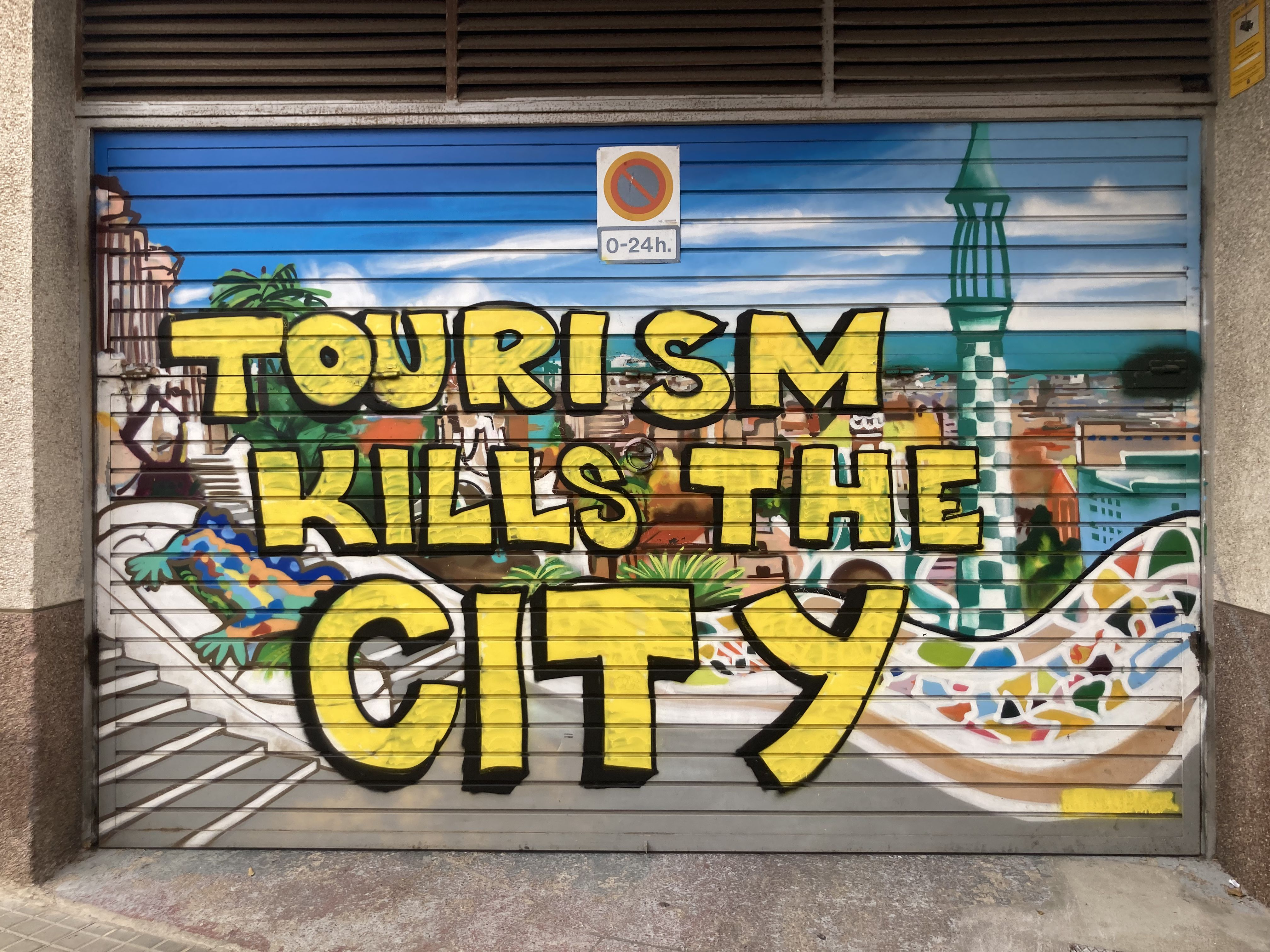
Art de carrer rebutjant els turistes

Encara que el turisme produeix beneficis econòmics, segons un informe,[cita requerida] la ciutat està «envaïda [per] hordes de turistes». A principis del 2017, més de 150.000 manifestants van advertir que el turisme està desestabilitzant la ciutat. Entre els eslògans figuraven «Turistes aneu-vos-en a casa», «Barcelona no es ven» i «No ens faran fora». Aleshores, el nombre de visitants havia augmentat d'1,7 milions el 1990 a 32 milions en una ciutat d'1,62 milions d'habitants, cosa que incrementava el cost dels habitatges de lloguer per als residents i abarrotava els llocs públics. Tot i que es calcula que els turistes van gastar 30.000 milions d'euros el 2017, alguns els consideren una amenaça per a la identitat de Barcelona.
Un article publicat el maig del 2017 al diari digital britànic The Independent va incloure Barcelona entre els «vuit llocs que més odien els turistes» i va incloure un comentari de l'alcaldessa Ada Colau: «No volem que la ciutat es converteixi en una botiga de souvenirs barats», citant Venècia com a exemple. Per moderar el problema, la ciutat ha deixat de concedir llicències per a nous hotels i apartaments de vacances; també ha multat Airbnb amb 30.000 euros. L'alcaldessa va suggerir introduir una nova taxa turística i establir un límit al nombre de visitants. Un coneixedor del sector, Justin Francis, fundador de l'agència Responsible Travel, va declarar que cal prendre mesures per limitar el nombre de visitants que estan provocant una «crisi de sobreturisme» a diverses grans ciutats europees. "En última instància, cal donar prioritat als residents sobre els turistes pel que fa a habitatge, infraestructures i accés a serveis, perquè tenen un interès a llarg termini en l'èxit de la ciutat", va afirmar. “Gestionar el turisme de manera més responsable pot ajudar”, va declarar Francis més tard a un periodista, “però algunes destinacions poden tenir massa turistes, i Barcelona en pot ser un cas”.

### Marca Barcelona
Segons The European City Brand Barometer la fortalesa de la marca «Barcelona» se situa en tercera posició, juntament amb Múnic, i darrere de París i Londres. Es troba en la quarta posició del rànquing de millors ciutats de negocis i places hoteleres, en cinquena posició en organització de congressos, la primera en passatgers de creuers i la sisena en preu de lloguer de sòl industrial.
Alguns eslògans que ha utilitzat han estat «Barcelona posa't guapa», «Visca Barcelona» i «Barcelona més que mai».

## Paisatge urbà

### Districtes i barris

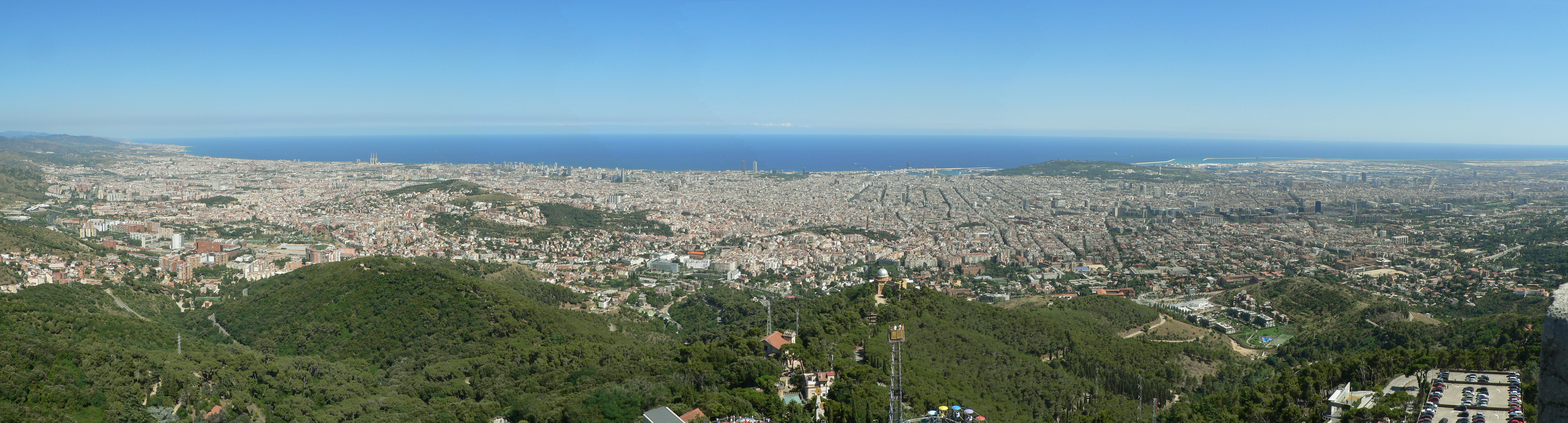
Panoràmica des del Temple del Tibidabo

Els districtes de Barcelona.

Barcelona ha anat creixent annexionant els municipis veïns que són avui dia districtes de la ciutat. Cal destacar l'aportació fonamental d'Ildefons Cerdà en l'ordenació urbanística.
Barcelona està dividida en deu districtes:
- Ciutat Vella
- L'Eixample
- Sants-Montjuïc
- Les Corts
- Sarrià – Sant Gervasi
- Gràcia
- Horta-Guinardó
- Nou Barris
- Sant Andreu
- Sant Martí

La divisió dels barris oficials fou proposada per l'Ajuntament de Barcelona a final de 2006 i ratificada i aprovada pel consistori barceloní el 2007. Encara després de l'aprovació definitiva hi ha queixes de veïns sobre els noms donats a alguns barris (com, per exemple, Antics Palaus) així com als límits d'aquests.

### Parcs

#### Laberint d'Horta
El Parc del Laberint d'Horta és el jardí històric més antic i conservat de la ciutat de Barcelona. En aquest es pot observar una distribució d'art neoclàssic i romàntic.

#### Montjuïc
La muntanya de Montjuïc, avui gairebé tota ella convertida en parc urbà, s'aixeca sobre el port, presidida per la fortalesa del mateix nom (Castell de Montjuïc) i conté diversos jardins temàtics i singulars: Mossèn Costa i Llobera (cactus) Joan Maragall (bulbàcies), Joan Brossa (antic Parc d'Atraccions), Laribal (al voltant de la Font del Gat). Instal·lacions esportives com l'Estadi Olímpic de Montjuïc seu central dels Jocs Olímpics de 1992 de Barcelona, després rebatejat com Estadi Lluís Companys, així com el Palau Sant Jordi i les Piscines Bernat Picornell.
També compta amb importants equipaments culturals: Museu Nacional d'Art de Catalunya (MNAC), Fundació Joan Miró, CaixaFòrum, i la Ciutat del Teatre (ja al límit amb el barri del Poble Sec).

#### Ciutadella

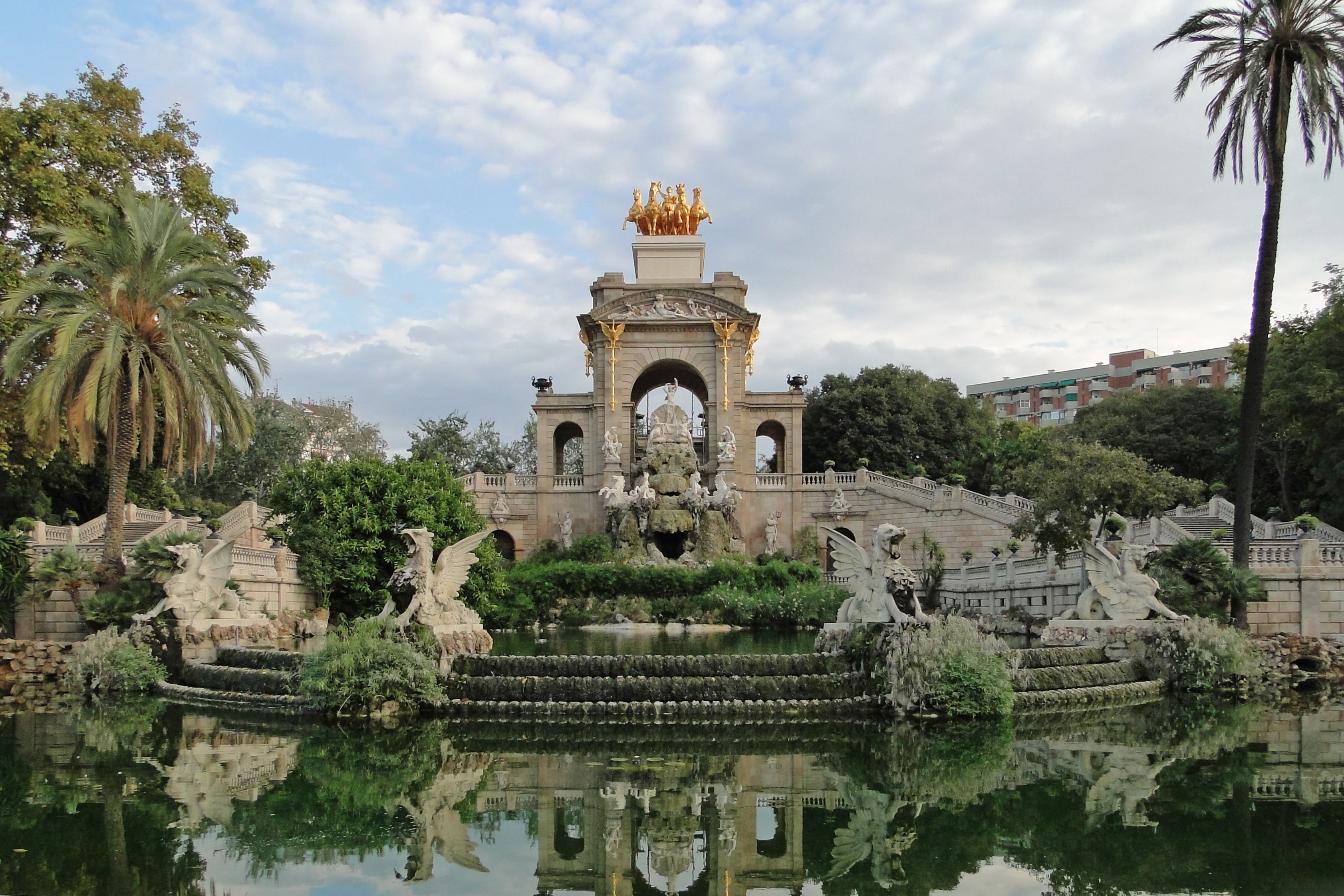
Fonts del Parc de la Ciutadella.

El parc de la Ciutadella és l'espai on l'any 1888 es va celebrar l'Exposició Universal.
El parc es va construir sobre els terrenys de l'antiga fortalesa de la Ciutadella, construïda per Felip V el 1716, d'on li ve el nom. D'aquesta en resten edificis com ara la Capella castrense, el Palau del Governador (actual Institut) i el Polvorí (Parlament de Catalunya). La Ciutadella va ser enderrocada a partir del 1868.
D'aquella època es conserven L'Arc de Triomf (antiga entrada al recinte firal) i l'actual Museu de Zoologia, on hi havia el cafè-restaurant.

#### Parc Güell

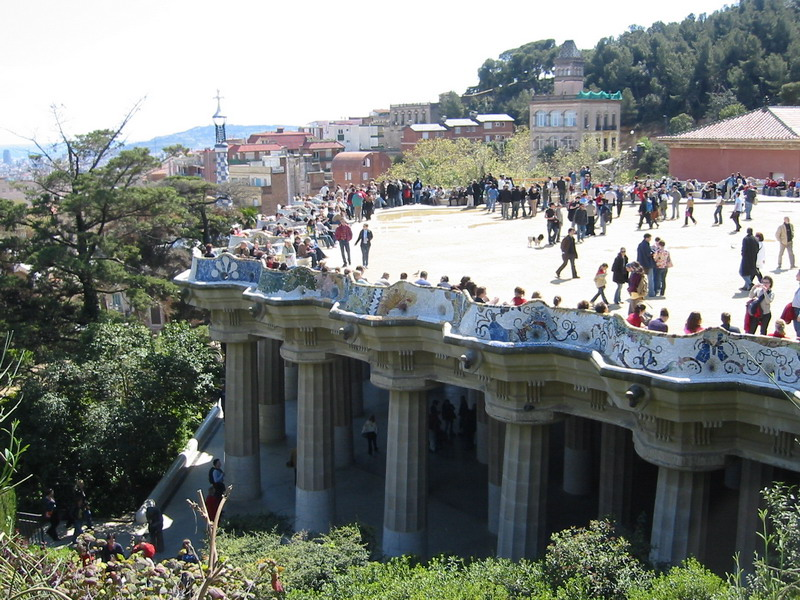
Parc Güell.

El Parc Güell va ser un encàrrec del Comte Güell a Antoni Gaudí. Aquest parc es va pensar com una mena de barri de luxe per les famílies benestants de la ciutat. Però només es va vendre un terreny.
En aquest parc (declarat patrimoni de la humanitat l'any 1984) la naturalesa i l'arquitectura es confonen i es complementen.

### Platges

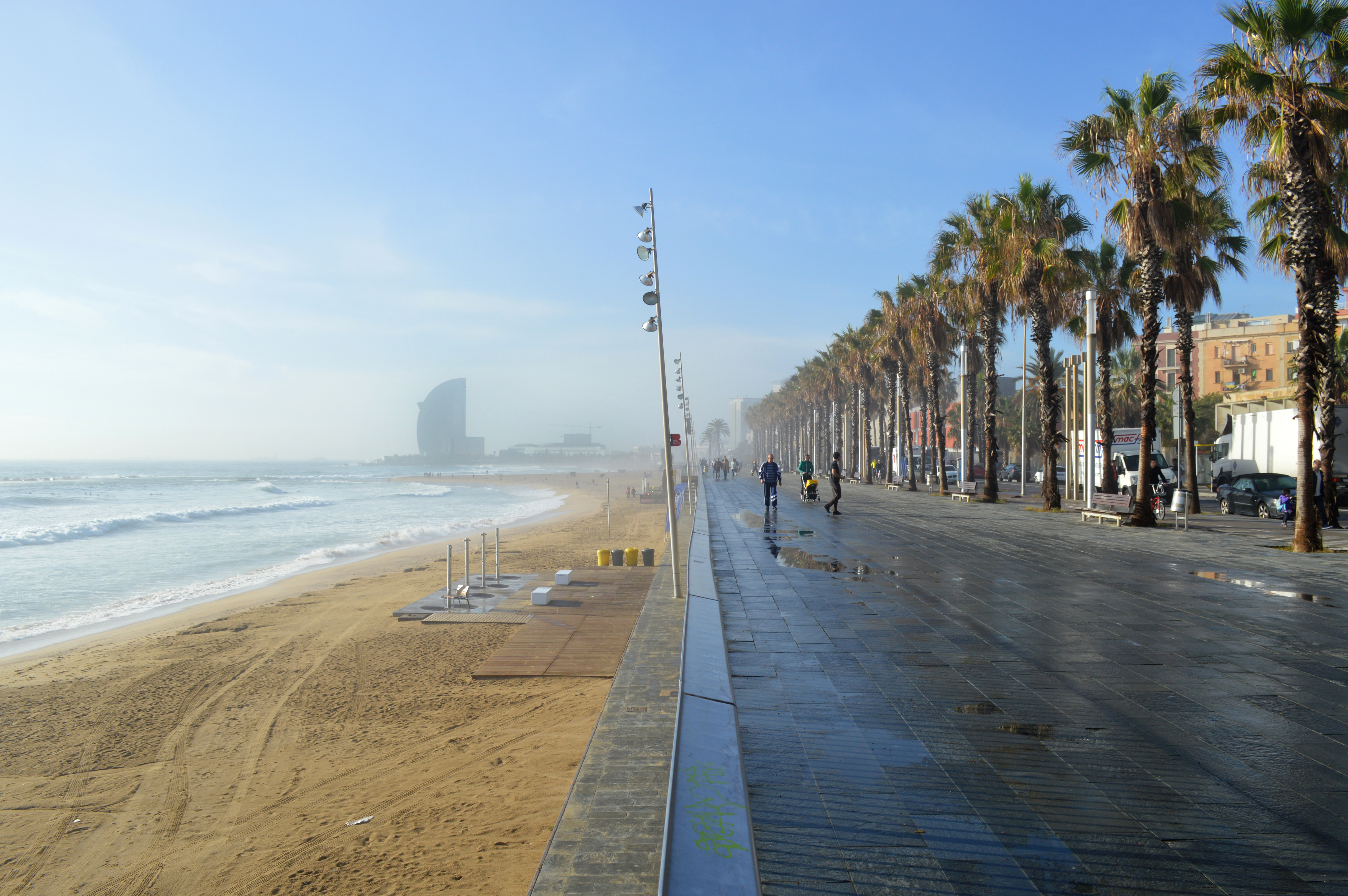
Platja La Barceloneta, 2015

Actualment, a Barcelona hi ha 10 platges, les més conegudes són la platja de Sant Sebastià i la de la Barceloneta, situada al mig de totes dues la platja de Sant Miquel. La gran recuperació del front marítim barceloní no començà fins que es van organitzar els Jocs Olímpics de 1992, anteriorment a la dècada de 1980 es va obrir el Moll de la Fusta, pels Jocs Olímpics es va recuperar la zona del Port Olímpic fins a la platja del Bogatell, zona on hi havia hagut el barri de barraques del Somorrostro. El 1992 es va recuperar les platges de la Mar Bella i de la Nova Mar Bella i amb l'arribada del Fòrum Universal de les Cultures es va recuperar el darrer tram, la Zona de banys Fòrum.

Platges de Barcelona

### Barris i carrers

#### L'Eixample

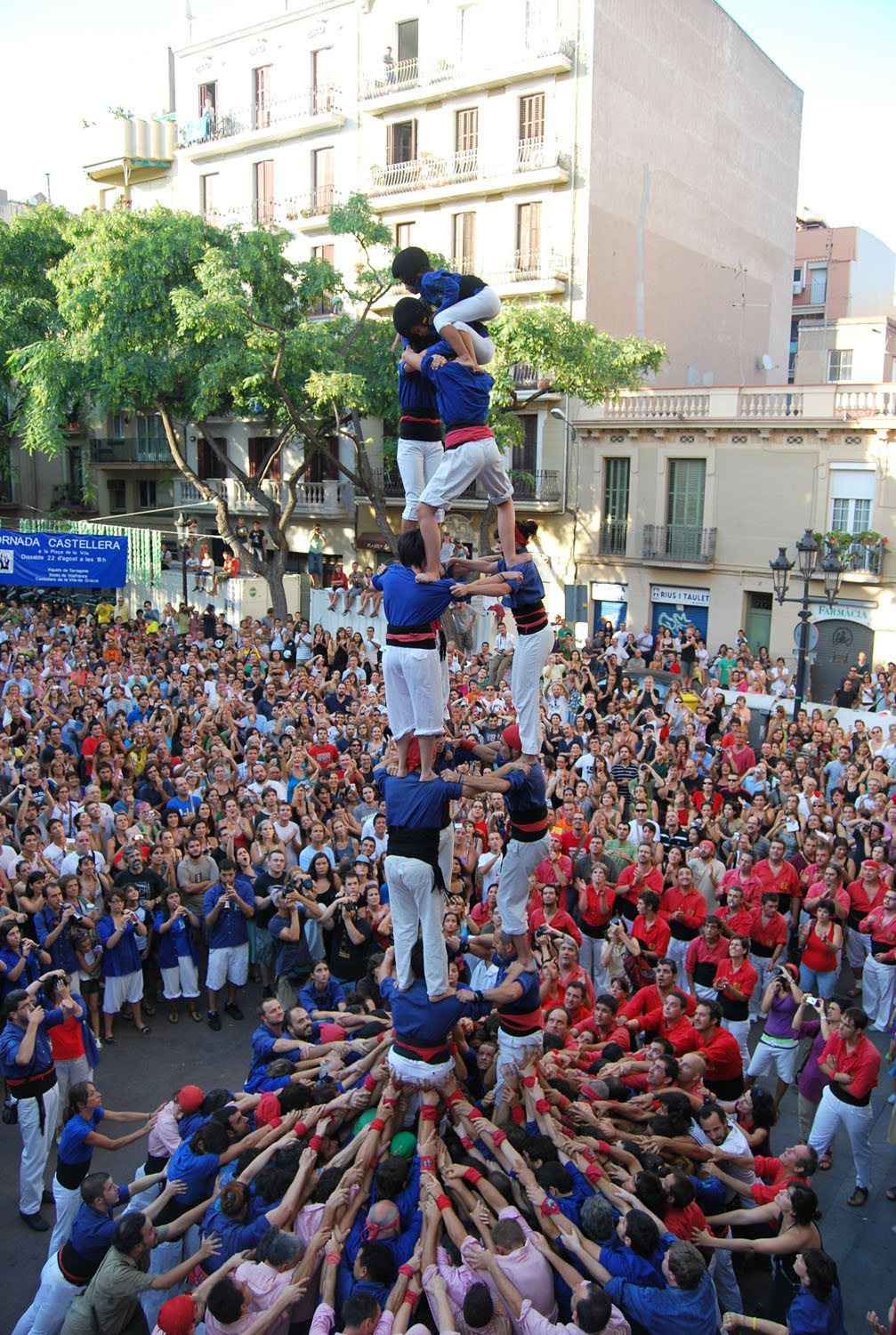
Els Castellers de la Vila de Gràcia fent un 3 de 7 aixecat per sota durant la Festa Major de Gràcia del 2009

Es tracta del barri que es va començar a construir a partir de 1860 a partir del Pla Cerdà, per tal d'eixamplar la ciutat cap al pla de Barcelona.
L'Eixample és l'indret de la ciutat on es troben la major part d'edificis d'estil modernista. No és estrany trobar-se, tot passejant pels seus carrers, una façana, un comerç o un vestíbul amb sorprenents ornaments florals, ferro forjat, escultures o rajoles. La Sagrada Família, obra inacabada d'Antoni Gaudí, està situada a l'Eixample.

#### Passeig de Gràcia
Al passeig de Gràcia es troben obres de tres dels principals arquitectes catalans:
- la Casa Amatller de Josep Puig i Cadafalch
- la Casa Batlló d'Antoni Gaudí
- la Casa Lleó Morera de Lluís Domènech i Montaner
- la més coneguda, però, és la Casa Milà d'Antoni Gaudí, anomenada popularment "La Pedrera"

#### Port Olímpic
Construït amb motiu dels Jocs Olímpics de 1992, s'ha convertit en un espai lúdic amb restaurants, bars de moda i discoteques.
- Hotel Arts
- Torre Mapfre
- Casino de Barcelona

### Gratacels

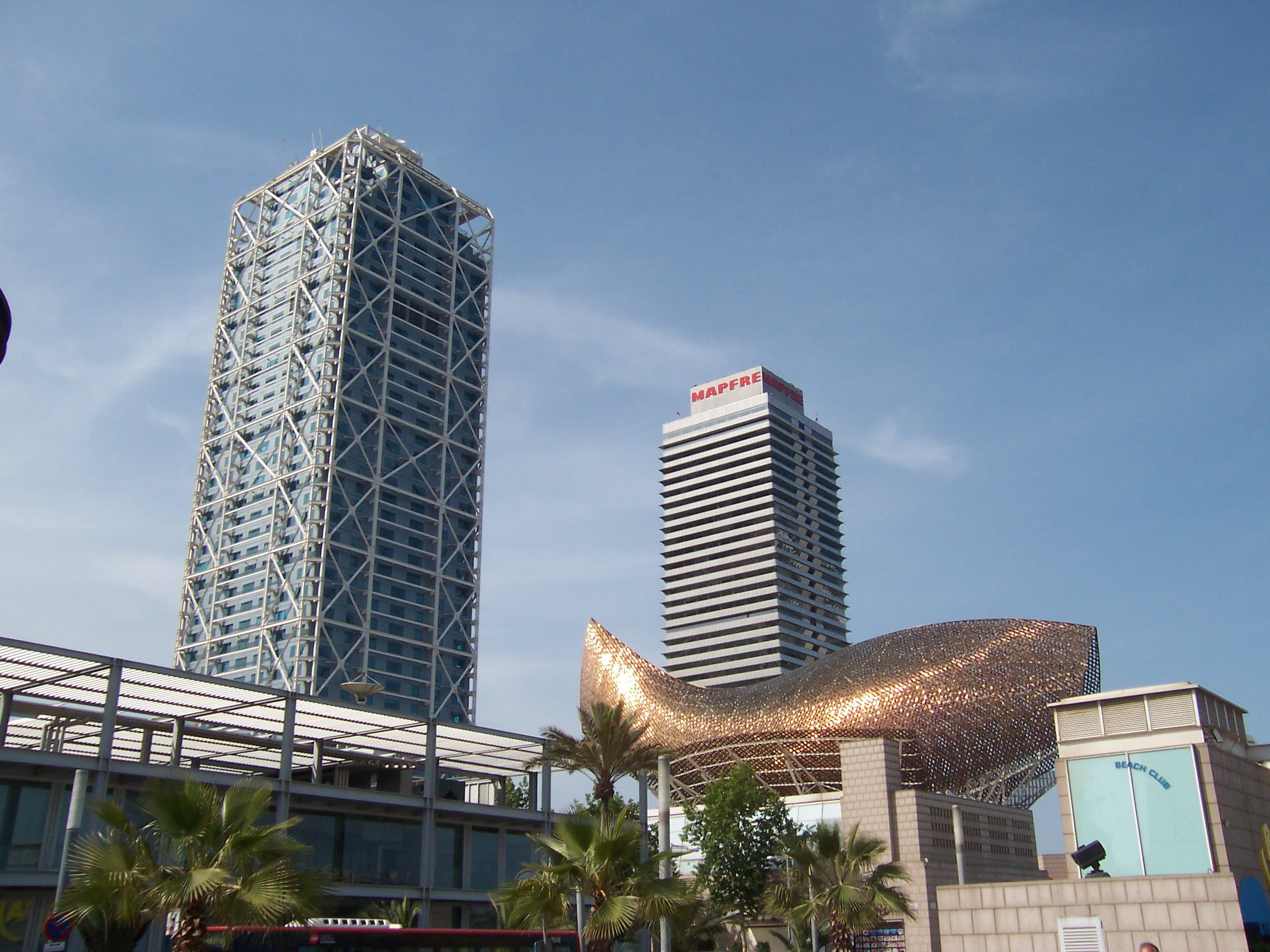
L'Hotel Arts (esquerra) i la Torre Mapfre (dreta).

Tot i que Barcelona no és una ciutat coneguda per tenir grans gratacels, en els darrers anys, sobretot després dels Jocs Olímpics del 1992, se n'han construït alguns que puntuen el seu perfil.
| Posició | Edifici                          | Alçada | Nombre de pisos | Any d'inauguració |
| ------- | -------------------------------- | ------ | --------------- | ----------------- |
| 1       | Torre de Collserola              | 288 m  | 13              | 1992              |
| 2       | Sagrada Familia                  | 170 m  | -               | 2026 (previst)    |
| 3       | Hotel Arts                       | 154 m  | 44              | 1992              |
| 4       | Torre Mapfre                     | 154 m  | 43              | 1992              |
| 5       | Torre Agbar                      | 144 m  | 34              | 2004              |
| 6       | Torre Calatrava                  | 136 m  | -               | 1992              |
| 7       | Habitat Sky (Hotel ME Barcelona) | 120 m  | 37              | 2009              |
| 8       | Torre Diagonal ZeroZero          | 110 m  | 24              | 2011              |

### Curiositats urbanístiques
- L'avinguda Diagonal i l'avinguda Meridiana, són dues de les avingudes més importants de Barcelona i estan ubicades de formes ben peculiars. La Diagonal apunta cap a l'Everest[cal citació], el cim més alt del món, i l'avinguda Meridiana, com bé diu el seu nom, és orientada de forma que coincideix amb el meridià de París. És a dir que es troba posicionada exactament en direcció Sud/Nord.
- La Sagrada Família tindrà una altura de 172,5 metres, mig metre menys que la muntanya de Montjuïc, que té una altura de 173 metres. Això és així perquè l'arquitecte Antoni Gaudí va afirmar que «la construcció de l'home no podia superar la de Déu».
- Per la Rambla, el passeig més famós i emblemàtic de Barcelona, hi baixava antigament la riera d'en Malla.
- La plaça Reial és una de les poques places porticades de Barcelona, la font que hi ha al centre té la companyia de dos fanals dissenyats per Gaudí.

## Cultura

### Arquitectura
La ciutat té una llarga i rica història arquitectònica, començant per les més antigues restes de l'assentament romà que fundà Barcelona, del qual només en queden restes arqueològiques, o fragments dispersos, com per exemple, per les columnes del Temple d'August dins l'edifici del Centre Excursionista de Catalunya, les restes de Bàrcino sota el subsòl (integrades dins el Museu d'Història de Barcelona) o les antigues muralles. També guarda testimonis romànics com Sant Pau del Camp o la capella d'en Marcús.
Del període medieval sí que s'han conservat nombrosos edificis, alguns d'ells molt destacats, especialment les obres gòtiques que proliferen en el seu centre històric denominat Barri Gòtic precisament per aquest motiu, com la Catedral de Santa Eulàlia, l'Església de Santa Maria del Mar, caracteritzada per la seva austeritat i harmonia en les mesures, motiu pel qual molts la consideren l'obra més destacada del gòtic català, o les drassanes, un dels pocs exemples de naus gòtiques d'ús civil existent a Europa. També del període medieval destaquen edificis com el Palau Reial Major (amb el saló del Tinell i el Palau del Lloctinent) o el Palau de la Generalitat de Catalunya. També destaquen els palaus construïts per famílies adinerades de la ciutat, estructurats al voltant d'un pati, com els que actualment acullen el Museu Picasso o el museu Marès.

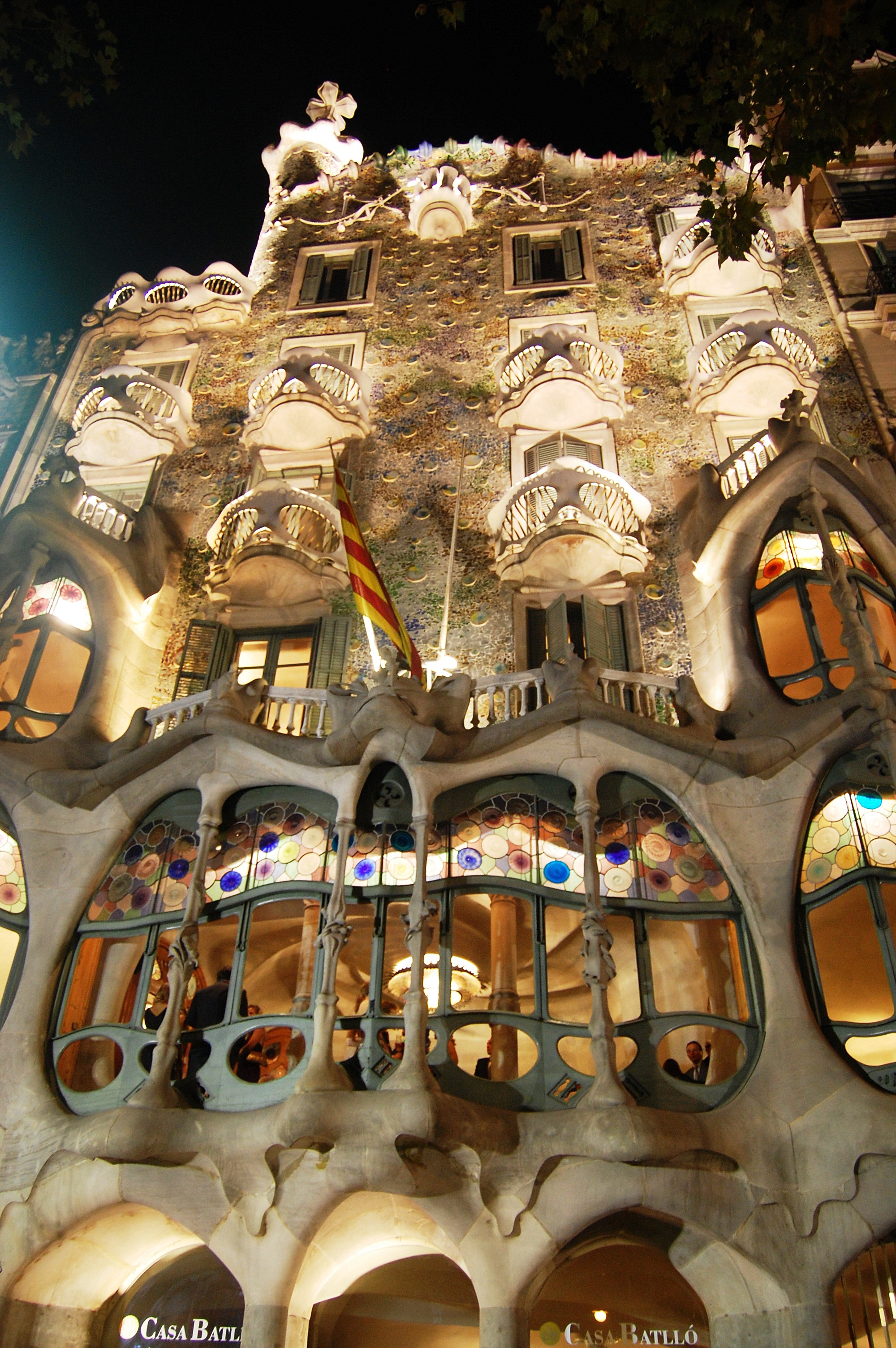
Casa Batlló, d'Antoni Gaudí.

Després d'un període poc rellevant arquitectònicament en la ciutat, a causa del fet que les muralles impedien nous creixements, la falta de sòl intramurs i les penúries econòmiques causades per la guerra de Successió, es van fer algunes actuacions importants gràcies als terrenys obtinguts de l'església mitjançant la desamortització. Aquests terrenys van permetre, per exemple, la construcció de la plaça Reial, o notables construccions en ferro, com el mercat de la Boqueria. Anys més tard un nou moviment arquitectònic va prendre força a Barcelona, acompanyat per un moment de gran bonança econòmica, i per l'expansió de la ciutat més enllà de les muralles, el modernisme.

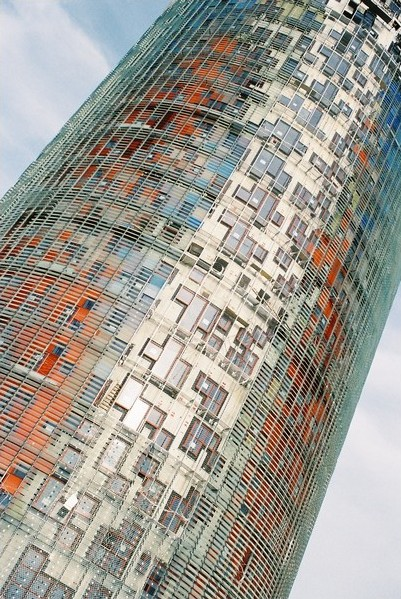
Torre Agbar, dissenyada per Jean Nouvel.

Barcelona és coneguda com a capital del modernisme, per la gran quantitat i qualitat d'obres que atresora, amb joies l'Hospital de la Santa Creu i Sant Pau o el Palau de la Música Catalana de Lluís Domènech i Montaner, o el Palau Macaya de Josep Puig i Cadafalch, però sens dubte l'arquitecte modernista més conegut i reconegut és Antoni Gaudí, les seves obres més rellevants, que atreuen cada any a milions de visitants de tot el món, són el Temple Expiatori de la Sagrada Família, que Gaudí va deixar inacabat i que es continua construint amb donatius i aportacions particulars i visitant, i que està previst acabar-la cap a l'any 2020. Unes altres de les obres més conegudes de Gaudí són el Parc Güell, la Casa Milà, també denominada la Pedrera, i la Casa Batlló.
També posseeix diferents mostres d'arquitectura contemporània. Destaca el Pavelló alemany de Ludwig Mies van der Rohe, que es va construir amb motiu de l'Exposició Internacional del 1929, igual que la Fundació Joan Miró de l'arquitecte català Josep Lluís Sert. Després de la guerra civil, la ciutat va quedar sota el control del règim i la seva visió desenvolupista, a més d'impedir tot moviment popular, que són els que històricament han produït les més notables obres de Barcelona.

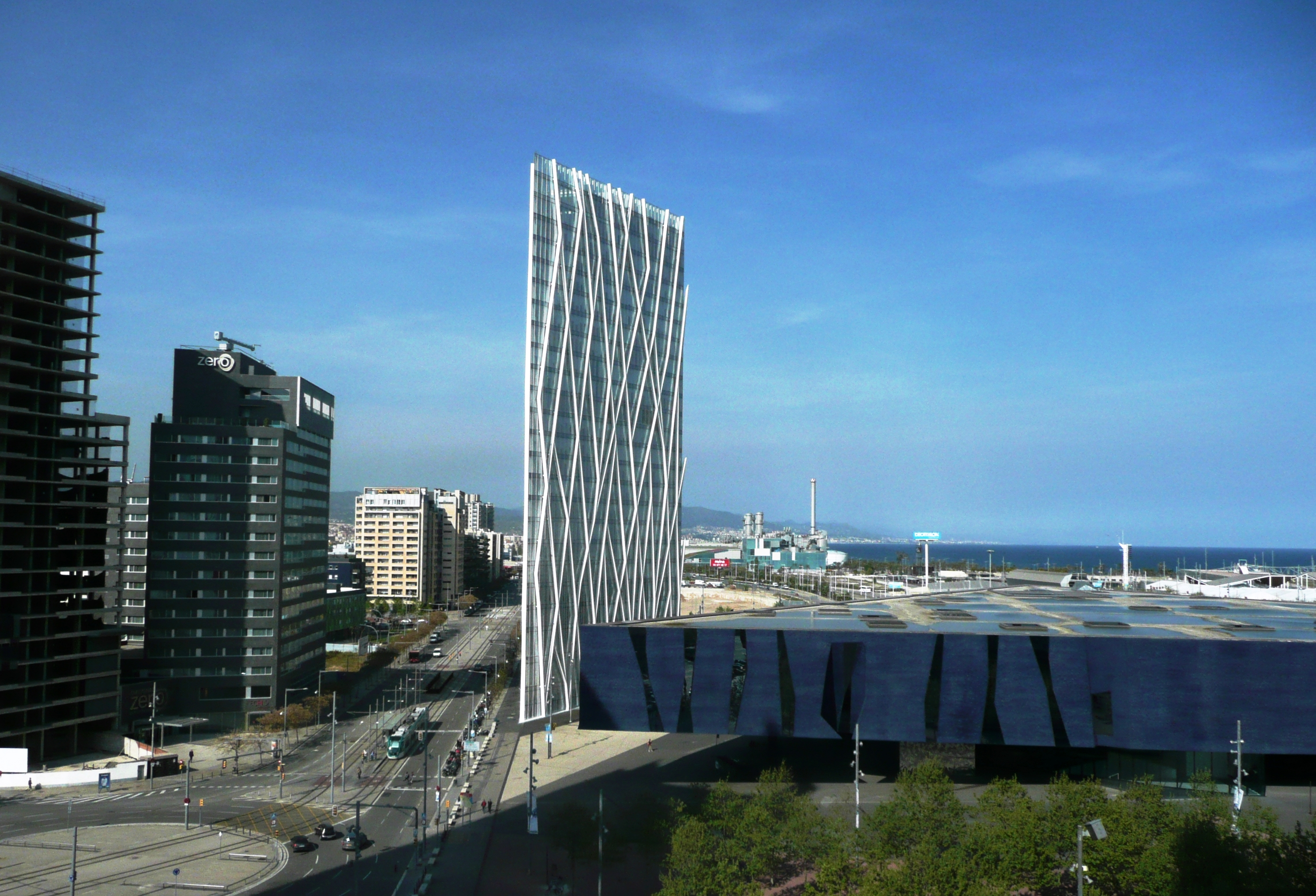
Edifici Torre Diagonal ZeroZero, nova seu de Telefónica.

No va ser fins anys després de la recuperació de la democràcia, amb motiu dels Jocs Olímpics de 1992, que la ciutat va viure una etapa de grans transformacions que van donar lloc a obres com el Palau d'esports Sant Jordi de Arata Isozaki, la Torre de Collserola de Norman Foster i la Torre de Montjuïc de Santiago Calatrava. Abans dels Jocs també es va portar a terme la remodelació i ampliació de l'Aeroport de Barcelona, que va dirigir Ricard Bofill. En l'etapa postolímpica la ciutat ha continuat mantenint un desenvolupament arquitectònic, construint edificis com el Museu d'Art Contemporani de Barcelona (MACBA) de Richard Meier, la Torre Agbar de Jean Nouvel. Altres actuacions s'han portat a terme amb motiu del Fòrum Universal de les Cultures, com l'edifici Fòrum de Jacques Herzog i Pierre de Meuron, o la Torre Diagonal ZeroZero, d'Enric Massip-Bosch.
L'any 1999 la ciutat de Barcelona va ser premiada pel RIBA ("Royal Institute of British Architects") amb el "Royal Gold Medal", un guardó que s'atorga a arquitectes pel conjunt de la seva obra, i que per primera i de moment única vegada, ha estat atorgat a una ciutat i no a un arquitecte individual.
Una de les estructures més emblemàtiques de la ciutat és l'escullera, que separa el Port Vell de la mar. L'espai de l'escullera ha estat, fins fa ben poc, un lloc predilecte però no oficial d'oci popular de la ciutat. Allí on han fet una bocana nova i han emplaçat un enorme hotel, hi havia un petit restaurant, mentre que el camí que passava per sobre de l'escullera, abans de l'obertura de la nova bocana, servia d'espai excel·lent per a la pràctica dels esports (ciclisme, fúting), espai d'oci (passejar, mirar la posta del sol, a vegades des del cotxe). Era un dels llocs predilectes dels taxistes per a relaxar-se a fi de dia, i pels amants per a trobades amb cotxe. Al llarg de l'escullera del cantó de mar, hi ha un nombre de miniparcs o espais dissenyats amb bancs per a seure i passar l'estona, i també hi anaven moltíssims pescadors i confraries de pescadors, que havien muntat uns molls o espigons de fusta, a vegades precaris. On s'acabava el passeig transitable amb cotxe, hi havia un altre restaurant, un petit port a la banda del port per l'atracament de les golondrines que deixaven i recollien passatgers, més una escultura dels anys 60 feta de peces de ferro industrials reciclats. El passeig continuava fins a la punta de l'escullera i la bocana del port, però només s'hi podia anar a peu.

#### Patrimoni de la humanitat

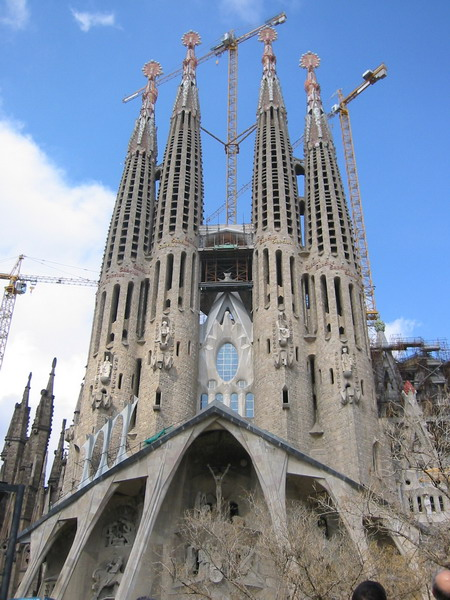
La Sagrada Família, Barcelona. Façana de la Passió.

Els següents edificis de Barcelona han estat designats Patrimoni de la humanitat per la UNESCO:

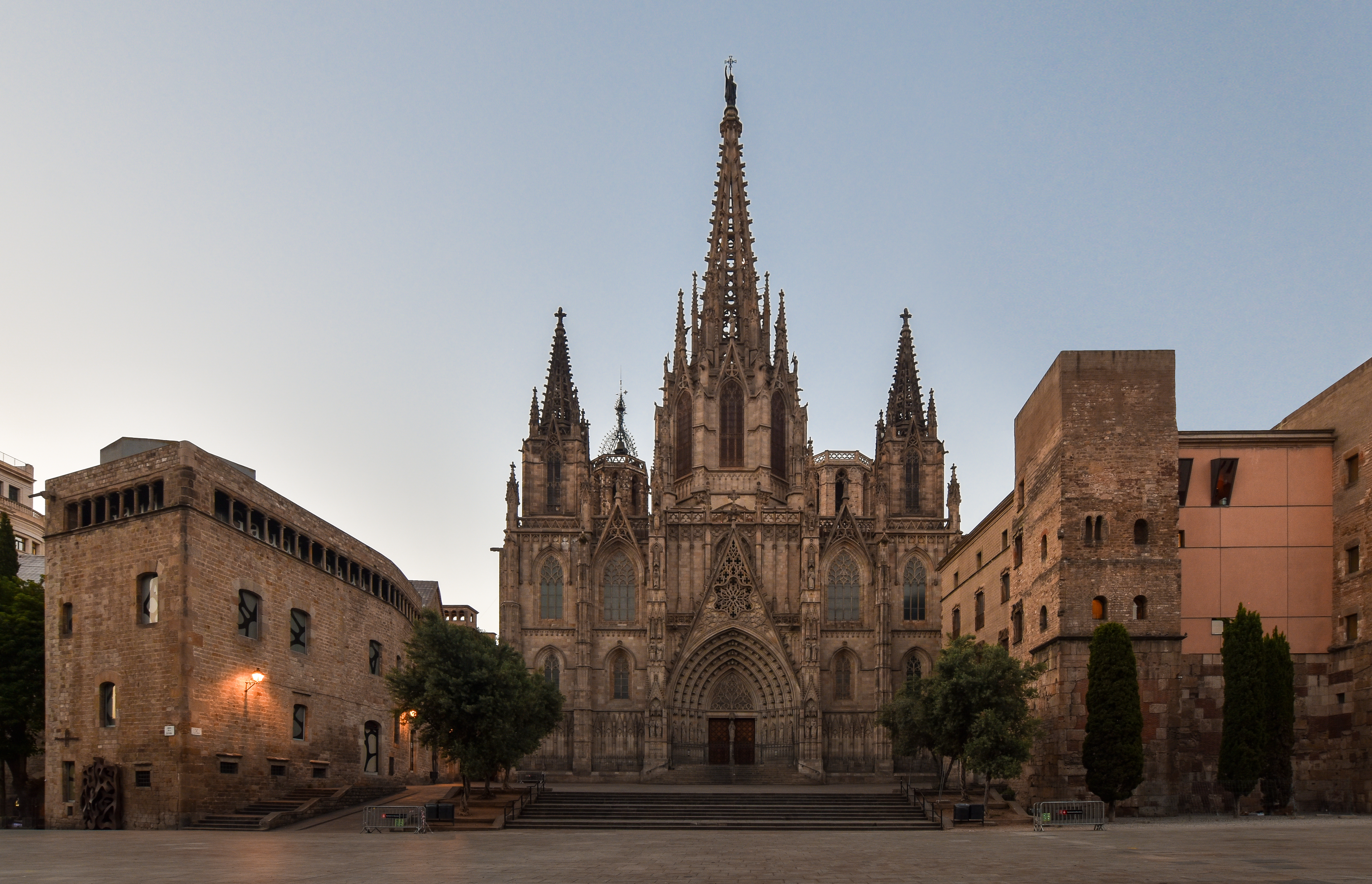
Catedral de la Santa Creu i Santa Eulàlia

| Codi    | Nom                                                   | Any  | Coordenades                                              |
| ------- | ----------------------------------------------------- | ---- | -------------------------------------------------------- |
| 320-001 | Parc Güell                                            | 1984 | 41° 24′ 59.6″ N, 2° 09′ 07.7″ E / 41.416556°N,2.152139°E |
| 320-002 | Palau Güell                                           | 1984 | 41° 22′ 44″ N, 2° 10′ 26″ E / 41.37889°N,2.17389°E       |
| 320-003 | Casa Milà                                             | 1984 | 41° 23′ 43″ N, 2° 09′ 42″ E / 41.39528°N,2.16167°E       |
| 320-004 | Casa Vicens                                           | 2005 | 41° 24′ 13″ N, 2° 09′ 4″ E / 41.40361°N,2.15111°E        |
| 320-005 | Façana de la Nativitat i cripta de la Sagrada Família | 2005 | 41° 24′ 19.8″ N, 2° 10′ 30.2″ E / 41.405500°N,2.175056°E |
| 320-006 | Casa Batlló                                           | 2005 | 41° 23′ 30″ N, 2° 09′ 54″ E / 41.39167°N,2.16500°E       |
| 804-001 | Palau de la Música Catalana                           | 1997 | 41° 23′ 16″ N, 2° 10′ 30″ E / 41.38778°N,2.17500°E       |
| 804-002 | Hospital de Sant Pau                                  | 1997 | 41° 24′ 50″ N, 2° 10′ 30″ E / 41.41389°N,2.17500°E       |

### Educació
El curs 2008-2009 la Barcelona tenia un total de 423.790 estudiants repartits de la següent manera: 57.027 en educació infantil, 76.923 alumnes en l'educació primària, 2097 en educació especial, 100.564 en educació secundària i 187.179 estudiants a la universitat.
Barcelona acull nombroses universitats de renom, i escoles superiors, tant públiques com privades, com són:
- Universitat Politècnica de Catalunya
- Universitat de Barcelona
- Universitat Autònoma de Barcelona
- Universitat Pompeu Fabra
- Universitat Ramon Llull
- Universitat Internacional de Catalunya
- Universitat Abat Oliba
- Universitat Oberta de Catalunya
- Escola Superior de Música de Catalunya
- Escola Superior d'Administració i Direcció d'Empreses
- Escola Superior de Cinema i Audiovisuals de Catalunya
- Escola Superior d'Arquitectura de Barcelona
- Col·legi Japonès de Barcelona

Totes aquestes institucions ofereixen multitud de titulacions, a més de postgraus, màsters i doctorats, i moltes d'elles també gestionen centres de recerca i desenvolupament.

### Artesania
Mediterrània i oberta, Barcelona és també una ciutat on la cultura i l'art tenen un pes importantíssim i indiscutible. Dins de les manifestacions artístiques que més rellevància tenen en la ciutat, es troba l'artesania. Molt més enllà de tractar-se de simples objectes artístics, els productes d'artesania han contribuït a crear la identitat de la ciutat, ja que s'hi concentra la seva essència cultural i tradicional, així com la petjada de l'entorn.
Catalunya —i Barcelona en particular— té una llarga tradició artesanal. Una prova d'això va ser la creació el 1984 del Centre d'Artesania de Catalunya, que té com a principal missió regular l'activitat artesanal al territori. Hi ha una important xarxa de professionals que es dediquen des de fa molts anys a treballar manualment productes de materials diversos: ceràmica, vidre, cuir, fang, vímet, joieria, fibres tèxtils…, i hi ha també una nova generació d'artesans joves que, al costat dels professionals ja consagrats, han convertit Barcelona en una gran capital de l'artesania, especialment ara que ha tornat amb força el gust pels objectes fets a mà. El resultat és que tant el públic estranger com el local troben a la ciutat de Barcelona un important centre de compres d'artesania per a tots els gustos, des de les peces més clàssiques a les més avantguardistes. Llocs com el Poble Espanyol —que alberga tallers i locals de més de 30 artesans als quals es pot veure treballant en directe— o el barri del Born són alguns dels majors punts d'interès de Barcelona pel que fa a artesania es refereix.

### Museus

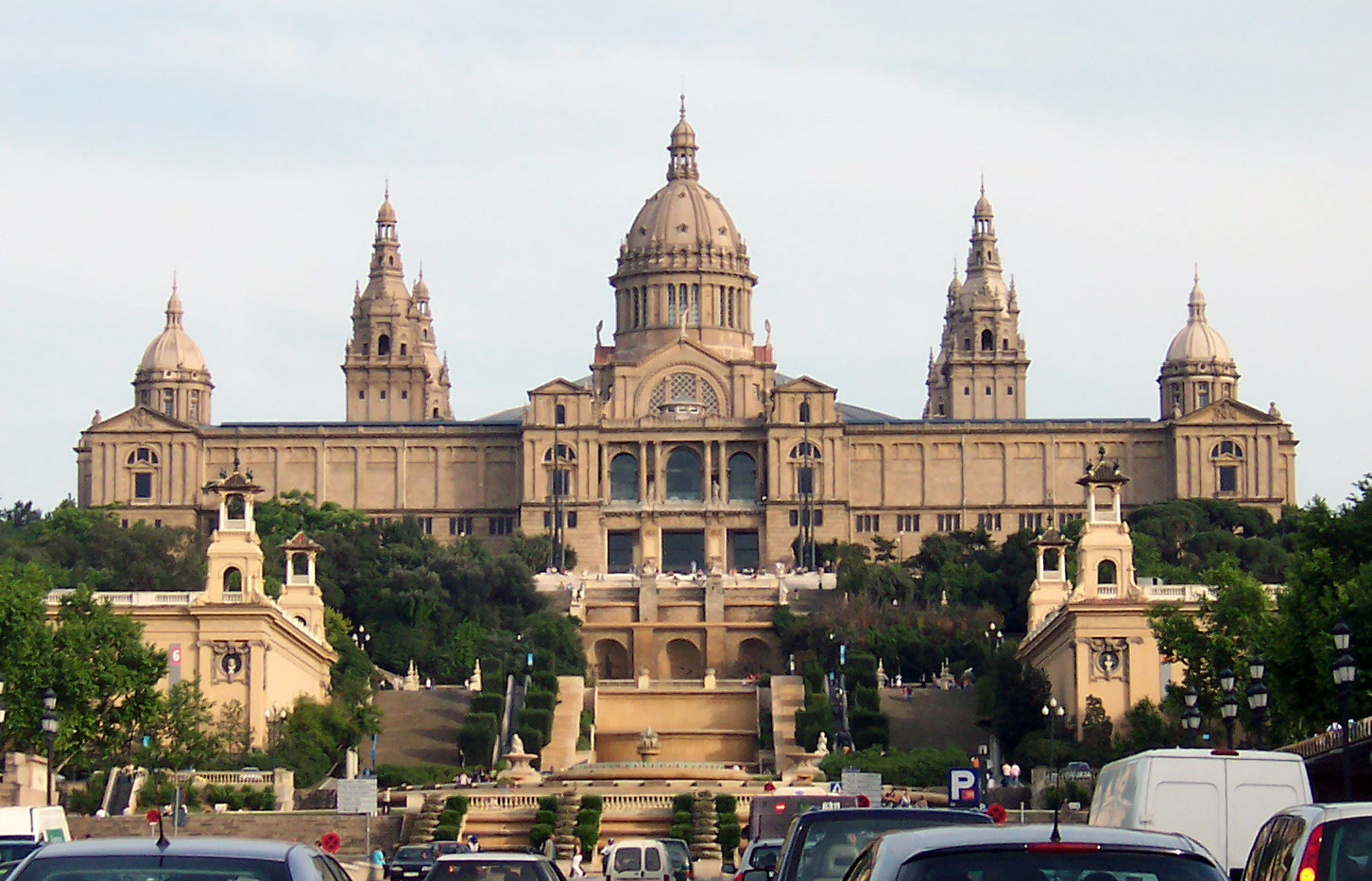
El Palau Nacional, seu del Museu Nacional d'Art de Catalunya.

Barcelona té un gran nombre de museus, que abasten diferents àrees i èpoques. En total hi ha 92 equipaments sumant museus i col·leccions. El Museu Nacional d'Art de Catalunya posseeix una coneguda col·lecció d'art romànic, mentre que el Museu d'Art Contemporani de Barcelona se centra en l'art català i espanyol posterior al 1945. La Fundació Joan Miró, el Museu Picasso, el Museu Can Framis i la Fundació Antoni Tàpies tenen importants col·leccions d'aquests artistes de renom mundial. Diversos museus cobreixen els camps de la història i l'arqueologia, com el Museu d'Història de Barcelona, el Museu Etnològic, el Museu d'Història de Catalunya, el Museu d'Arqueologia de Catalunya, el Museu Marítim de Barcelona, el Museu de la Música de Barcelona o el Museu Egipci, aquest últim de propietat privada. El Museu Eròtic, o el Museu de la Xocolata en són uns dels més peculiars. Entre els exemples de museus científics barcelonesos es poden esmentar el Museu de Ciències Naturals de Barcelona, que es distribueix entre cinc seus diferents a diferents llocs de la ciutat, o el CosmoCaixa, que és un museu de la ciència de la Fundació la Caixa. Aquest darrer va rebre el premi al Museu Europeu de l'Any el 2006. Els museus municipals de Barcelona depenen de l'Institut de Cultura de Barcelona.

### Espectacles
La ciutat té una llarga tradició com a seu d'institucions dedicades a les arts escèniques, com són el Gran Teatre del Liceu, o el Palau de la Música, dues institucions de caràcter associatiu que van sorgir de la iniciativa ciutadana. Més recentment les institucions també han promogut grans centres de creació artística com són el Mercat de les Flors, així com el Teatre Nacional de Catalunya o l'Auditori. La ciutat acull la Filmoteca de Catalunya, on es fan cicles de projeccions de clàssics, de films experimentals o novetats que no troben lloc a les cartelleres comercials.

### Tradicions religioses
Barcelona ha mantingut bona part de les seves tradicions religioses, totes heretades de festes populars. Com totes les ciutats del Mediterrani occidental, les festes es regien pel calendari agrícola i eren vinculades a imatges, representacions i celebracions catòliques. Tan sols des de fa un parell de dècades ha començat un procés de laïcisme de les festes populars. Una llista de les més conegudes i que encara mantenen la seva vigència religiosa són:
- La processó a Sant Medir. Aquesta processó es realitza cada any al barri de Gràcia, el 3 de març, dia de Sant Medir. Diverses carrosses i persones a cavall recorren els carrers de l'antiga vila de Gràcia repartint caramels a tots els nens que es creuen pel seu camí. La tradició explica que la peregrinació es va iniciar el 1830 quan Josep Vidal i Granés va fer una promesa a Medir de Barcelona: li va prometre anar en pelegrinatge cada any a l'ermita de Sant Medir repartint caramels a tots els nens que trobés en el seu camí si el guaria de la seva malaltia. Des d'aquell moment, l'augment progressiu de peregrins ha crescut i és una tradició instal·lada a la vila: tots els nens van a recollir caramels. Actualment, són 26 colles que realitzen la romeria i pertanyen a diferents barris de la ciutat: la Bordeta, Gràcia, Sarrià, Sant Gervasi de Cassoles. Aquesta tradició forma part del patrimoni festiu de Catalunya[74] i va rebre la Creu de Sant Jordi per la Generalitat de Catalunya l'any 2002.[75]

## Societat

### Mitjans de comunicació
El Periódico de Catalunya i La Vanguardia (que s'editen tant en castellà com en català) són els dos principals diaris de Barcelona, i s'hi editen també el Sport i El Mundo Deportivo (ambdós en castellà) que són els dos principals diaris esportius. També hi ha un gran nombre de publicacions de menys tirada que tenen forta implantació a la ciutat, com l'Ara i El Punt Avui (en català). Altres diaris com El País i El Mundo (en castellà) fan edicions especials a Barcelona. Les principals emissores d'FM són Catalunya Ràdio, RAC1, RAC 105 i Ràdio Barcelona. Barcelona també disposa de diversos canals de televisió locals, entre ells BTV (propietat de l'empresa municipal Informació i Comunicació de Barcelona), Canal Català Barcelona, 25 tv i Urbe TV.

### Esport

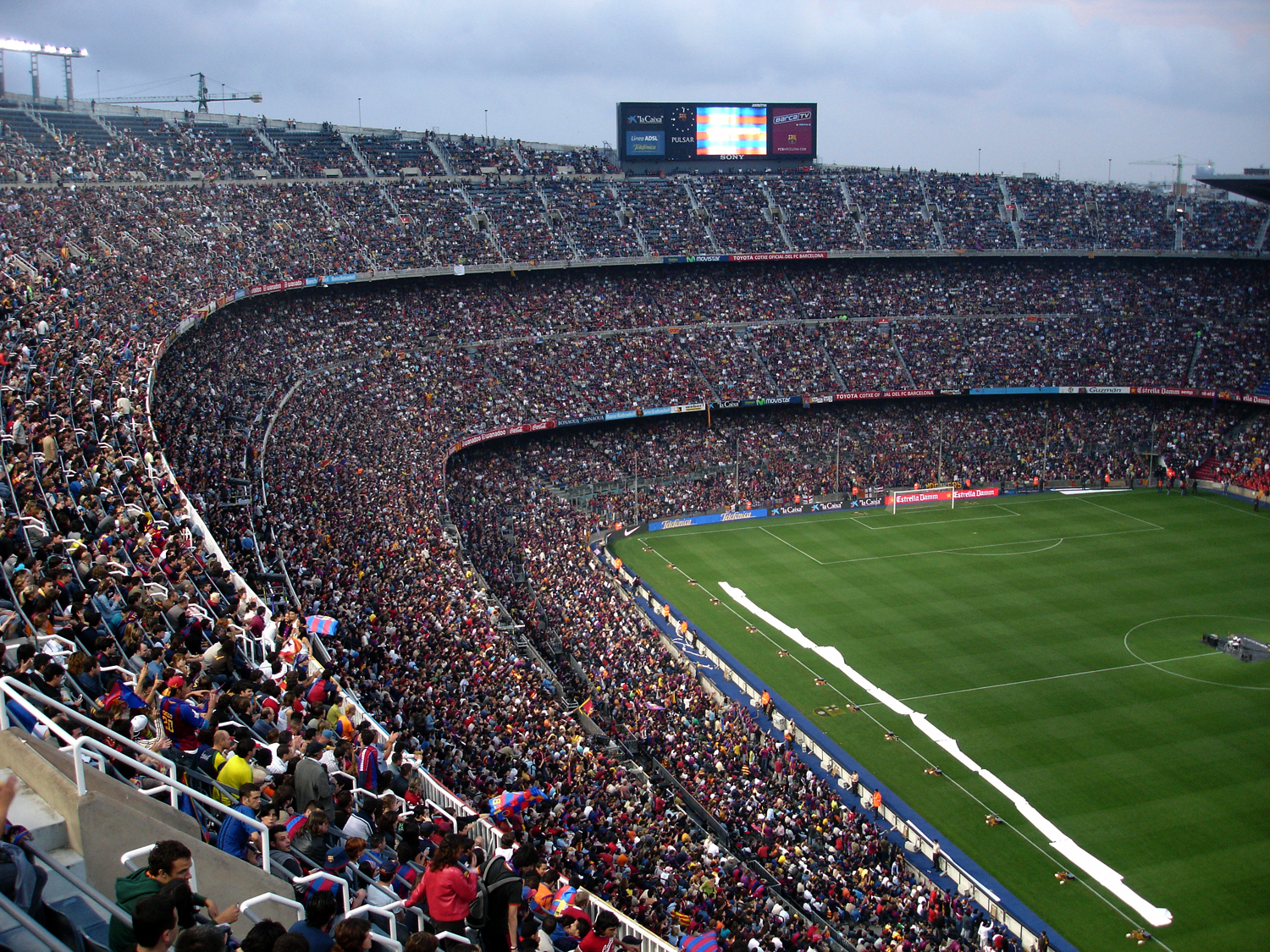
El Camp Nou és l'estadi del FC Barcelona i és considerat com el més gran d'Europa.

Barcelona va ser la seu dels Jocs Olímpics d'Estiu de 1992. Actualment, disposa d'un nombre elevat d'instal·lacions esportives tant privades com públiques. Els darrers anys, l'ús de la bicicleta ha patit un fort augment gràcies al servei de lloguer de bicicletes públic Bicing i a la política de l'Ajuntament d'augmentar el nombre de carrils per aquests vehicles. També ha freqüentat l'ús de patins sobre rodes, especialment a les zones de Vila Olímpica i Ciutat Vella, on s'han creat skateparks.

#### Clubs esportius
Barcelona és la casa del Futbol Club Barcelona, conegut com a Barça, un dels millors equips del món. El Museu del FC Barcelona és el museu de la ciutat amb més nombre de visitants en els darrers anys. El club sempre ha estat associat amb el catalanisme i té un dels estadis més grans d'Europa, el Camp Nou, on caben 98 600 persones. També era la casa del Reial Club Deportiu Espanyol, que disputava els seus partits de futbol al desaparegut estadi de Sarrià i després a l'Estadi Olímpic Lluís Companys, que té cabuda per 56 000 espectadors i on es van celebrar els Jocs Olímpics l'any 1992. Hi ha molts altres clubs a Barcelona, com l'històric Sant Andreu, l'Europa o el Júpiter.
El Cercle Eqüestre, d'hípica; el Centre Excursionista de Catalunya; el Reial Club Nàutic de Barcelona; el Reial Club de Tennis Barcelona i el Club Tennis de la Salut són alguns dels clubs esportius no futbolístics més antics de la ciutat.

### Medi ambient

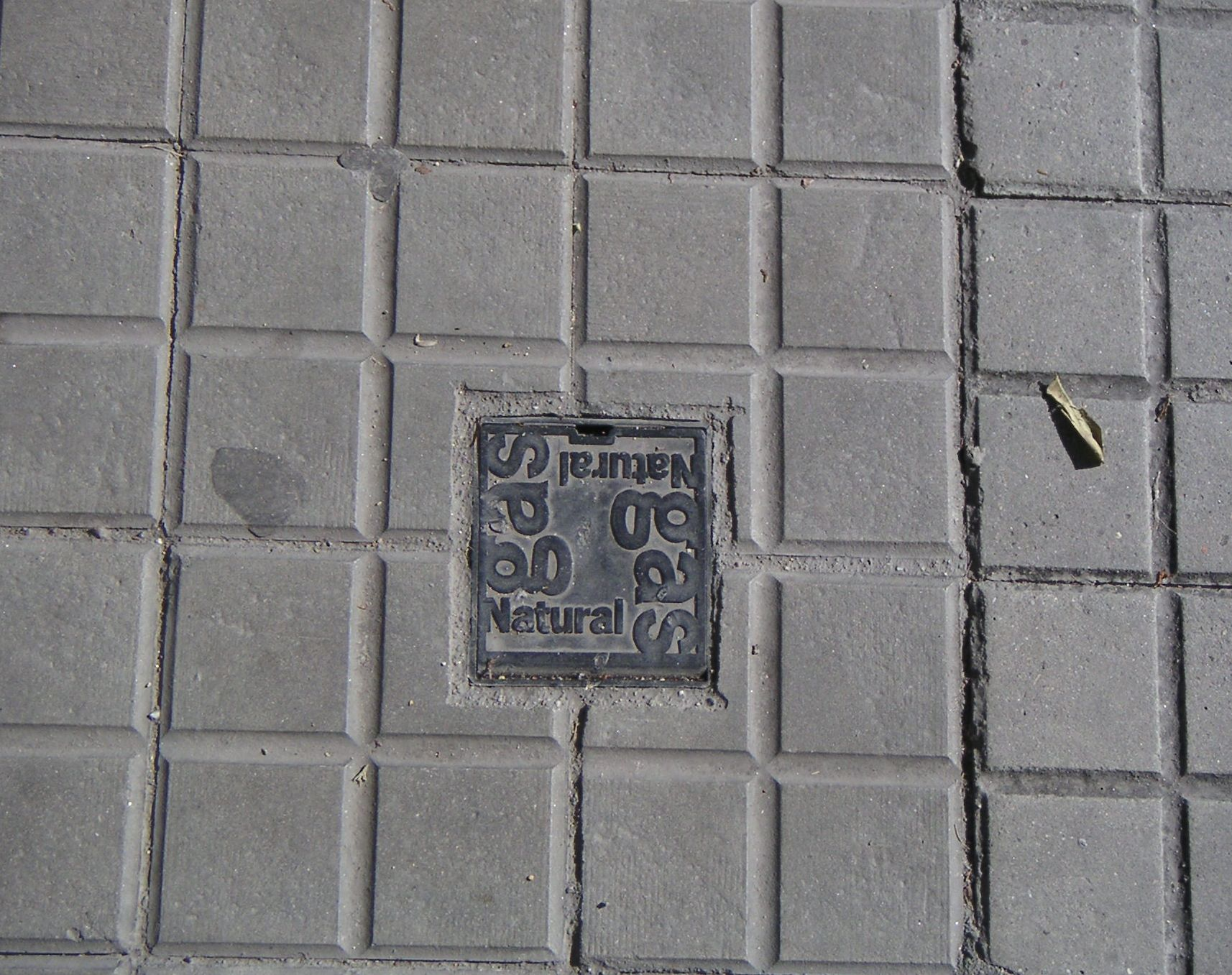
Gas natural

Barcelona va ser considerada la tercera ciutat més contaminada d'Europa a partir d'un estudi del 2005 de l'Organització Mundial de la Salut sobre les partícules sòlides en suspensió. Barcelona tenia 55 micrograms per metre cúbic d'aquestes partícules (l'àrea metropolitana en tenia 50 de mitjana), mentre algunes capitals europees se situaven al voltant dels 40 micrograms i la xifra recomanada per l'OMS és de 20.
Barcelona ha viscut en els darrers anys un fort augment en l'ús d'energies renovables gràcies, sobretot, a l'obertura de l'Ecoparc de Barcelona i de l'abocador del Garraf que produeixen energia a partir de biogàs; la superfície solar tèrmica també ha augmentat i ha passat dels 6936 m² l'any 2000 als 40 095 el 2006. Malgrat això només un 1,07 % de l'energia consumida a Barcelona el 2004 provenia d'energies renovables i l'energia més produïda continuava sent el gas natural.

### Protestes
Barcelona ha estat seu d'un bon nombre de protestes i manifestacions molt multitudinàries, amb ressò internacional. Algunes de les més importants van ser:
| Data             | Lema                                                                               | Nº de manifestants segons... | Nº de manifestants segons... | Nº de manifestants segons...   |
| Data             | Lema                                                                               | Els convocants               | Guàrdia Urbana               | Delegació del Govern d'Espanya |
| ---------------- | ---------------------------------------------------------------------------------- | ---------------------------- | ---------------------------- | ------------------------------ |
| 1 febrer 1976    | Amnistia dels presos polítics                                                      | sense dades                  | s.d.                         | s.d.                           |
| 11 setembre 1977 | Pel retorn dels drets nacionals de Catalunya                                       | 1 000 000                    | s.d.                         | s.d.                           |
| 14 juny del 1997 | Per la fi de la violència terrorista (després de la mort de Miguel Ángel Blanco)   | 1 000 000                    | s.d.                         | s.d.                           |
| 23 novembre 2000 | Catalunya per la pau, ETA no (condemna de la mort d'Ernest Lluch)                  | 900 000                      | s.d.                         | s.d.                           |
| 15 març 2003     | Contra la Guerra d'Iraq                                                            | 500 000                      | 300 000                      | 20 000                         |
| 22 març 2003     | Contra la Guerra d'Iraq                                                            | 1 000 000                    | 500 000                      | 150 000                        |
| 18 febrer 2006   | Som una nació i tenim el dret de decidir                                           | 1 000 000                    | 125 000                      | s.d.                           |
| 1 desembre 2008  | Som una nació i diem PROU! Tenim dret a decidir sobre les nostres infraestructures | 700 000                      | 200 000                      | 200 000                        |
| 10 juliol 2010   | Som una nació. Nosaltres decidim.                                                  | 1 500 000                    | 1 100 000                    | s.d.                           |
| 11 setembre 2012 | Catalunya, nou estat d'Europa                                                      | 2 000 000                    | 1 500 000                    | 600 000                        |
| 18 febrer 2017   | Manifestació «Volem acollir»                                                       | 500 000                      | 160 000                      | s.d                            |

Barcelona també ha estat un punt important per la comunitat homosexual d'arreu d'Europa i de tot el món. Els locals d'ambient gai situats sobretot al barri de l'Eixample (l'anomenada Gaixample) han permès que una llista del 2008 elaborada pel diari The Independent situés Barcelona com una de les deu ciutats més gay-friendly del món, sent l'única del país.

## Transport

### Ports

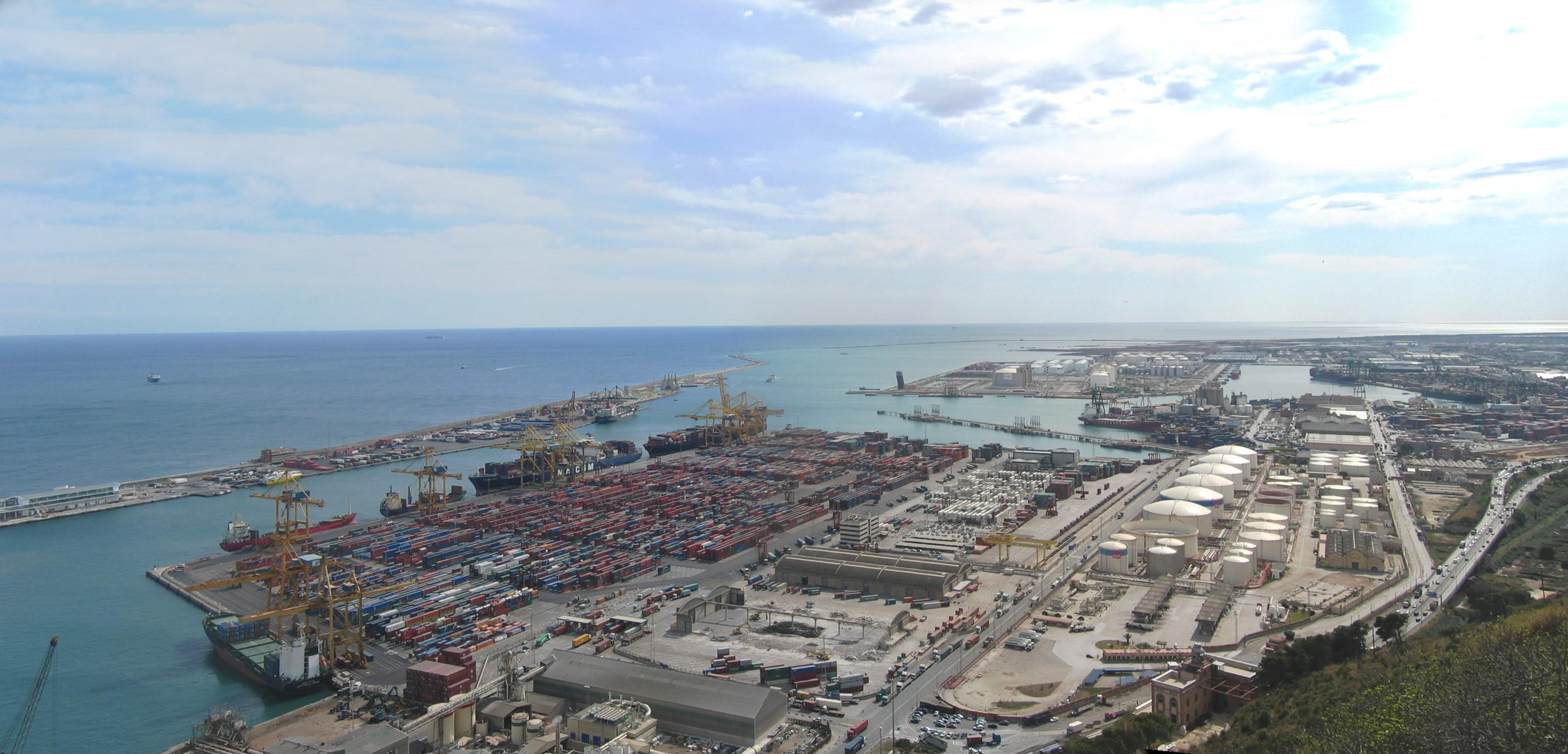
Port de Barcelona.

El Port de Barcelona és un dels ports marítims més importants del Mediterrani. És el port líder en creuers a Europa, la proximitat al centre de la ciutat l'han convertit en un important destí de creuers. La seva superfície terrestre és de 828,9 ha. i té 20 km de molls. El port està format per 12 sectors però a grans trets està format per tres àrees diferenciades: el Port Vell, el port comercial i el port logístic. El port vell està format per una escullera que el separa de la mar.
A més del port històric, a la ciutat també hi ha el Port Olímpic de caràcter esportiu construït per a les olimpíades de 1992, i el més recent es troba al límit dels termes municipals de Barcelona i Sant Adrià de Besòs, anomenat Port Fòrum Sant Adrià es troba al Parc del Fòrum, recinte construït per al Fòrum Universal de les Cultures 2004.

### Aeroport
Barcelona té com aeroport principal l'Aeroport de Barcelona-El Prat, situat al municipi del Prat de Llobregat en ple delta del Llobregat, i conegut amb les sigles IATA BCN. Es troba a 10 km al sud-oest de la ciutat. Amb més de cinquanta milions de passatgers el 2018, és el segon aeroport d'Espanya i el setè d'Europa en trànsit de viatgers. L'aeroport serveix principalment a diferents destinacions d'Europa i del nord d'Àfrica, però també ofereix diversos vols intercontinentals a Amèrica del Nord, Amèrica del Sud i Àsia. El 16 de juny de 2009 es va inaugurar oficialment la nova Terminal 1.
Actualment, algunes companyies de baix cost operen a l'aeroport de Reus i l'aeroport de Girona – Costa Brava, que donen també servei a l'àrea de Barcelona. Aquests aeroports enllacen amb Barcelona amb línies d'autobús.

### Transport públic
La companyia de transport públic de Barcelona, Transports Metropolitans de Barcelona (TMB), gestiona la majoria de les línies d'autobusos, el metro de Barcelona, un bus turístic, el funicular de Montjuïc, el telefèric de Montjuïc i el tramvia blau. Més recentment hi ha diverses línies de tramvies moderns com el Trambaix i el Trambesòs. Barcelona també compta amb una xarxa de trens que comuniquen la ciutat amb les de l'Àrea metropolitana i la resta de Catalunya i amb Espanya. Des de l'any 2007 hi ha un servei públic de compartició de bicicletes amb el nom de Bicing.
Barcelona també compta amb una important flota de taxis, caracteritzats pels colors negre i groc. A Barcelona hi ha 212 parades de taxi i la xarxa de l'àrea metropolitana està constituïda per més de 12 000 vehicles (a novembre 2013) cadascun dels quals representa una llicència única.

#### Autobús
El servei d'autobusos de Barcelona és gestionat majoritàriament per l'empresa TMB. El servei s'estén per gran part de l'àrea metropolitana i inclou 109 línies que cobreixen més de 920 quilòmetres, amb més de 1000 vehicles, tots adaptats a persones amb deficiències en la mobilitat. La velocitat mitjana dels autobusos és d'11,55 km/h. Els autobusos urbans de Barcelona van portar, el 2007, 210,5 milions de viatgers, que van significar uns guanys de més de 122 milions d'euros. El servei d'autobusos en horari nocturn s'anomena Nit Bus i té una menor freqüència de pas i menys línies que durant el dia.
El Barcelona Bus Turístic és un autobús que facilita itineraris destinats als turistes de Barcelona. El 2006 gairebé va moure 1,9 milions de persones i el 2005 va generar 21 milions d'euros que es destinen a sufragar el deute del transport públic i a la promoció turística de la ciutat.

#### Metro
La primera línia del metro de Barcelona es va inaugurar l'any 1924 i actualment té dotze línies operatives entre els dos operadors (TMB i FGC) que sumen més de 150 km i més de 200 estacions, a més de diverses prolongacions de línies existents com L1, L2, L3, L4, L5, L6 i L8.
| Línia | Nom           | Obertura  | Recorregut                         |
| ----- | ------------- | --------- | ---------------------------------- |
|       | Línia 1       | 1926      | Hospital de Bellvitge - Fondo      |
|       | Línia 2       | 1995      | Paral·lel - Badalona Pompeu Fabra  |
|       | Línia 3       | 1924      | Zona Universitària - Trinitat Nova |
|       | Línia 4       | 1973      | Trinitat Nova - La Pau             |
|       | Línia 5       | 1969      | Cornellà Centre - Vall d'Hebron    |
|       | Línia 6       | 1863      | Pl. Catalunya - Sarrià             |
|       | Línia 7       | 1954      | Pl. Catalunya - Avinguda Tibidabo  |
|       | Línia 8       | 1912      | Pl. Espanya - Molí Nou \| C.C.     |
|       | Línia 9 Nord  | 2009-2014 | La Sagrera - Can Zam               |
|       | Línia 9 Sud   | 2016      | Aeroport T1 - Zona Universitària   |
|       | Línia 10 Nord | 2010-2014 | La Sagrera - Gorg                  |
|       | Línia 10 Sud  | 2018      | Foc - Collblanc                    |
|       | Línia 11      | 2003      | Trinitat Nova - Can Cuiàs          |
|       | Línia 12      | 2016      | Sarrià - Reina Elisenda            |

#### Tramvies
La primera línia de tramvia de Barcelona es va inaugurar l'any 1872, entre el Pla de la Boqueria i Josepets, a la vila de Gràcia. Es tractava inicialment d'un tramvia remolcat a cavalls, i el servei estava explotat per la companyia Barcelona Tramway Company, de capital britànic.
El tramvia de l'empresa Tramvia Metropolità (TRAM) consta de sis línies, les tres primeres amb el nom de Trambaix i les altres tres amb el de Trambesòs, depenent de la zona d'actuació. El Trambaix es va posar en marxa el 3 d'abril del 2004, les tres línies que el formen tenen la majoria de les parades en comú i altres per les quals només circulen els trens d'una línia. El Trambesòs es va posar en marxa el 8 de maig del 2004. Actualment, està en procés de redacció el projecte de la interconnexió de les dues xarxes de TRAM a través de l'avinguda Diagonal.
| Línia | Recorregut                                      |
| T1    | Francesc Macià - Bon Viatge                     |
| T2    | Francesc Macià - Llevant - les Planes           |
| T3    | Francesc Macià - Sant Feliu \| Consell Comarcal |
| T4    | Ciutadella \| Vila Olímpica - Sant Adrià        |
| T5    | Glòries - Gorg                                  |
| T6    | Glòries - Sant Adrià                            |

El Tramvia blau gestionat per TMB recorre l'avinguda del Tibidabo unint l'Estació d'Avinguda Tibidabo de l'L7 dels FGC amb l'estació inferior del Funicular del Tibidabo.

#### Trens

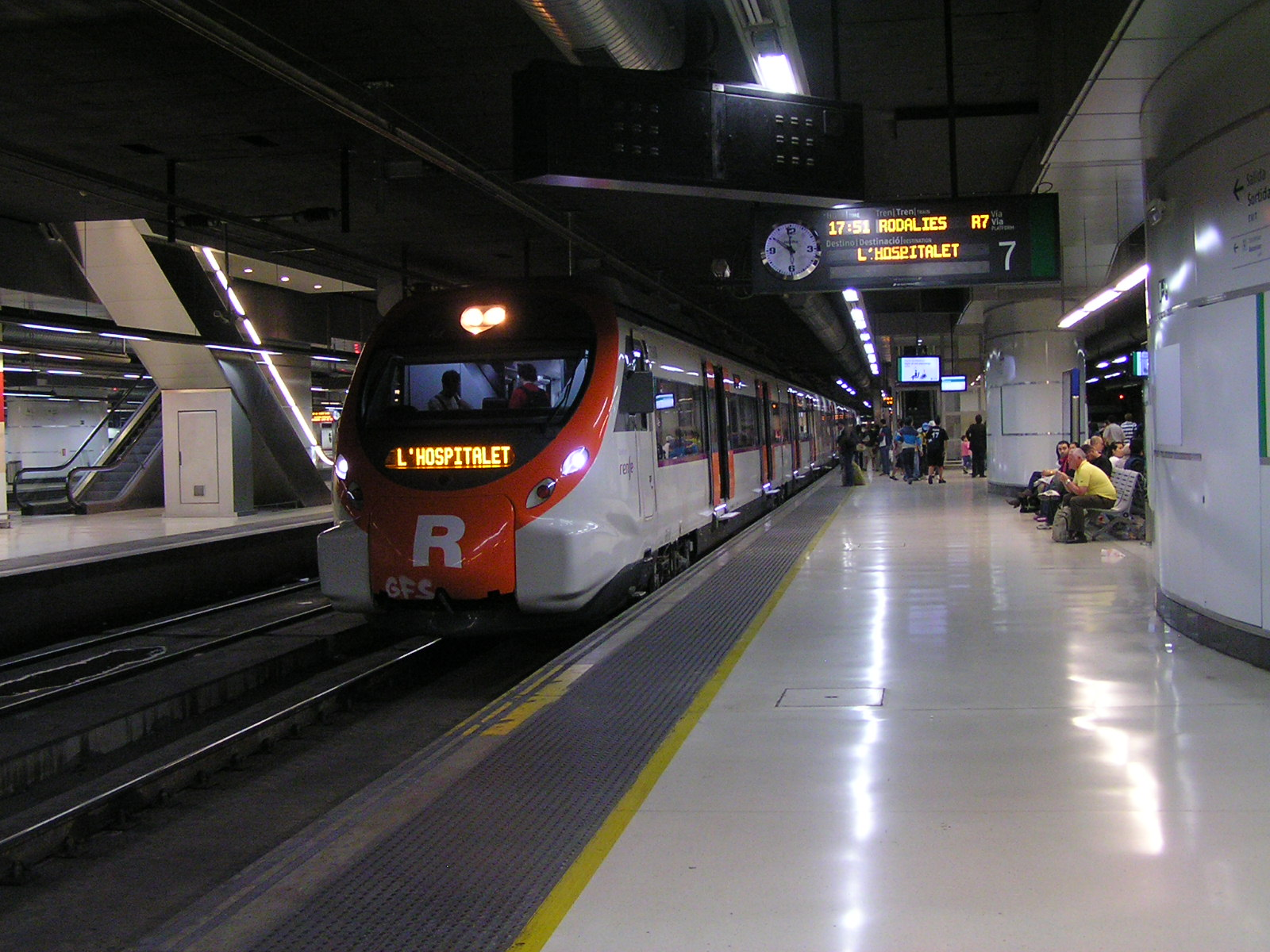
Tren Civia efectuant parada a Barcelona-Sants.

Barcelona és un important nus de línies fèrries; des d'aquí parteixen les línies de Renfe Operadora (la xarxa ferroviària estatal espanyola) que van a Mataró i Maçanet, Girona i França, Manresa i Lleida, Vilanova i Valls, Martorell, Vilafranca i Tarragona. A més de les línies de Ferrocarrils de la Generalitat de Catalunya (FGC) que connecten amb el Vallès i el Baix Llobregat, l'Anoia i el Bages. L'estació de Sants és l'estació principal de la ciutat i és la primera estació ferroviària estatal en trajectes internacionals.
El ferrocarril arribà per primer cop a Barcelona el 28 d'octubre de 1848 amb la línia Barcelona-Mataró. La ciutat en aquella època preindustrial estava aïllada per les muralles i aquestes impedien que el tren pogués entrar-hi. Com que no podien penetrar cap a l'interior de la xarxa urbana de la ciutat vella, les línies de tren situaren les estacions terminals a la vora de les muralles:
- Línia Barcelona-Mataró: estació terminal entre la Porta de Mar i la Barceloneta (on després s'ubicà l'Estació de les Rodalies, a la vora de l'estació de França).
- Línia de Granollers: estació terminal entre la Duana i el Jardí del General, actual estació de França. Aquesta terminal fou l'única que perforà la muralla amb un punt i un túnel.
- Línia de Saragossa (via Manresa i Lleida): estació terminal per damunt la Ciutadella (on després hi hauria l'Estació de Vilanova).
- Línia de Vilanova: estació terminal a les Hortes de Sant Beltran, vora les Drassanes, que desaparegué quan s'unificaren les línies per passar per Sants.
- Línia de Martorell: estació terminal enfront de Canaletes i el Portal d'Isabel II.

La construcció del ferrocarril a Barcelona ha marcat força la fisonomia d'alguns carrers, ja que Ildefons Cerdà va tenir molt en compte el problema de la xarxa ferroviària perquè creia que era cabdal per al desenvolupament de la ciutat. El pla Cerdà avançà ja propostes d'unificació i enllaços de línies i la xarxa fou integrada en l'entramat urbà. En són un gran exemple l'avinguda Meridiana per on baixava la Línia de Manresa i Lleida fins a l'estació de Vilanova o l'estació del Nord. El carrer de la Marina i el Passeig de Circumval·lació per on passava la línia que arribava fins a l'estació de França. Per l'avinguda Roma hi passava la Línia de Martorell i Vilafranca. El carrer de Balmes i el carrer de Pelai hi passava el tren de Sarrià i per l'avinguda del Paral·lel hi havia de passar una línia de ferrocarril.
Renfe i Ferrocarrils de la Generalitat de Catalunya (FGC) gestionen l'estès servei de trens de rodalies. Barcelona també és l'origen d'un nombre important de trens regionals gestionats per Renfe que comuniquen la ciutat amb poblacions catalanes a més de 80 quilòmetres de distància, incloent-hi les altres tres capitals de província. L'AVE (el tren de gran velocitat) uneix des del febrer de 2008 Madrid i Barcelona a través de la LAV Madrid – Saragossa – Barcelona – Frontera Francesa.

##### Llista d'estacions de Rodalies Barcelona
| Nom de l'estació      | Línies de rodalies | Vies     | Estructura           | Administrador   | Enllaç |
| --------------------- | ------------------ | -------- | -------------------- | --------------- | ------ |
| Arc de Triomf         |                    | 2        | Soterrada            | Renfe Operadora |        |
| Bifurcació Vilanova   | tancada            | 2        | Soterrada            | Renfe Operadora |        |
| El Clot-Aragó         |                    | 4        | Soterrada            | Renfe Operadora |        |
| Estació de França     |                    | 14       | Exterior coberta     | Adif            |        |
| Glòries (en projecte) | -                  | De 2 a 6 | Soterrada            | -               |        |
| Passeig de Gràcia     |                    | 2        | Soterrada            | Adif            |        |
| Plaça de Catalunya    |                    | 2        | Soterrada            | Renfe Operadora |        |
| La Sagrera-Meridiana  |                    | 2        | Soterrada            | Adif            |        |
| Sagrera-TAV           | En obres           | 18       | Soterrada            | Adif            |        |
| Sant Andreu Arenal    |                    | 4        | Soterrada            | Renfe Operadora |        |
| Sant Andreu Comtal    |                    | 7        | Descoberta           | Renfe Operadora |        |
| Sants                 |                    | 14       | Soterrada            | Adif            |        |
| Torre de Baró         |                    | 2        | Exterior semicoberta | Renfe Operadora |        |

 Llista dels terminals de FGC en Barcelona:
| Estació:        | Línies: | Correspondencia amb: |
| --------------- | ------- | -------------------- |
| Plaça Catalunya |         |                      |
| Plaça Espanya   |         |                      |

#### Bicing

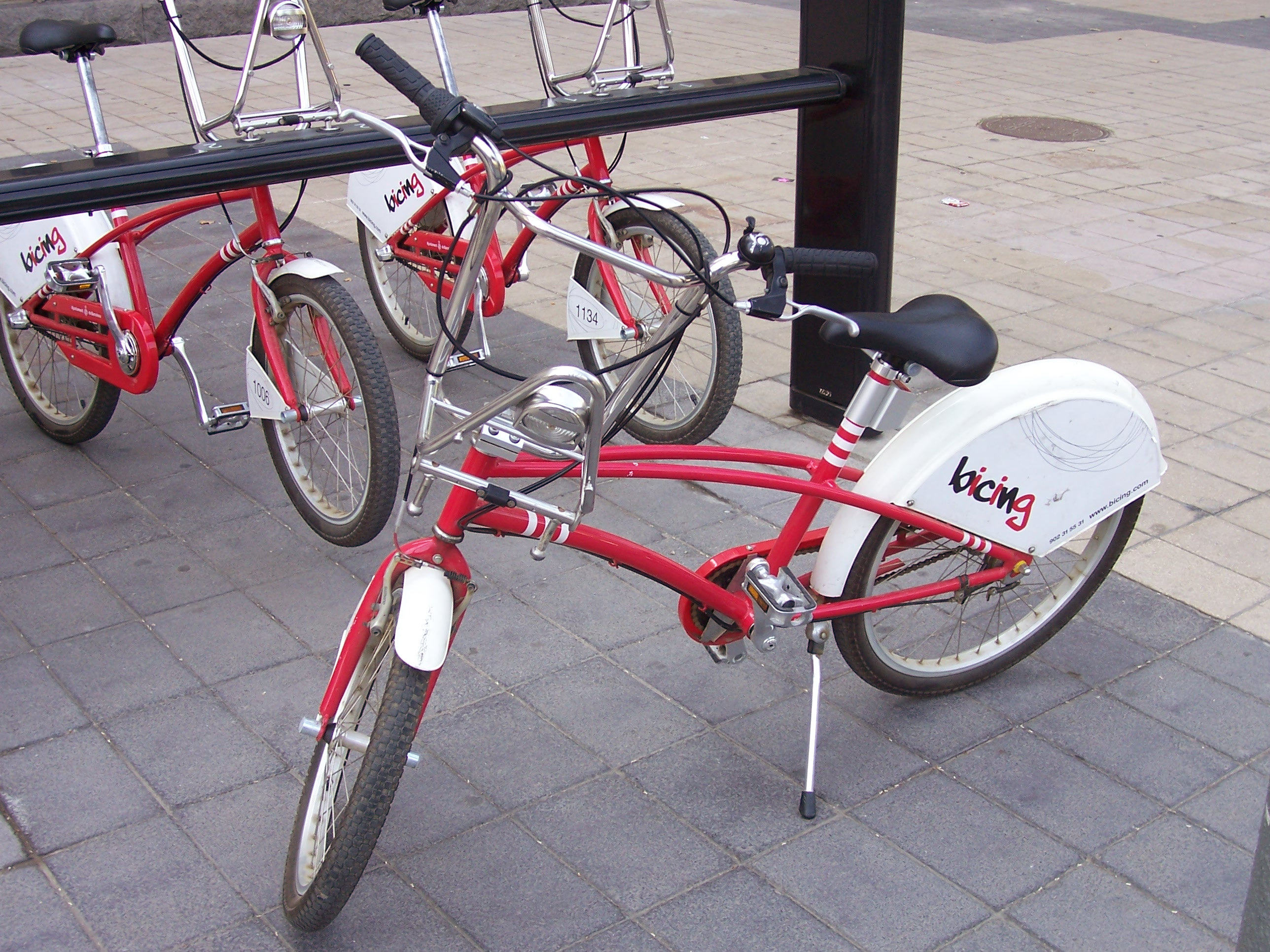
Bicicleta del Bicing.

El Bicing és un servei de compartició de bicicletes només obert als empadronats a Catalunya (per afavorir que les botigues de lloguer de bicicletes no perdin els turistes com a clients). Gestionat per l'empresa B:SM (Barcelona Serveis Municipals) i adjudicat el 2007 a l'empresa ClearChannel, es va inaugurar 22 de març del 2007. Està previst que s'estengui a tota l'àrea metropolitana, tot i que finalment es podria tractar de dos serveis diferents i incompatibles entre ells a curt termini però amb la idea que fossin compatibles a llarg termini. A inicis del 2019, l'empresa Bicing anuncià la implementació de bicicletes elèctriques substituint així les que no ho eren.

### Carreteres i autopistes
Barcelona permet el trànsit ràpid per la ciutat gràcies a dues rondes: la ronda de Dalt (al costat de les muntanyes) i la ronda del Litoral (al costat de la costa); que estan parcialment cobertes i tenen múltiples sortides a diferents punts de la ciutat. Pel que fa a les artèries de la ciutat hi ha l'avinguda Diagonal (que com indica el seu nom, travessa diagonalment la ciutat), l'avinguda Meridiana que comença al parc de la Ciutadella i enllaça amb la Diagonal i la Gran Via de les Corts Catalanes que travessa la ciutat de nord a sud pel centre.
Pel que fa a les autopistes i autovies, l'AP-7 comença a Almeria, passa per Alacant, València i Barcelona fins a Perpinyà; l'Autovia del Nord-est comença a Madrid, passa per Saragossa i Barcelona fins a la frontera francesa; i l'AP-2 que va paral·lela a l'A2 entre Saragossa i Barcelona. L'AP7 i l'AP2 són de pagament.

## Ciutats agermanades i convenis de col·laboració
Barcelona manté una relació d'agermanament amb les següents ciutats:
| - Montpeller (França), 1963. - Rio de Janeiro (Brasil), 1972. - Monterrey (Mèxic), 1977. - Boston (Estats Units), 1983. - Busan (Corea del Sud), 1983. - Colònia (Alemanya), 1984. - Montevideo (Uruguai), 1985. - Rio Verde, (Brasil), 1985. - Sant Petersburg (Rússia), 1985. - São Paulo (Brasil), 1985. | - L'Havana (Cuba), 1993. - Kobe (Japó), 1993. - Anvers (Bèlgica), 1997. - Istanbul (Turquia), 1997. - Dublín (Irlanda), 1998. - Gaza (Palestina), 1998. - ( Tel-Aviv (Israel), 1998. Suspès des del juny 2025, com ja durant uns mesos del 2023) - Atenes (Grècia), 1999. - Esfahan (Iran), 2000. - Sarajevo (Bòsnia i Hercegovina), 2000. | - Valparaíso (Xile), 2001. - Shanghai (Xina), 2001. - Dubai (Emirats Àrabs Units), 2006. - San Francisco (Estats Units), 2010. |

D'altra banda, des de mitjans dels anys noranta, Barcelona ha optat per minimitzar els nous acords d'agermanament i posar l'èmfasi en la signatura de convenis d'amistat i cooperació, amb objectius concrets i mesurables. Les següents ciutats compten amb convenis de col·laboració:
| - Buenos Aires (Argentina), 1990. - El Mina (Líban), 1991. - Tànger (Marroc), 1991. - Trujillo (Perú), 1991. - Medellín (Colòmbia), 1992. - Ciutat de Mèxic (Mèxic), 1992. - Ningbo (Xina), 1995. - Alger (Algèria), 1997. - Santiago de Xile (Xile), 1997. - Gènova (Itàlia), 1998 - Marsella (França), 1998. | - Lima (Perú), 1999. - Rosario (Argentina), 1999. - Província de Gyeonggi-do (Corea del Sud), 2000. - Guangzhou (Xina), 2003. - Seattle (Estats Units d'Amèrica), 2003. - Casablanca (Marroc), 2004. - Lió (França), 2004. - Salvador de Bahia (Brasil), 2004. - Torí (Itàlia), 2004 - Bogotà (Colòmbia), 2005. | - Guayaquil (Equador), 2005. - Puebla de Zaragoza (Mèxic), 2005. - Quito (Equador), 2005. - Chicago (Estats Units d'Amèrica), 2006. - Oostende (Bèlgica), 2006. - Tetuan (Marroc), 2006. - Alexandria (Egipte), 2007. - Budapest (Hongria), 2007. - San Salvador (El Salvador), 2007. - Singapur (Singapur), 2007. |

## Barcelonins il·lustres
Categoria principal: Barcelonins
- Ramon Berenguer IV, sobirà de Barcelona, Aragó, Girona i Provença (c.1113-1162).
- Bernat Metge, escriptor de l'humanisme (entre 1340 i 1346-1413).
- Guerau Gener, pintor gòtic (c.1369 - c.1408)
- Rafael Destorrents, pintor i miniaturista (1375 - segle xv)
- Joan Fogassot, poeta medieval (c.1420-1480)
- Jaume Safont, escrivent, dietarista i poeta medieval (c.1420-1487)
- Francesc Pi i Margall, president del govern de la Primera República Espanyola l'any 1873 (1824-1901).
- Emili Pi i Molist, doctor en medicina i cirurgia, metge numerari i director de l'Hospital de la Santa Creu (1824-1892).
- Joan Maragall i Gorina, poeta del modernisme català (1860-1911).
- Ramon Casas i Carbó, pintor i dibuixant (1866-1932).
- Pompeu Fabra i Poch, filòleg (1868-1948).
- Carles Riba, poeta i escriptor (1893-1959).
- Joan Miró i Ferrà, pintor (1893-1983).
- Joan Salvat-Papasseit, poeta de l'avantguardisme (1894-1924).
- Mercè Rodoreda i Gurguí, escriptora (1908-1983).
- Vicenç Ferrer, cooperant (Barcelona 1920 – Anantapur 2009).
- Ana María Matute, una de les veus més personals de la literatura espanyola del segle xx (1925-2014).
- Jaime Gil de Biedma, poeta (1929-1990).
- Lluís Maria Xirinacs i Damians, polític pacifista (1932-2007).
- Monsterrat Caballé, soprano i cantant d'òpera catalana (1933-2018).
- Francisco Ibáñez, dibuixant de còmics (1936-2023).
- Pasqual Maragall i Mira, polític (1941).
- Núria Feliu i Mestres, cantant i escriptora (1941).
- Joan Manuel Serrat, cantant i compositor (1943).
- Eduardo Mendoza, escriptor (1943).
- Enrique Vila-Matas, escriptor (1948).
- Quim Monzó, escriptor (1952).
- Sergi Bastidas, dissenyador i arquitecte (1954).
- Jaume Mateu i Bullich (Tortell Poltrona), pallasso (1955).
- Lluís Fortuny i Guarro, músic i cantant de la Companyia Elèctrica Dharma (1961).
- Pau Gasol, basquetbolista (1980).
- Gerard Piqué, futbolista (1987).
- Àlex Rins, pilot de motociclisme (1995).

## Galeria fotogràfica

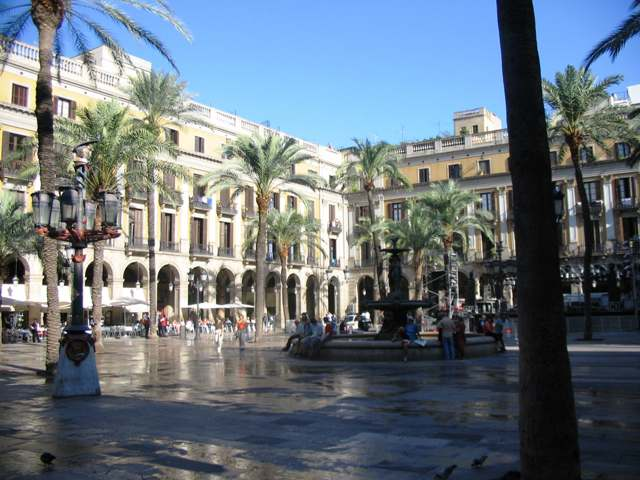
Plaça Reial.
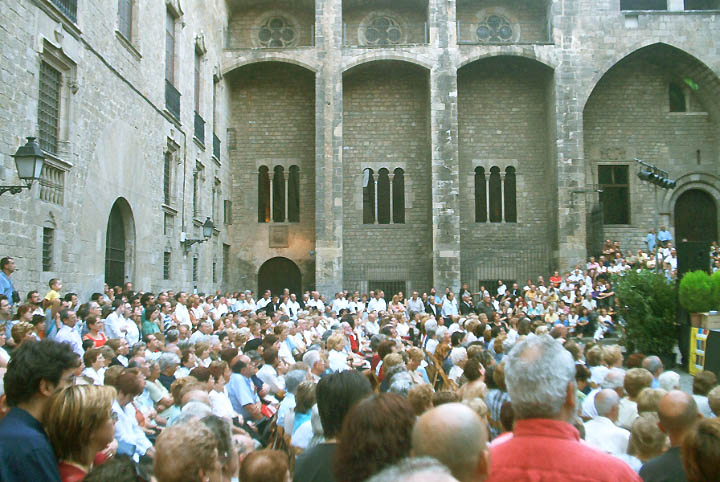
Concert a la plaça del Rei.
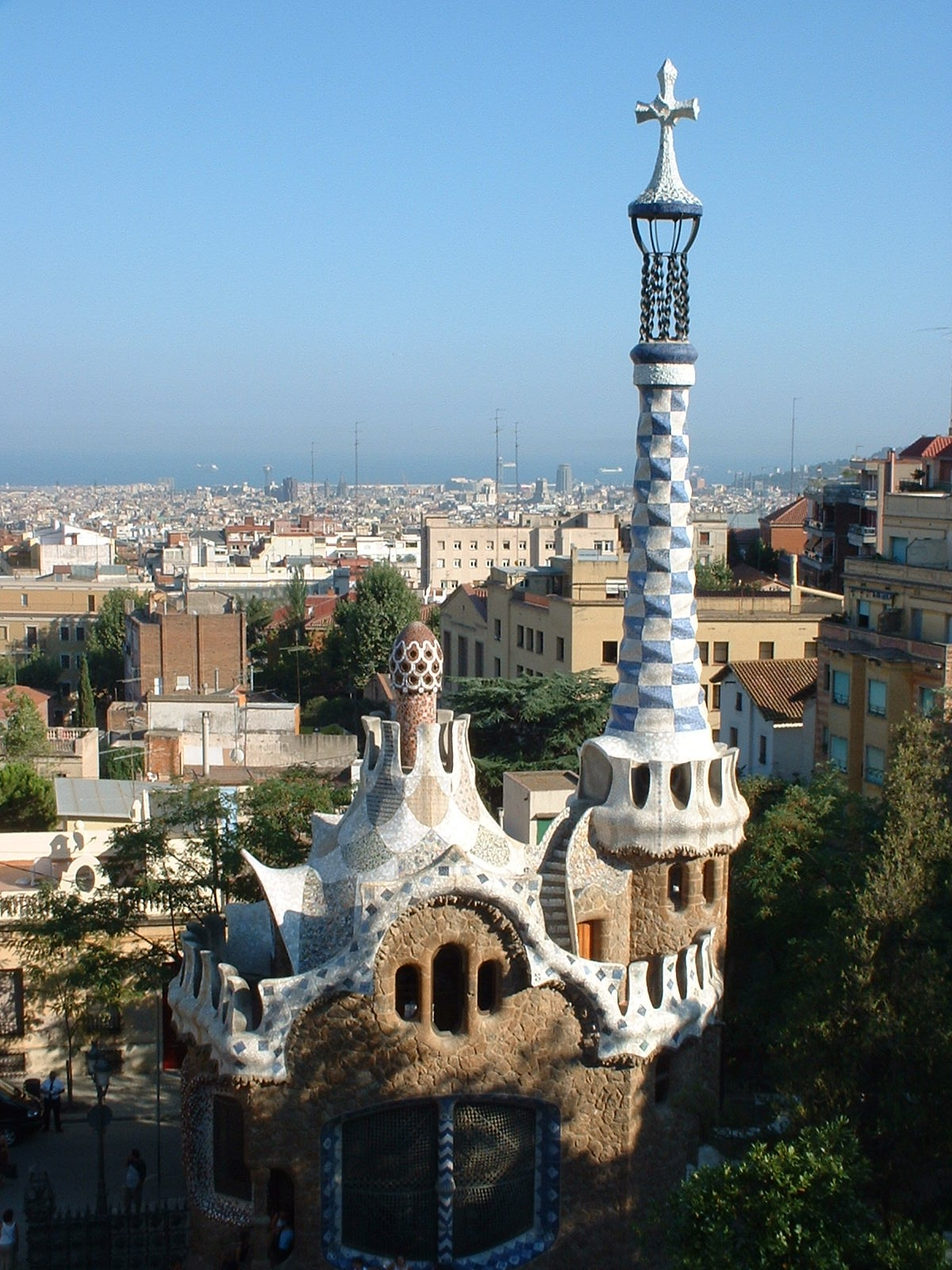
Pavelló d'entrada al Parc Güell.
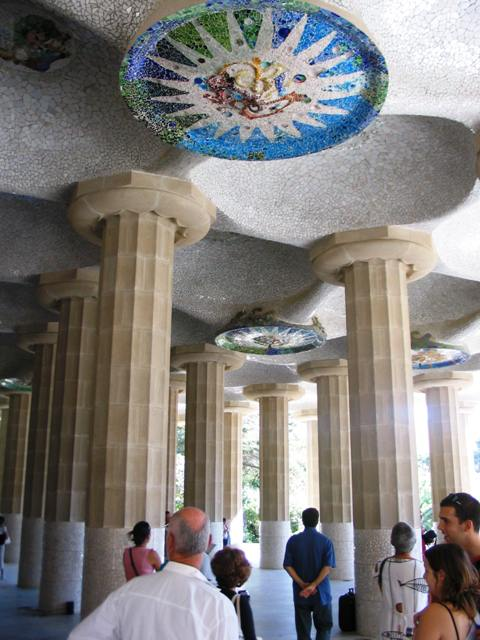
Parc Güell.
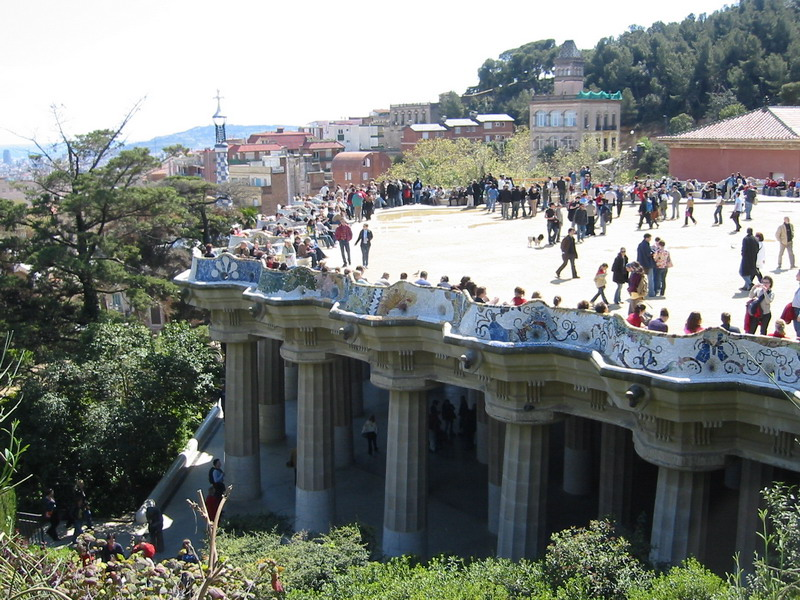
Vista exterior del mirador del Parc Güell.
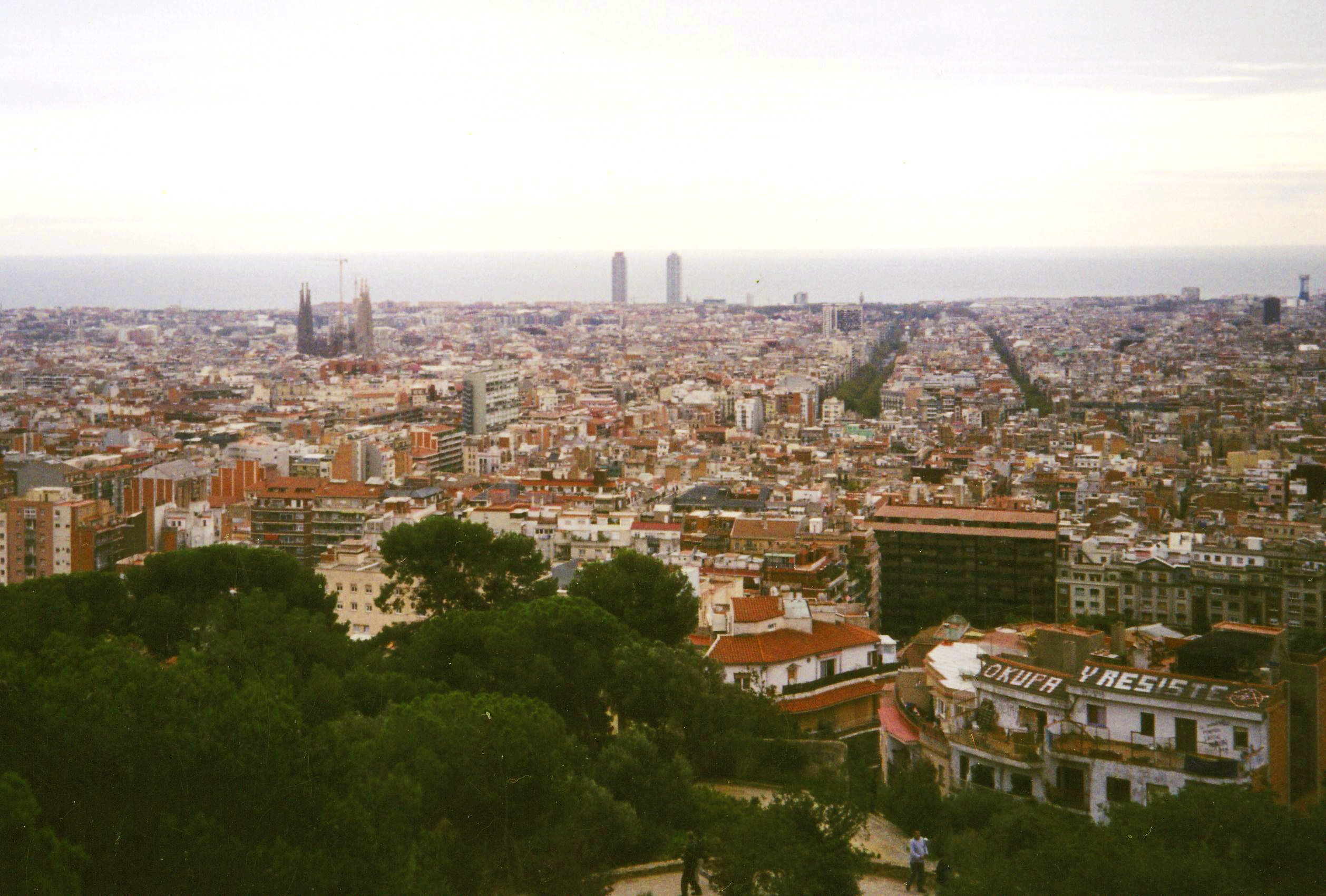
Vista panoràmica des del Parc Güell.
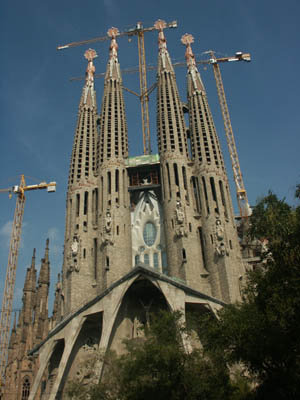
La Sagrada Família.
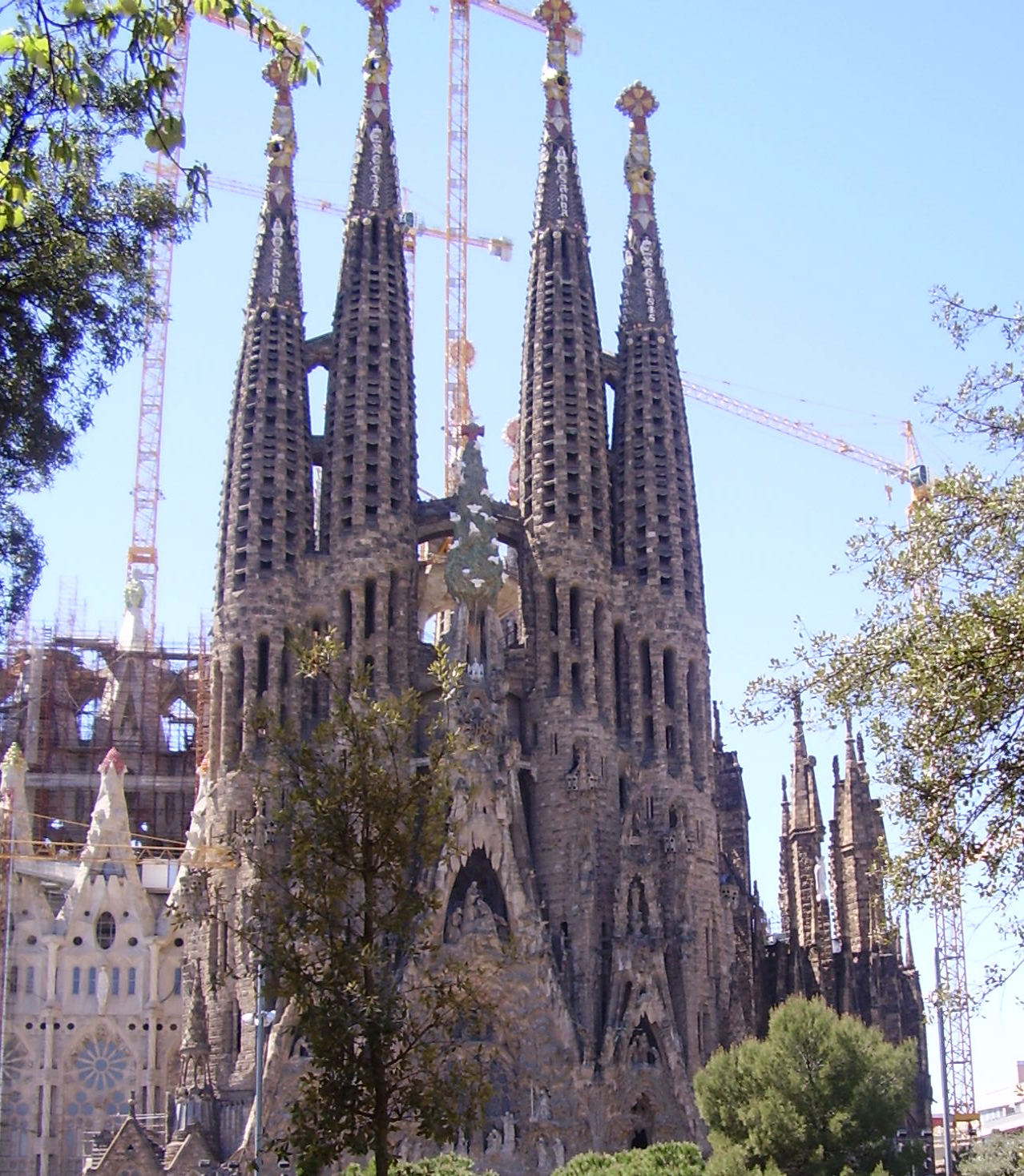
Façana del Naixement de la Sagrada Família.
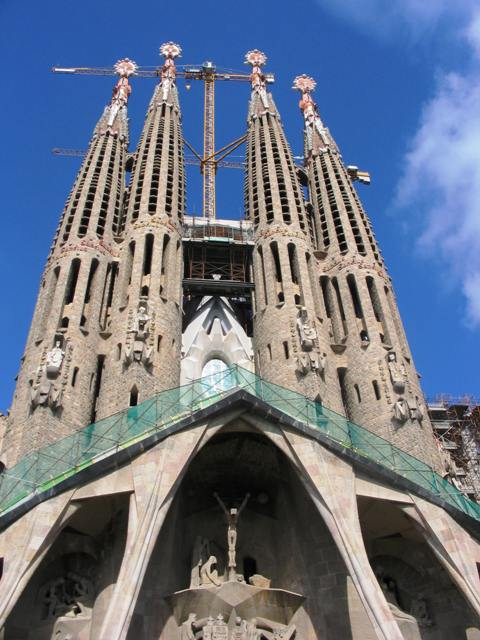
Façana de la Passió de la Sagrada Família.
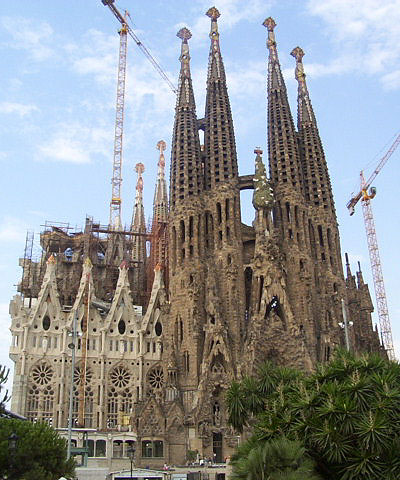
La Sagrada Família.
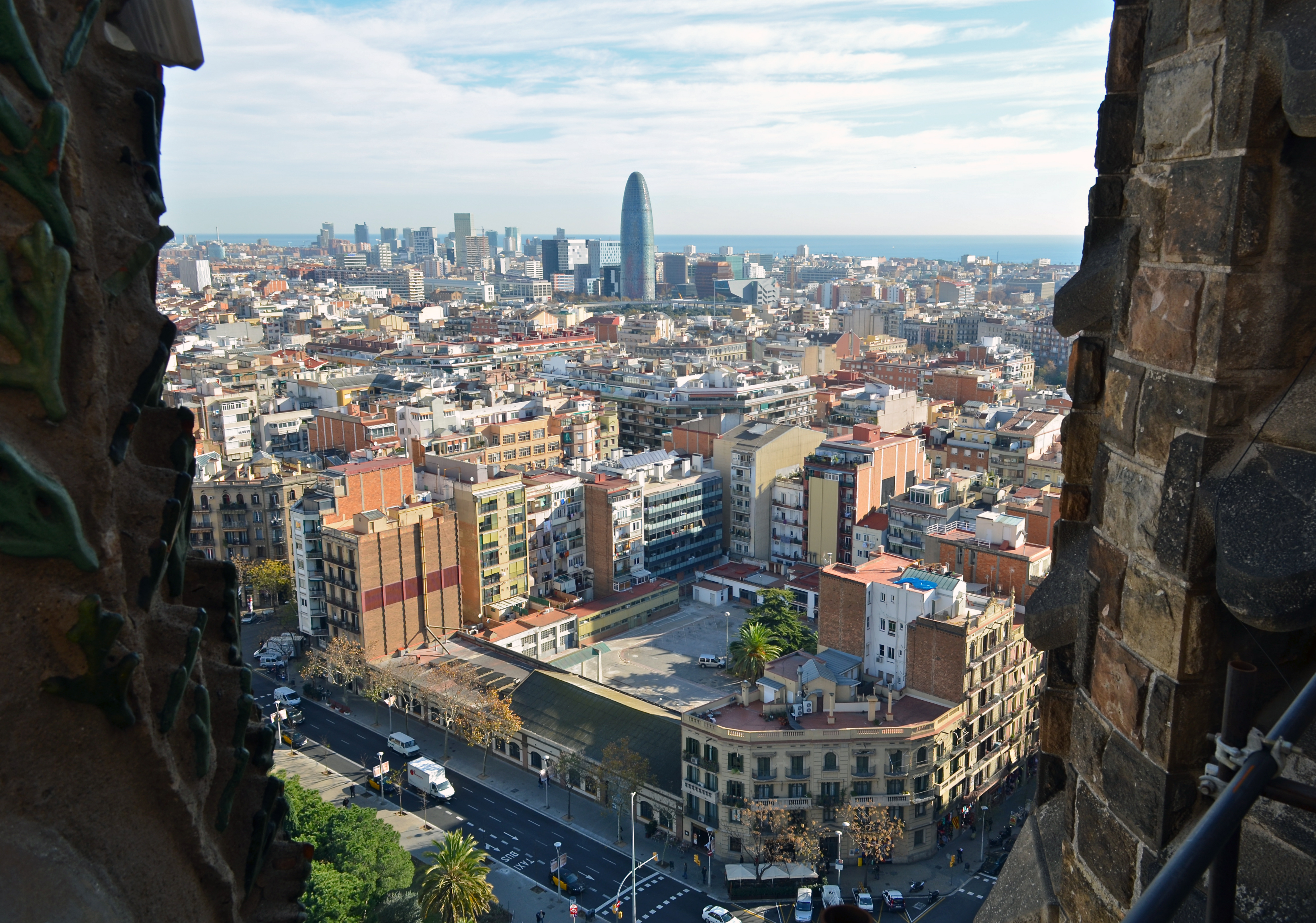
Vista panoràmica des de la Sagrada Família.
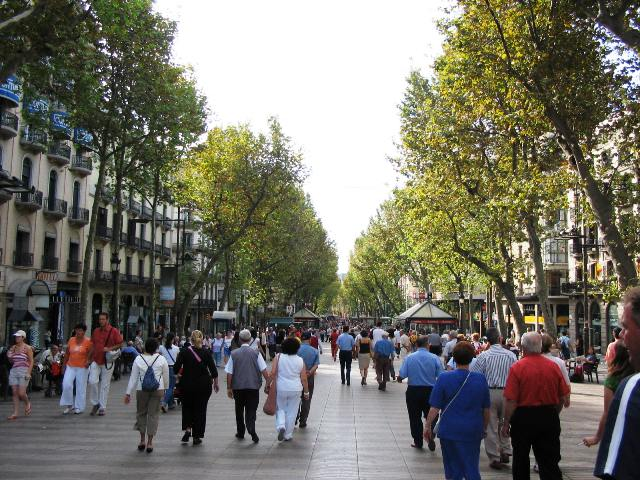
La Rambla.
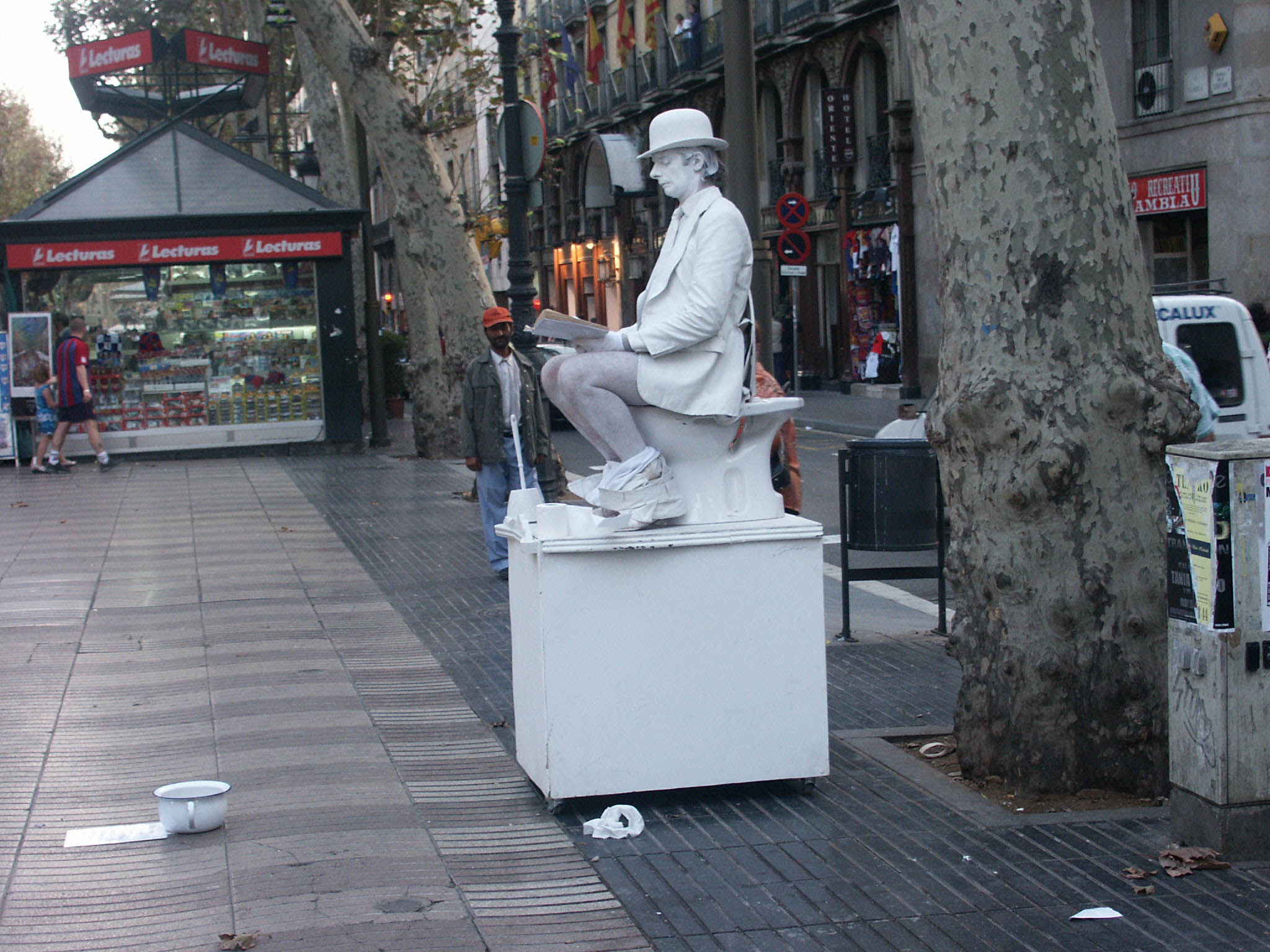
Estàtua humana a la Rambla.
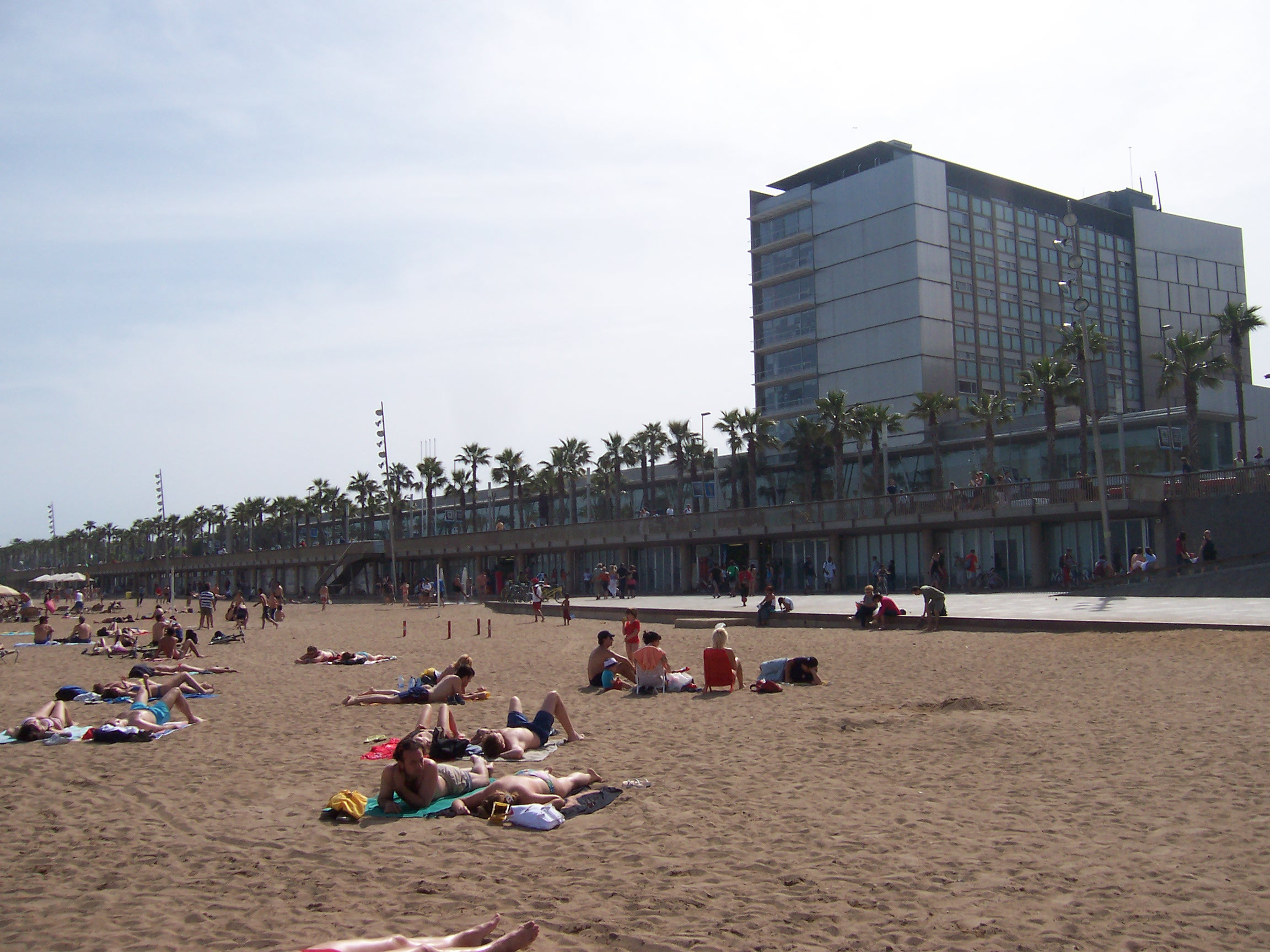
Platja de la Barceloneta.
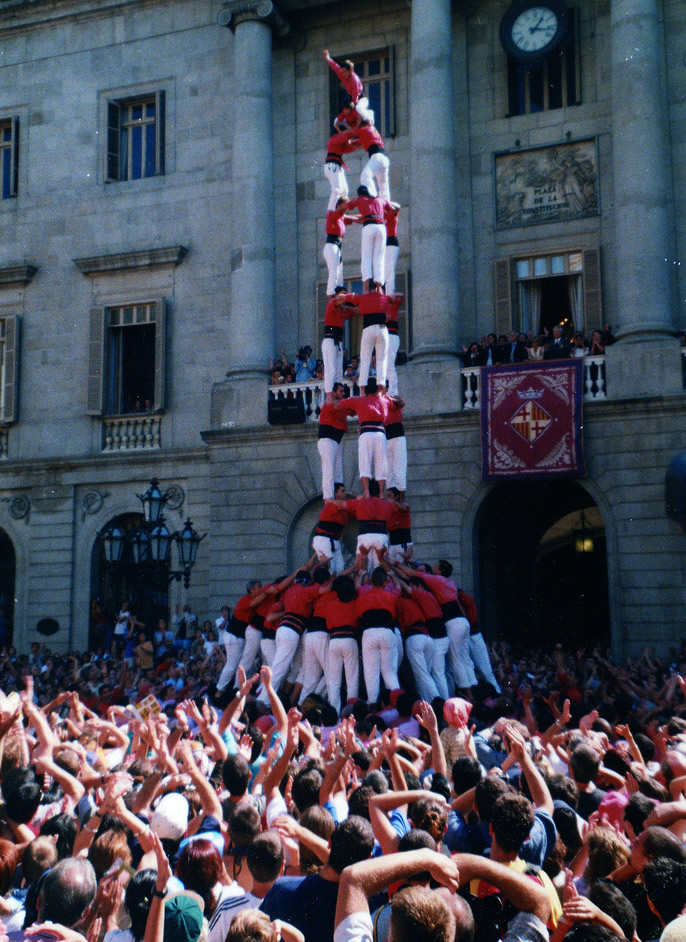
Actuació dels Castellers de Barcelona a la Plaça Sant Jaume durant la Festa Major de Barcelona.
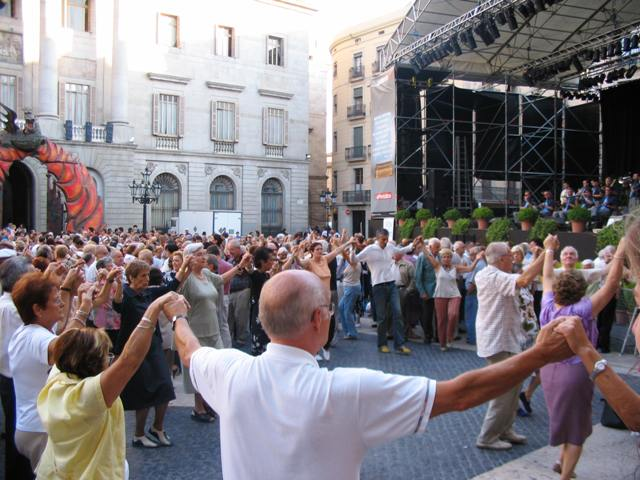
Ball de la Sardana.
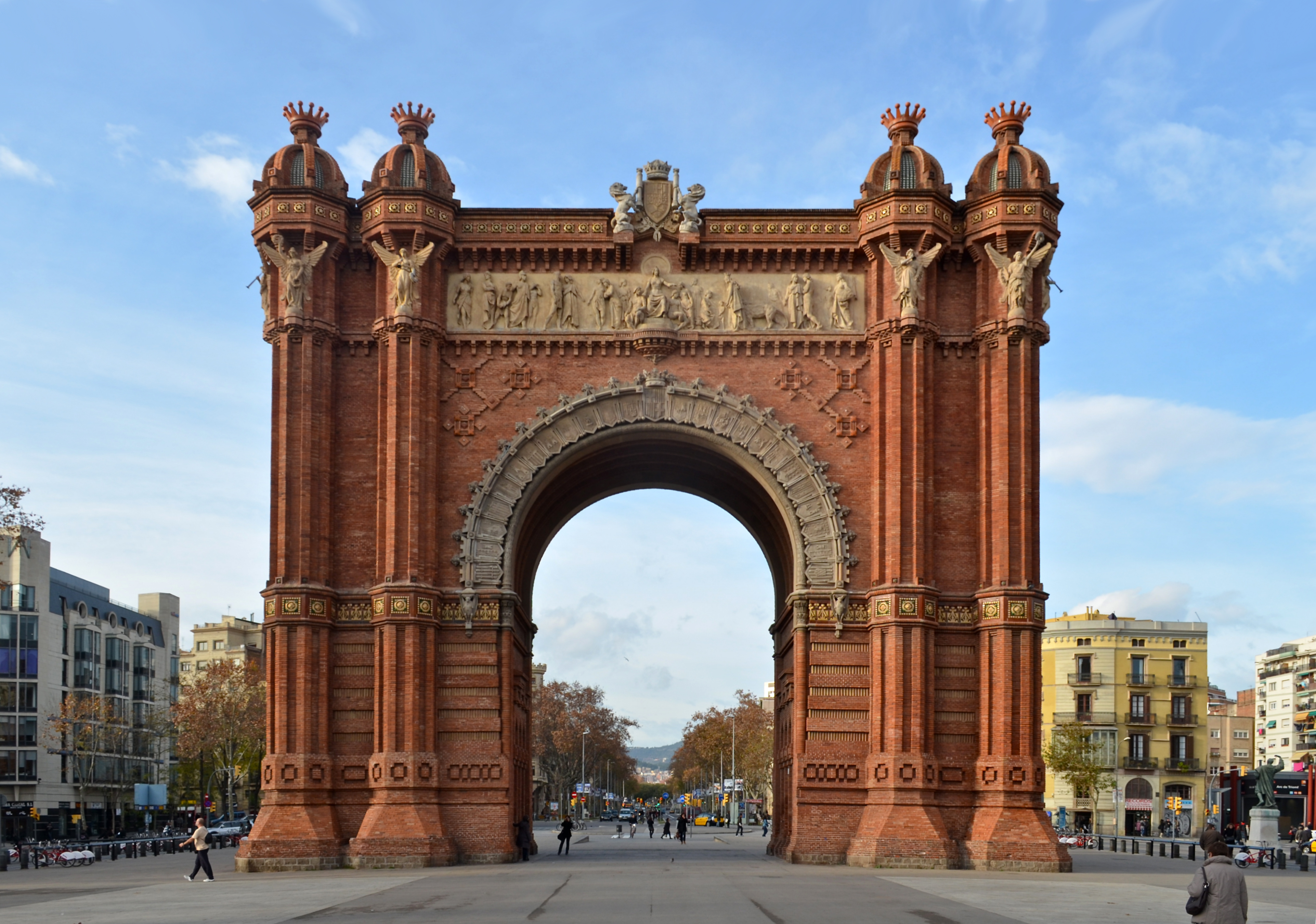
Arc de Triomf.
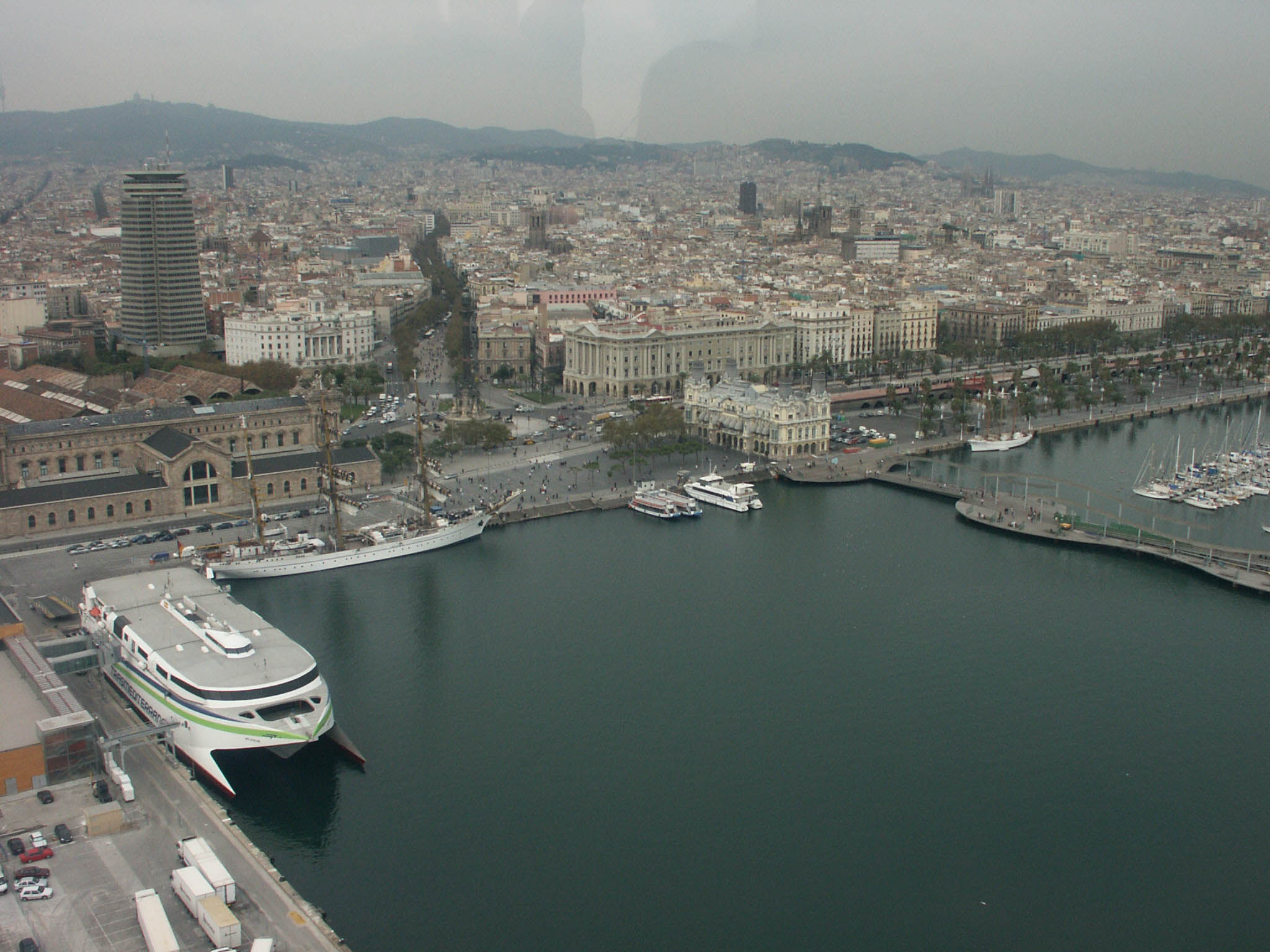
Foto aèria des del mar.
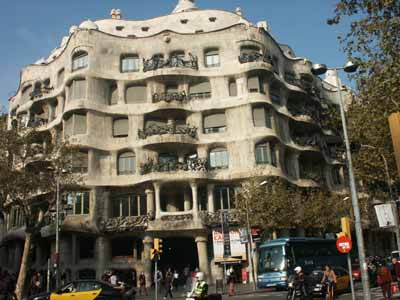
Casa Milà.